# Belle Époque
Vous lisez un « bon article » labellisé en 2023.
Pour les articles homonymes, voir Belle Époque (homonymie).
La Belle Époque est la période que connaît la France de la fin du XIXe siècle au début de la Première Guerre mondiale, marquée par les progrès sociaux, économiques[Lesquels ?] et techniques. Le chrononyme « Belle Époque », comme les limites précises de cette époque, sont encore débattues par l'historiographie de cette période.
Après la Grande Dépression des années 1873 à 1896, la France entre comme les autres pays industrialisés dans une période de croissance soutenue dans le cadre de la deuxième révolution industrielle, portée par des secteurs innovants comme l'électricité et l'industrie automobile. L'expression « Belle Époque », qui se répand tout au long du XXe siècle, témoigne d'une perception quelque peu déformée d'un passé proche et rétrospectivement embelli, mais s'appuie néanmoins sur un certain nombre de réalités : une stabilité politique exceptionnelle sous la Troisième République, marquée par la longévité des gouvernements Waldeck-Rousseau, Combes et Clemenceau, une croissance économique rapide, portée par les industries de pointe et tournée vers la modernité, l'amélioration du niveau de vie moyen des Français, qui s'accompagne d'un recul de la misère et du développement des loisirs et des activités sportives, ainsi qu'une fierté nationale renforcée par les nouvelles conquêtes coloniales.
La modernisation de la France dans les premières années du XXe siècle ne peut cependant effacer un certain nombre de difficultés : le pays perd son rang de deuxième puissance économique mondiale, au profit de l'Allemagne et des États-Unis, et sa relative faiblesse démographique entraîne le vieillissement de sa population. Malgré l'amélioration du niveau de vie, la société française apparaît encore très inégalitaire et hiérarchisée. L'expression « Belle Époque » se rapporte avant tout au mode de vie d'une bourgeoisie triomphante, qui se distingue des autres Français par le raffinement de sa vie oisive, et ne suffit pas à masquer la misère des classes populaires des villes et des campagnes. La population, qui s'urbanise progressivement, reste majoritairement rurale, cependant que le monde ouvrier s'organise autour des syndicats pour porter de nouvelles revendications et améliorer ses conditions de travail. Les inégalités hommes-femmes, encore très marquées, laissent apparaître de premiers signes d'émancipation de ces dernières, principalement du fait de leur accès à une éducation primaire après la mise en place des lois scolaires.
Rassemblées face à la montée du nationalisme dans le cadre de l'affaire Dreyfus, les forces de gauche forment une majorité élargie autour des radicaux, ce qui entraîne une stabilité gouvernementale inédite durant les premières années du XXe siècle, celles où l'État s'émancipe définitivement de la tutelle de l'Église dans un mouvement de sécularisation accélérée de la société qui culmine avec le vote de la loi de séparation des Églises et de l'État en décembre 1905. La presse écrite connaît son âge d'or et les intellectuels occupent un rôle grandissant en s'engageant sur les questions politiques et sociales.
La Belle Époque est une période de grands bouleversements culturels, scientifiques et techniques et Paris, « Ville Lumière » en pleine mutation, brille tant par son rayonnement artistique et culturel que sa modernité, célébrée lors de l'Exposition universelle de 1900. L'électricité se développe, tout comme les nouveaux moyens de transport que sont le métro et l'automobile, et de nouvelles formes de divertissement apparaissent, à l'image du cinéma dont la première représentation publique a lieu en 1895. La Belle Époque est aussi celle du développement de la pratique sportive, d'abord réservée à une élite mais qui se démocratise avec la naissance du « sport-spectacle », la multiplication des associations sportives et des patronages.

## Définition

### Contexte et repères chronologiques
« Nulle part, cependant, on n'a pu éprouver plus heureusement qu'à Paris la naïve et pourtant très sage insouciance de vivre ; c'est là qu'elle s'affirmait glorieusement dans la beauté des formes, la douceur du climat, la richesse et la tradition »

— Stefan Zweig, Le Monde d'hier. Souvenirs d'un Européen, 1943.

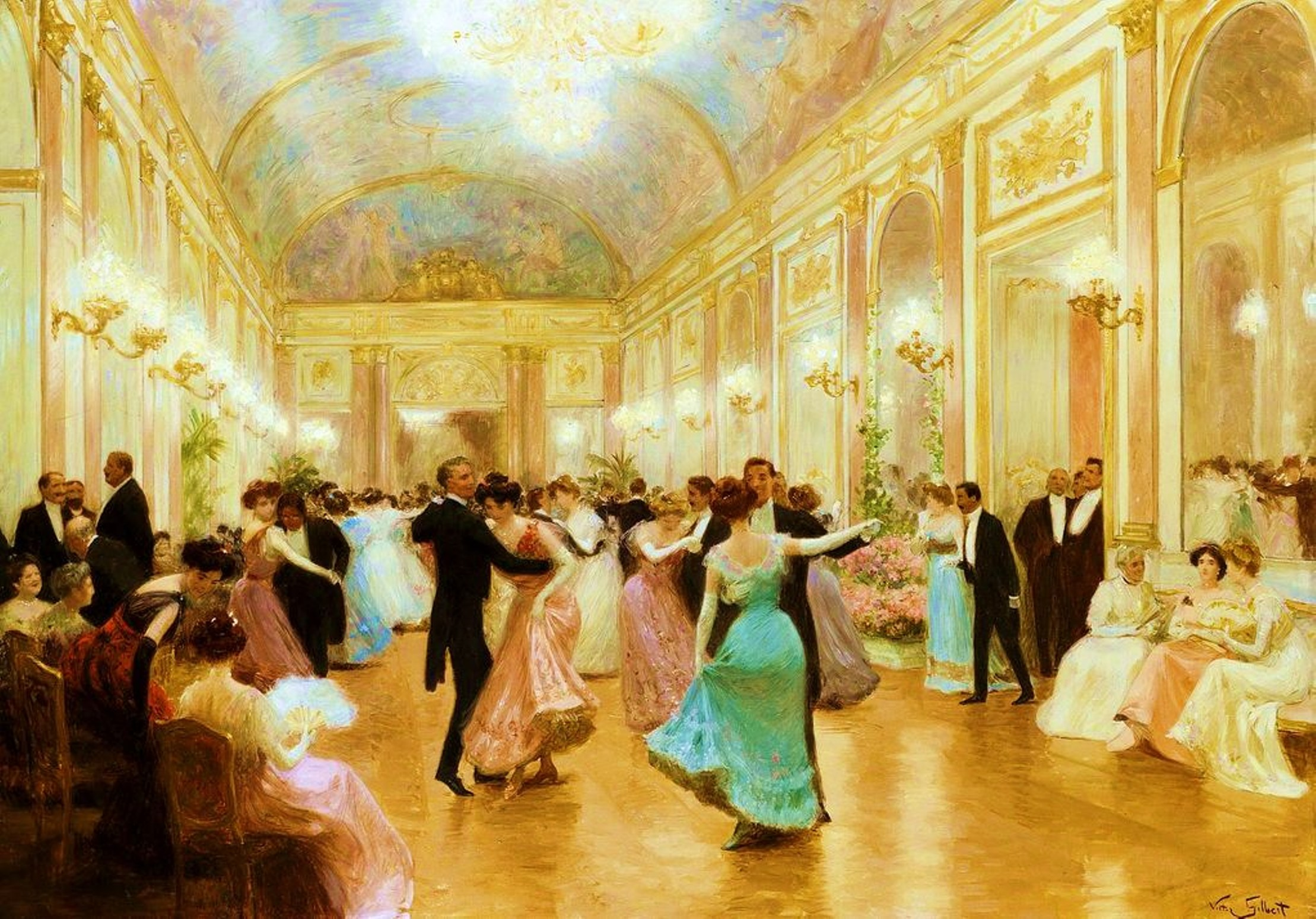
Une soirée élégante (1890) par Victor-Gabriel Gilbert.

La Belle Époque est généralement définie comme les quinze ou vingt années qui précèdent la Première Guerre mondiale, mais ces limites sont parfois débattues parmi les historiens. Michel Winock choisit l'année 1900 comme point de départ, tant pour sa valeur symbolique, en tant que dernière année du XIXe siècle, que parce qu'elle coïncide avec « la fin de la tourmente entraînée par l'affaire Dreyfus et les débuts de la République radicale », ainsi qu'avec l'exposition universelle, évènement pacifique qui fait de Paris « la vitrine du monde moderne ». Pascale Goetschel et Emmanuelle Loyer définissent la Belle Époque comme « une certaine allégresse de vivre au cours de la vingtaine d'années qui précéda le premier conflit mondial, image d'Épinal rétrospective d'une période prise en étau entre, d'une part, la fête impériale de Napoléon III et les difficiles débuts de la Troisième République et, de l'autre, le coup de tonnerre de 1914 ».
Pour Dominique Lejeune, la Belle Époque débute en 1896, année du retournement de la conjoncture économique mondiale. La France connaît en effet, entre 1873 et 1896, une longue période de ralentissement de la croissance, de chômage et de baisse des prix, qui entraîne une certaine instabilité politique. Ayant plus souffert de cette situation économique défavorable que ses voisins, la France retrouve à partir de 1896 le chemin d'une croissance soutenue et d'une hausse des prix, comme pour l'ensemble des pays industrialisés,. Cette période de paix et de prospérité, propice aux progrès sociaux et techniques, frappe l'ensemble de l'Europe, et correspond notamment en Allemagne au wilhelminisme. Jean-Yves Mollier souscrit à ces mêmes limites de 1896-1914 et précise « qu'un tel marquage temporel possède tout son sens en histoire économique et justifie l'isolement des années 1896-1914, mais que cette délimitation perd de sa pertinence pour l'étude de phénomènes qui ne relèvent pas de la seule discipline économique ».

### «Belle Époque», genèse d'un chrononyme
Plusieurs historiens, dont Jean Garrigues et Philippe Lacombrade, affirment que l'appellation « Belle Époque » est apparue immédiatement après la fin de la Première Guerre mondiale pour « signifier la nostalgie d'un monde perdu ». Selon Dominique Lejeune, cette expression « semble bien être […] apparue spontanément dans la population, en 1919-1920, par contraste avec la réalité nouvelle déjà perceptible : vie chère, société plus instable, difficultés politiques ». Dès lors, l'expression se diffuse rapidement au sein de la population qui l'utilise pour « désigner une période calme, stable et heureuse, pendant laquelle on avait conscience que les changements et les découvertes étaient marqués du signe de la lenteur et de la sagesse ancestrale ».
De fait, le qualificatif démontre la perception quelque peu déformée d'un passé proche et « rétrospectivement embelli », ce qui, pour autant, n'est pas sans fondement pour Dominique Lejeune, car « malgré la dureté des conditions de vie de la majorité des Français et des Françaises, la réelle et considérable inégalité des patrimoines et des revenus, les crises politiques, les conflits idéologiques et aussi les tensions internationales, l'appellation de « Belle Époque » peut se contrôler par la solidité du régime républicain, le dynamisme de l'économie, le rayonnement de la France dans le monde, les découvertes scientifiques, les innovations techniques et l'animation de la vie de l'esprit ».
Si la grande majorité des ouvrages consacrés à la période s'accordent sur une naissance du chrononyme « Belle Époque » dès la fin de la Première Guerre mondiale, l'historien Dominique Kalifa conteste cette assertion dans une étude parue en 2016. D'après son analyse, aucune référence à la « Belle Époque » en tant que période historique n'apparaît au cours des années 1920, bien que l'expression soit attestée dans son usage naturel pour évoquer l'âge d'or ou l'apogée d'une activité : « Le temps n'est donc pas encore venu de la nostalgie. Seule la chanson « réaliste » ou les ouvrages sur « le Paris qui meurt » cultivent les regrets du bon temps d'avant-guerre, mais la chose était déjà vraie en 1900 tant c'est dans la nature même de ces productions que de se lamenter sur le monde disparu d'hier ou d'avant-hier. »
En 1931, le pamphlet 1900, de Paul Morand, est le premier à circonscrire la période et à « clairement identifier un « moment 1900 », doté de traits, de figures et de caractères singuliers, à brosser le portrait d'une époque explicitement nommée ». Bénéficiant d'une large couverture médiatique, cette diatribe contre une période jugée stupide par son auteur suscite une forte réaction et contribue à lancer une « mode 1900 », de nombreuses personnalités, écrivains ou critiques d'art s'attachant alors à défendre les premières années du XXe siècle. Une certaine nostalgie du « bon temps d'autrefois », célébrée dans le film d'Abel Gance Paradis perdu, réalisé en 1939 et diffusé l'année suivante, se met alors en place.
Selon Dominique Kalifa, c'est en 1940 que figure le premier usage sans équivoque du chrononyme « Belle Époque », à travers l'émission radiophonique « Ah la Belle Époque ! croquis musical de l'époque 1900 » que le comédien André Alléhaut anime sur Radio-Paris. Le succès de l'émission est tel que son programme est ensuite adapté sur la scène des music-halls parisiens, avant que le Moulin-Rouge en copie la formule en novembre 1943 dans un spectacle intitulé « 1900 : la belle époque ». L'expression entraîne alors avec elle « tout un imaginaire parisien fait de flonflons et de légèreté, de gaudriole et de chansons, d'insouciance et de rire gaulois ». En 1946, le film Paris 1900, de Nicole Vedrès, s'affirme dans son sous-titre comme un « document authentique et sensationnel de la Belle Époque 1900-1914 ». L'expression se diffuse rapidement, au point que l'économiste Alfred Sauvy déplore : « Après la deuxième guerre a été créé de toute pièces le mythe réactionnaire et bêtifiant
de la Belle Époque. »

## La France des dernières années duXIXesiècleà 1914

### La Troisième République, un régime politique renforcé

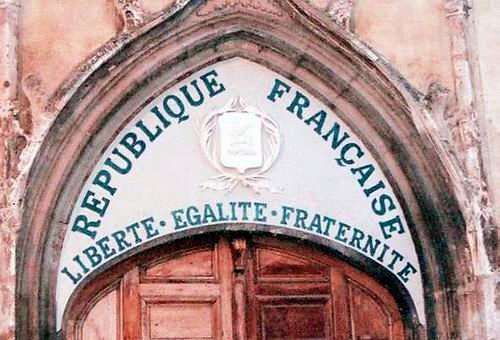
La devise de la République française inscrite sur le tympan de l'église d'Aups, dans le Var, après la loi de séparation des Églises et de l'État.

Contrairement aux précédents régimes, la Troisième République finit par s'installer durablement malgré les crises qui la traversent. Les dernières années du XIXe siècle voient s'établir un fort « esprit républicain », que Michel Winock définit principalement comme « le rejet de la tutelle catholique et royaliste ». Depuis la promulgation des lois constitutionnelles de 1875, l'idée républicaine s'enracine progressivement dans l'opinion comme au sein de la classe politique, si bien que les crises que traverse le régime, de celle du 16 mai 1877 à l'affaire Dreyfus en passant par le boulangisme, ne remettent pas en cause sa stabilité. La pratique du suffrage universel masculin renforce la démocratisation de la vie politique, cependant que se développent et s'organisent les partis politiques modernes. En 1901, le Parti républicain, radical et radical-socialiste est le premier d'entre eux. Membre essentiel de l'alliance du Bloc des gauches, qui remporte les élections législatives de 1902, il s'affirme comme le parti majoritaire de la Belle Époque, qui constitue un véritable « âge d'or » du radicalisme.
L'École gratuite, obligatoire et laïque mise en place par les lois Jules Ferry a sans douté été l'un des meilleurs « instruments de républicanisation » de la société, de sorte que les instituteurs, ces « hussards noirs » de la République, forment selon Michel Winock une sorte de « contre-clergé », et l'enseignement d'une morale dépouillée de toute influence religieuse une forme de « catéchisme républicain ». Par leur volonté d'émanciper l'opinion en lui apportant la science, les lois scolaires réduisent la place de la religion dans la définition des mœurs et des normes du savoir, et dans la société en général, ce que poursuit la loi de séparation des Églises et de l'État en 1905.

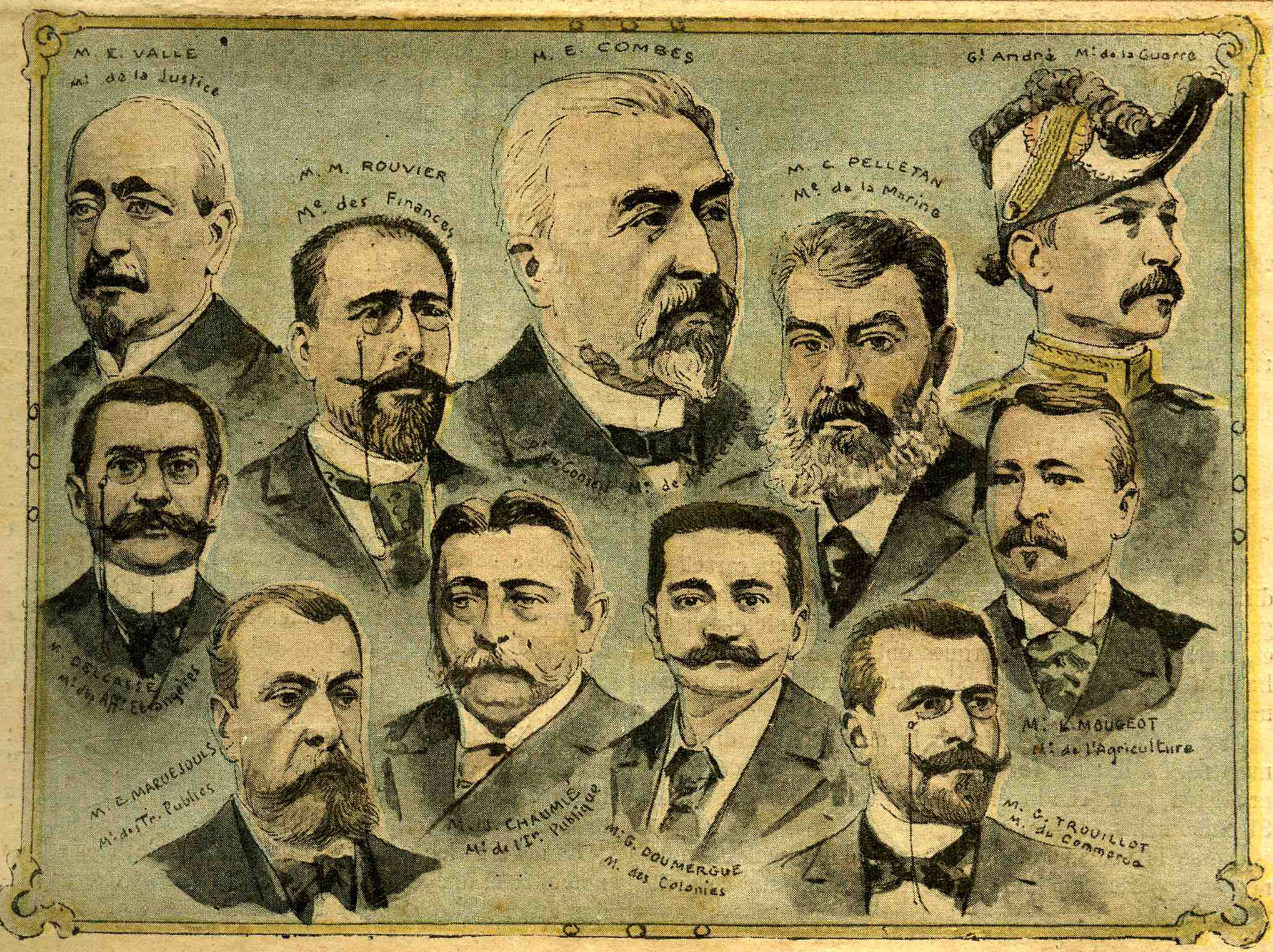
Le gouvernement Émile Combes, issu de la victoire du Bloc des gauches en 1902.

Crise politique majeure, l'affaire Dreyfus divise profondément le pays au tournant du XXe siècle. La montée du nationalisme, qui agit comme le ciment d'une droite aux accents autoritaires et militaristes, incite les forces de gauche à former une majorité élargie qui entraîne une stabilité gouvernementale entre 1899 et 1905 avec le gouvernement de Défense républicaine de Pierre Waldeck-Rousseau puis le Bloc des gauches d'Émile Combes, dont la politique anticléricale renforce durablement le régime.
La franc-maçonnerie, qui met en avant les valeurs de tolérance et la liberté absolue de conscience, joue un rôle d'autant plus déterminant qu'une grande partie des fondateurs de la Troisième République en sont membres. En rassemblant des élus de différentes familles politiques, tant parmi les républicains modérés ou radicaux que parmi les socialistes, les loges « agissent comme des appareils d'union républicaine ».

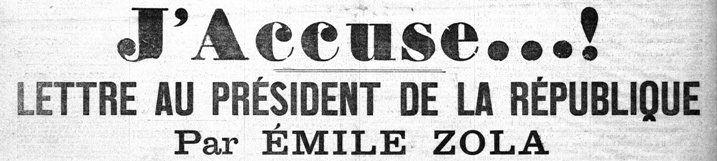
Titre du célèbre article d'Émile Zola dans L'Aurore.

Par ailleurs, à la suite d'Émile Zola et de sa célèbre lettre ouverte au président de la République, J'accuse… !, publiée dans le cadre de l'affaire Dreyfus, des artistes, des écrivains, des universitaires ou des scientifiques s'engagent pour une cause de justice que peu d'hommes politiques soutiennent alors. Nombreux sont les intellectuels qui adhèrent à la Ligue des droits de l'homme fondée par le sénateur Ludovic Trarieux en 1898. La victoire finale des dreyfusards, magnifiée par de grands écrivains, contribue donc à forger une mystique républicaine.

### Diplomatie, politique coloniale et puissance financière
Sur le plan diplomatique, les relations entre l'Allemagne et la France évoluent progressivement dans les premières années du XXe siècle. L'annexion de l'Alsace-Lorraine par l'Allemagne après la défaite française en 1871 est vécue comme un traumatisme et fait naître un esprit de revanche que les manuels scolaires entretiennent et qui perdure jusqu'au déclenchement de la Première Guerre mondiale. Cependant, les crises internationales qui se succèdent après 1903 (guerre russo-japonaise, crises marocaines et balkaniques) influent sur la position française à l'égard de « l'ennemi héréditaire ».
La « question allemande » domine la diplomatie française et les gouvernements qui se succèdent n'adoptent pas la même politique. Comme le souligne l'historien Jean-Baptiste Duroselle, la politique de revanche et d'hostilité déclarée « n'a jamais été préconisée par aucun gouvernement » pendant la période, dans la mesure où Théophile Delcassé, ministre des Affaires étrangères de 1898 à 1905, est finalement écarté car ouvertement anti-allemand. La politique incarnée par Stephen Pichon entre 1906 et 1911 est d'abord celle de l'apaisement et de l'association, qui vise à une collaboration économique avec l'Allemagne autour de projets dans les colonies africaines ou dans l'Empire ottoman, puis celle d'un partage réaliste dans lequel les deux pays délimitent clairement leurs sphères d'influence. Le coup d'Agadir en 1911 fait évoluer la diplomatie française vers un « nationalisme inquiet » et aboutit à un renforcement de l'alliance franco-russe et à des accords militaires et navals au sein de l'Entente cordiale entre la France et le Royaume-Uni.

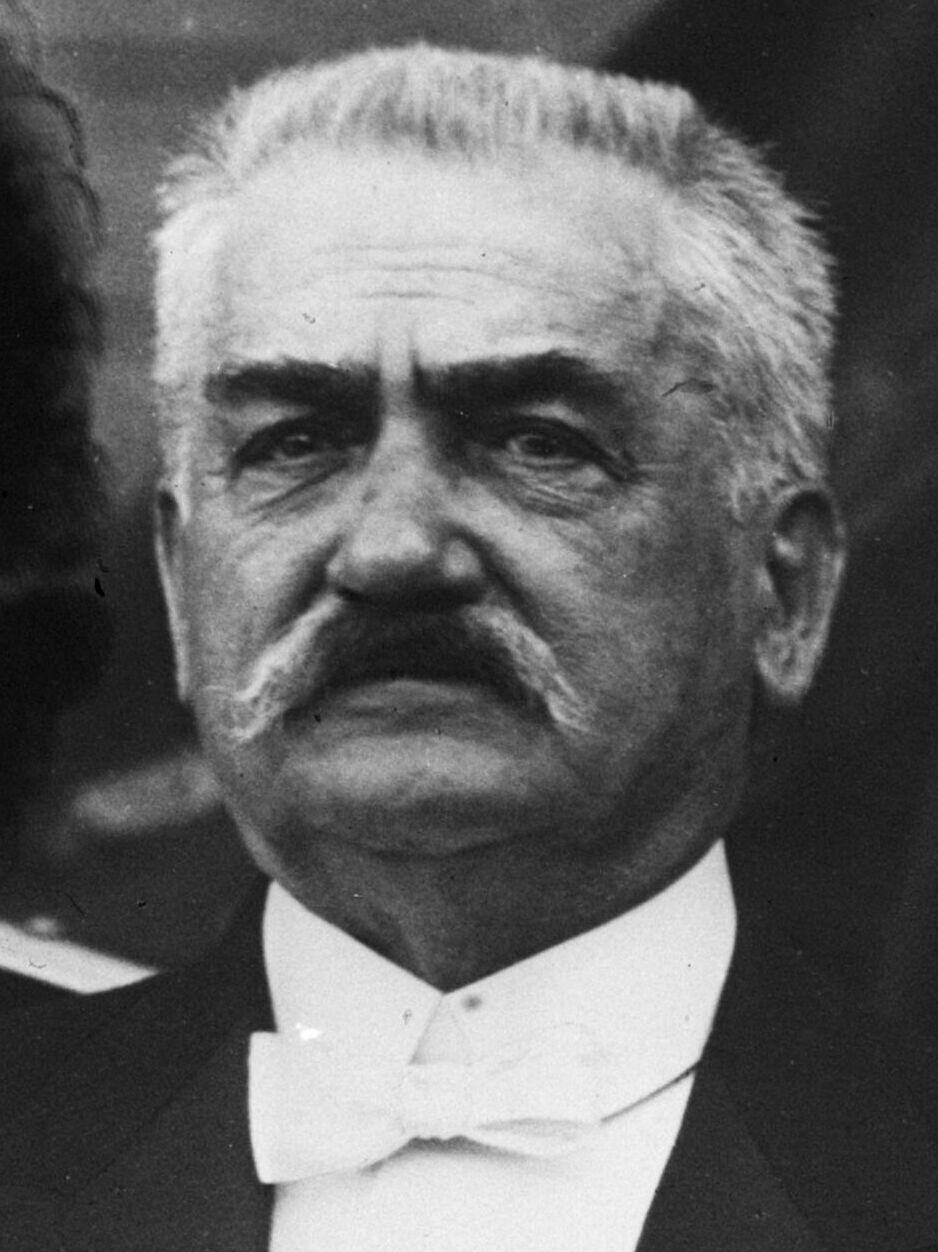
Le député Eugène Étienne encourage l'expansion coloniale française.

À l'initiative de certains hommes politiques, comme les ministres Léon Gambetta et Jules Ferry, ou le député oranais Eugène Étienne, puis sous l'impulsion du parti colonial, un groupe d'influence qui rassemble des parlementaires issus de diverses tendances politiques, la France entame une nouvelle politique d'expansion coloniale à la fin du XIXe siècle. L'idée coloniale ne fait pourtant pas l'unanimité et certains hommes politiques, comme Georges Clemenceau, s'y opposent. Ainsi, en 1884, le sénateur Albert de Broglie déclare en séance : « Pour une nation momentanément affaiblie, un grand développement colonial, c'est une charge qui la grève, qu’elle ne peut porter longtemps, et qui, avant de lui échapper, peut avoir amené la ruine tout à la fois de la colonie et de la métropole. »

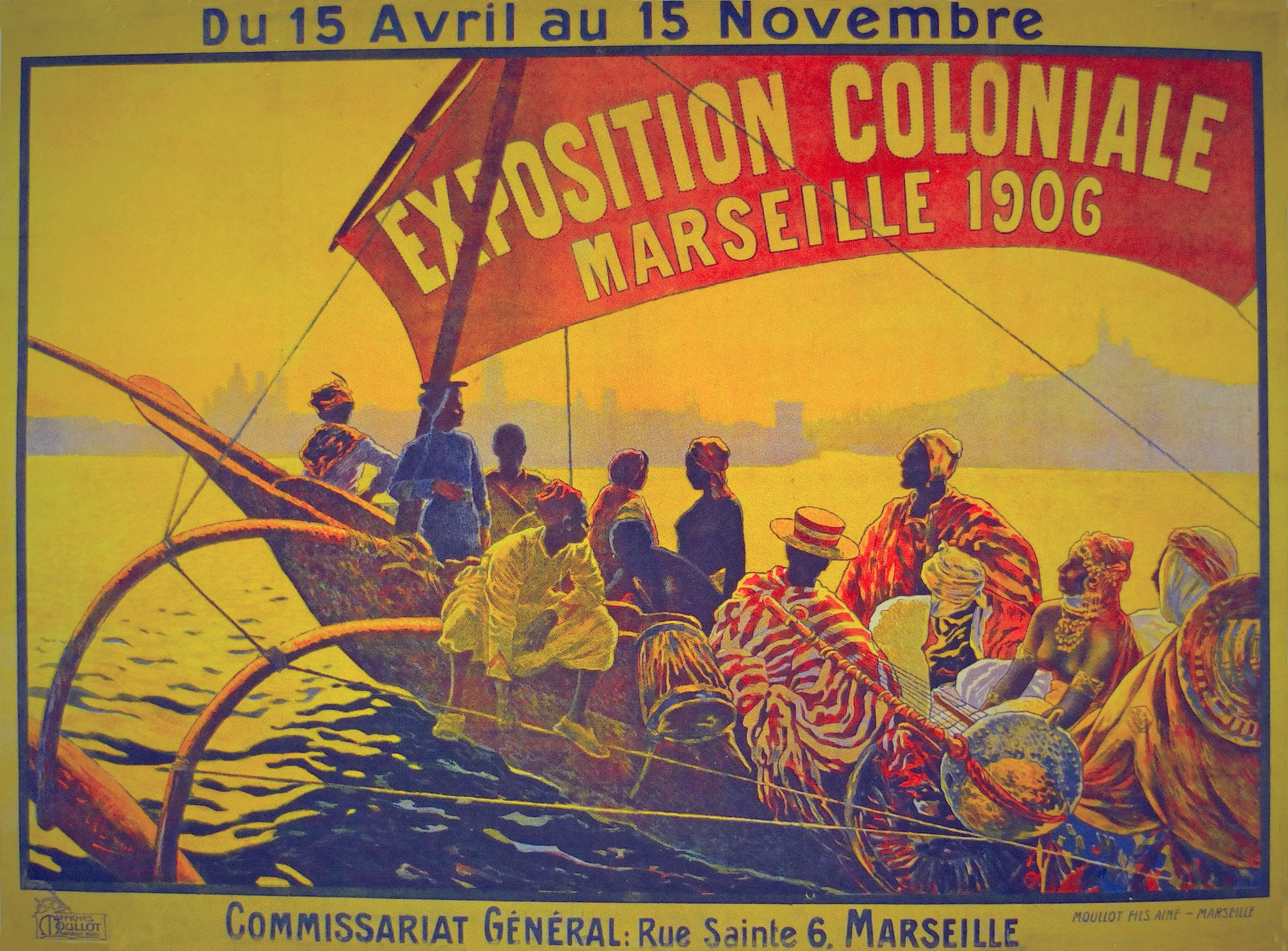
Affiche de l'exposition coloniale de Marseille en 1906.

En Asie, la France augmente ses possessions et achève de constituer l'Indochine française. En Afrique, l'expédition de Madagascar aboutit à l'annexion de l'île en 1896, tandis qu'en Afrique subsaharienne, après les premières expéditions de Pierre Savorgnan de Brazza, les conquêtes se multiplient pour aboutir à la création de l'Afrique-Occidentale française et de l'Afrique-Équatoriale française, tout en reliant ces nouvelles possessions à celles du Maghreb. Entre 1870 et 1914, la France multiplie par onze l'étendue de son empire colonial. L'exploitation de ces territoires offre à l'économie française d'importantes réserves de matières premières et potentiellement de nouveaux débouchés,.
Indépendamment de ses colonies, la France de la Belle Époque est aussi une puissance financière. L'immense ressource de l'épargne française permet à la Bourse de Paris de rivaliser avec celles de Londres et de Berlin, et de constituer alors le grand marché des capitaux d'épargne. La puissance financière du pays sert également sa politique extérieure : l'autorisation des emprunts russes par le gouvernement français conduit notamment au rapprochement diplomatique entre les deux pays et à la création d'une alliance. De même, les placements français sur le marché londonien, affaibli par la guerre des Boers, jouent un rôle dans le renouvellement de l'Entente cordiale.

### Retard économique et industriel
C'est dans la seconde moitié du XIXe siècle que s'accomplit véritablement la modernisation de la France, selon l'historien Jean-Marie Mayeur, mais cette période est également marquée par son déclin sur le plan économique et industriel par rapport aux autres puissances mondiales. Cette tendance, qui se manifeste par une industrialisation moins rapide, une démographie stagnante et une urbanisation lente, se poursuit dans les premières années du XXe siècle.

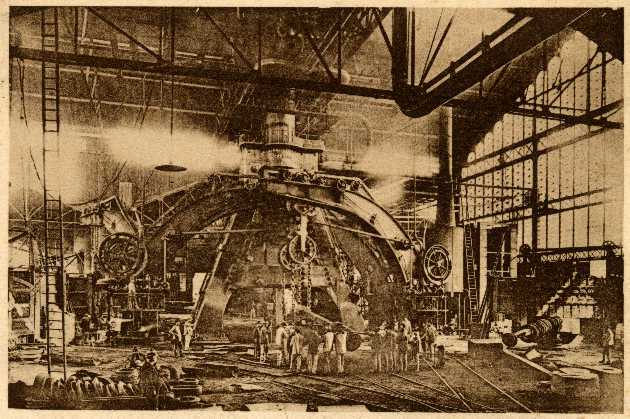
Le marteau-pilon du Creusot au début du XXe siècle.

Au cours de cette période, la France perd son rang de deuxième puissance économique mondiale, au profit de l'Allemagne et des États-Unis. En 1914, sa production industrielle représente moins de 6 % du total mondial, contre 9 % en 1880. De même, la part de la France dans la production mondiale d'acier ne cesse de diminuer. À titre de comparaison, l'Allemagne produit, en 1914, deux fois plus de houille et d'acier par habitant que la France. Bien que les exportations françaises de produits industriels aient doublé entre 1890 et 1910, ces produits industriels représentent seulement 63 % du total des exportations, contre 72 % pour l'Allemagne et 79 % pour la Grande-Bretagne. Par ailleurs, la France est un pays essentiellement rural : en 1911, 56 % des Français habitent encore à la campagne, contre 38 % des Allemands, tandis que quatre français sur dix travaillent dans le secteur agricole. Face à ses concurrents, la France apparaît encore comme une société préindustrielle. Dans l'agriculture comme dans l'industrie, le modèle français est celui de la petite propriété, ce qui implique une faible concentration de l'appareil de production : les salariés ne représentent que 46 % de la population active française en 1911, contre 90 % en Grande-Bretagne. Enfin, si les exportations de capitaux s'accroissent fortement, à l'incitation d'un consortium de banques, le commerce extérieur n'en bénéficie pas : la Russie, par son système d'emprunt, représente par exemple un quart des exportations de capitaux au début du siècle, mais achète à la France seulement 1 % de ses produits industriels.
Le retard économique de la France s'explique par différents facteurs. En premier lieu, les économistes mettent en avant une certaine torpeur du marché intérieur : en raison de la faiblesse démographique du pays, les entreprises manquent de débouchés, cependant que le modèle de l'épargne l'emporte encore sur celui de la consommation. Le recours aux biens de consommation industriels est relativement faible : le monde rural pratique encore largement l'autosuffisance, les familles ouvrières consacrent l'essentiel de leurs revenus aux dépenses alimentaires, et la bourgeoisie, qui conserve un mode de vie aristocratique, se tourne principalement vers des produits de luxe d'origine artisanale. Par ailleurs, le modèle de la petite propriété entraîne une productivité moindre et des rendements médiocres, tandis que la France dispose de moins de ressources naturelles que les autres puissances. Ainsi, en 1910, la production de charbon s'élève à 38 millions de tonnes en France, contre 155 en Allemagne, 270 en Grande-Bretagne et 455 aux États-Unis. Sur un autre plan, les traditions culturelles françaises ne semblent pas favoriser l'esprit d'entreprise : d'une part, l'idéal rentier est encore très ancré dans la haute société, d'autre part, le système éducatif français privilégie la culture littéraire au détriment des formations liées à l'industrie et au commerce.

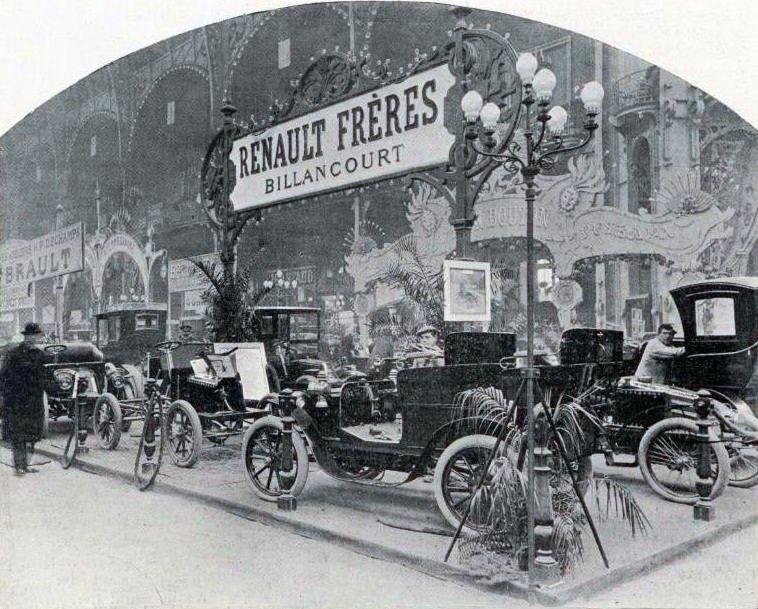
Le stand Renault Frères, fleuron de l'industrie automobile française, au salon de Paris, en 1901.

Pour autant, la France se distingue par le dynamisme de certaines industries de pointe, comme l'automobile, l'aviation et le cinéma, mais également le textile, l'hydroélectricité, la production d'aluminium et de colorants chimiques, de sorte que la France apparaît, malgré ses difficultés, comme la quatrième puissance mondiale, et réalise sur cette période d'importants gains de productivité. Comme l'affirme l'historien Michel Winock, « même si elle n'a pas été en mesure de combler entièrement le retard pris sur ses rivaux, la croissance de la Belle Époque est contemporaine d'une véritable mutation » de son économie. Elle connaît comme les autres pays industrialisés une nouvelle croissance économique dont les premiers signes sont visibles dès la fin des années 1890, avant que celle-ci ne s'accélère à partir de 1906 pour atteindre son maximum à la veille de la Première Guerre mondiale. De fait, la production industrielle française progresse en moyenne de 2,4 % par an entre 1896 et 1913, quand elle ne progressait que de 1,6 % entre 1870 et 1896. Cette croissance industrielle n'est pas homogène sur le territoire : au nord-est se trouvent les régions industrielles et les grandes campagnes céréalières, au sud-ouest une industrialisation moindre et une agriculture traditionnelle.
Au reste, la France possède alors une économie « équilibrée, appuyée sur une monnaie forte et un potentiel considérable », selon l'analyse de Jean-Marie Mayeur.

### Faiblesse démographique
L'accroissement de la population française est relativement faible pendant la Belle Époque et très en deçà de ses voisins européens, au point que le pays traverse une véritable crise démographique, le terme de « dépopulation » étant parfois évoqué. Entre 1891 et 1911, la population française s'accroît en moyenne de 63 000 habitants par an, quand l'Allemagne en gagne environ 500 000 chaque année. Sur cette période, plusieurs années comptent plus de morts que de naissances, et seule l'immigration permet de compenser ce déficit. En 1911, la France compte 1,1 million d'étrangers, soit 2,8 % de la population, principalement des Italiens (419 000) et des Belges (287 000), mais également des Espagnols (106 000), des Allemands (102 000), des Suisses (73 000) et des Britanniques (40 000),. À l'inverse, les Français émigrent peu, comparativement aux autres pays européens, de sorte que, parmi les 50 à 60 millions d'Européens qui quittent le continent entre 1800 et 1914, les Français ne sont que 100 000. Pour l'historien Jean-Baptiste Duroselle, le Français de cette époque « est aussi peu voyageur temporaire qu'émigrant définitif ».

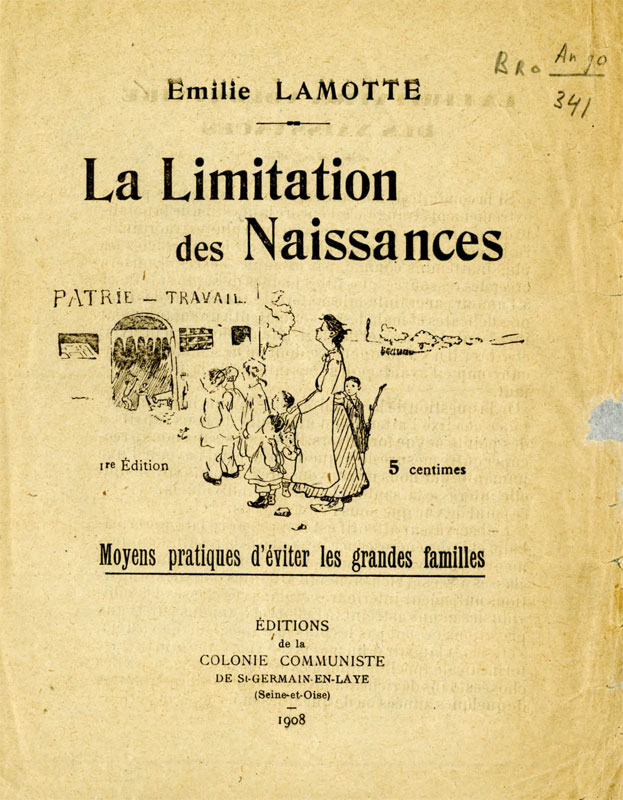
Ouvrage d'Émilie Lamotte diffusant des thèses malthusianistes, en 1908.

La faiblesse démographique française s'explique par un déficit de naissances : en 1913, le taux de natalité français est le plus faible d'Europe et s'élève à 18 ‰, quand la moyenne des autres pays atteint 30 ‰. Des variations sensibles peuvent être observées selon les régions : des départements comme la Lozère ou le Finistère se distinguent par une forte natalité, quand la Seine, les Alpes-Maritimes et les Bouches-du-Rhône enregistrent de très faibles taux de natalité.
Les causes de cette faiblesse démographique sont multiples. Certains démographes de l'époque, comme Arsène Dumont, l'expliquent notamment par le phénomène de « capillarité sociale » et le désir de s'élever : « Pour le couple qui veut monter à un degré supérieur de pouvoir, de fortune, de vie cérébrale, les enfants sont un bagage encombrant, un obstacle au succès, un mal sans compensation. » Mais d'autres facteurs peuvent être évoqués, comme le rôle du Code civil qui, en supprimant le droit d'aînesse, instaure le partage entre les enfants, le service militaire qui retarde l'âge du mariage, l'émancipation de l'individu de la sphère religieuse, ou encore la diffusion de thèses néomalthusianismes et d'une certaine propagande antinataliste dans les premières années du XXe siècle,,.
À l'aube de la Première Guerre mondiale, la France est encore un pays très rural : en 1911, elle ne se classe qu'au sixième rang pour son taux d'urbanisation, qui s'élève à 44,6 %. De même, la France est un pays vieillissant : en 1914, rapportée à mille habitants, elle ne compte en effet que 339 jeunes de moins de vingt ans contre 437 en Allemagne et 487 en Russie, tandis que le nombre de personnes de soixante ans et plus s'élève à 126 contre 79 en Allemagne et 70 en Russie. Les progrès de l'alimentation et de la médecine expliquent le recul du taux de mortalité à cette période, qui passe de 20 ‰ en 1900 à 18 ‰ en 1914, un taux encore supérieur à celui des pays voisins comme la Grande-Bretagne et l'Allemagne, mais nettement inférieur à ceux d'Europe méridionale et orientale, comme l'Italie et l'Autriche-Hongrie.

## La société française de la Belle Époque

### Une lente mutation
« La IIIe République n'est pas un régime de classe, mais le fruit d'un compromis tacite entre les différentes catégories sociales, chacune d'elles espérant y trouver son compte. Certes plus bourgeoise et paysanne qu'ouvrière, la République peut aussi compter sur les ouvriers. […] Tout se passe comme si les conflits du travail restaient localisés dans le domaine social, sans remettre en cause les bases institutionnelles du régime établi. Jusqu'à la veille de la Grande Guerre, les grandes crises politiques qui mettent l'État républicain en danger ne ressortissent pas à la lutte des classes mais aux affrontements idéologiques. »

— Michel Winock, La Belle Époque

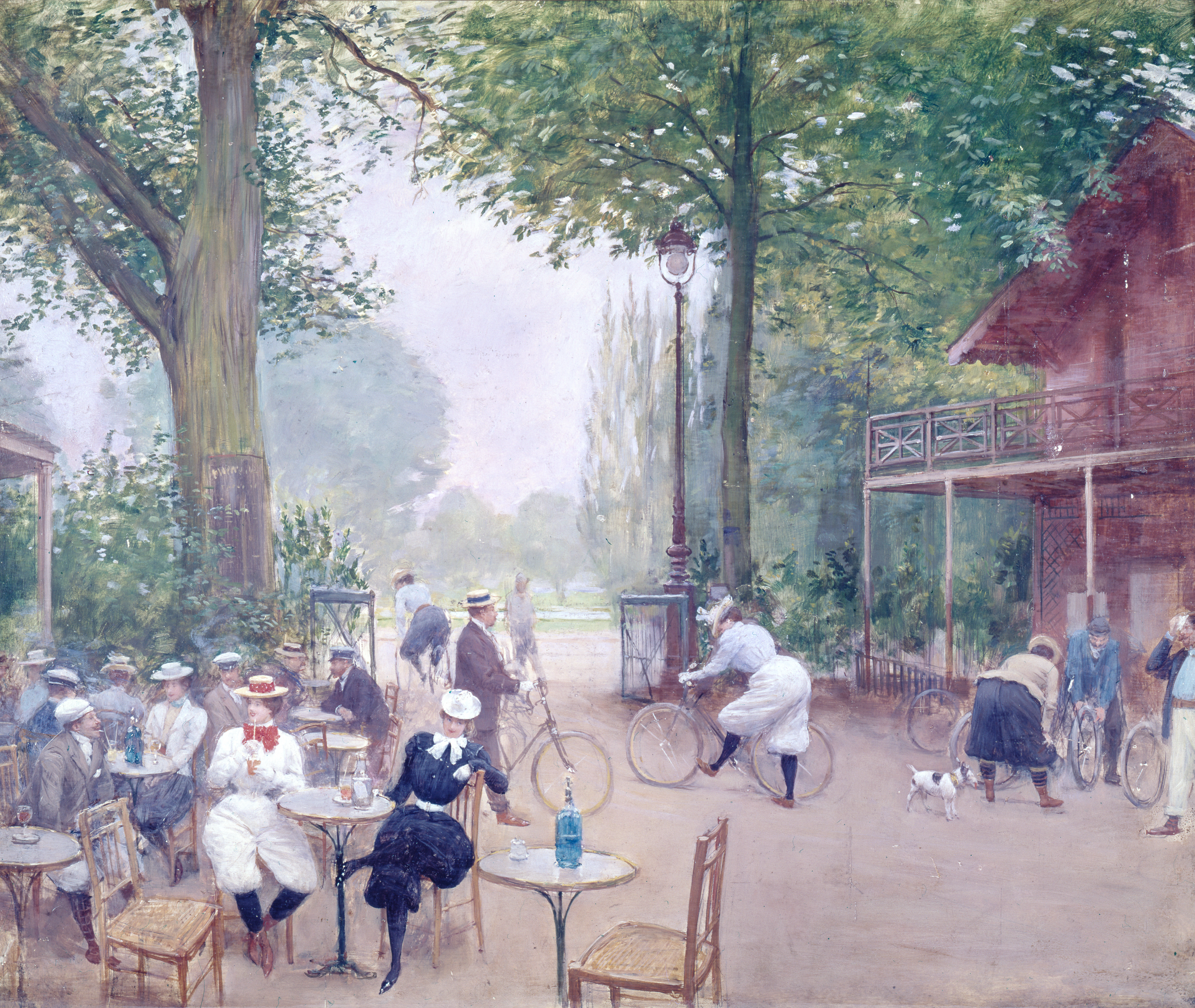
Le Chalet du cycle au bois de Boulogne de Jean Béraud (vers 1900) illustre l'oisiveté de la société bourgeoise.

Selon Dominique Lejeune, l'expression Belle Époque « dissimule un piège, auquel il est aisé de ne pas se laisser prendre : le pays réputé du bien vivre cache, d'ailleurs mal, la misère de ses classes populaires des villes et des campagnes ». La Belle Époque est avant tout celle de la classe moyenne, qui s'attache aux vertus du travail, de l'épargne et de l'enseignement, et dont les mœurs et le mode de vie copient ceux de la haute société, numériquement restreinte, mais qui « se distingue des autres Français par le raffinement de sa vie oisive ». La société française de la Belle Époque apparaît donc comme une société hiérarchisée et relativement stable malgré l'émergence de différentes formes de contestation de l'ordre établi, que ce soit par la grève et les organisations syndicales, ou sur le plan littéraire et artistique.
Pour autant, l'amélioration du niveau de vie moyen des Français est bien réelle et touche l'ensemble des catégories. La consommation alimentaire augmente, notamment pour des denrées comme la viande, qui dépasse le pain au premier rang des dépenses, le sucre et les denrées coloniales que sont le café et le cacao. L'alimentation devient plus variée. Les dépôts des Caisses d'épargne passent de 4 milliards de francs en 1895 à 6 milliards en 1913, et un Français sur deux possède un livret d'épargne avant la Première Guerre mondiale, ce qui démontre selon les historiens Jean Garrigues et Philippe Lacombrade « l'utilisation d'un certain superflu, qui permet aux Français de s'acheter autre chose que des produits alimentaires ». Le développement des catalogues de vente à domicile permet aux ouvriers de délaisser les blouses pour des vêtements de laine ou de coton. Pour autant, cette amélioration sensible ne peut dissimuler les difficultés de l'existence matérielle pour les ouvriers et les salariés agricoles : une famille ouvrière de la Belle Époque consacre plus de 60 % de son budget à la nourriture contre 20 % pour une famille bourgeoise, et la part des dépenses liées aux transports, aux loisirs et à l'éducation des enfants n'est que de 5 % pour les familles ouvrières, quand celles de la bourgeoisie peuvent y consacrer 30 %. De même, les logements insalubres sont encore nombreux, et la majorité de la population ne dispose ni du tout-à-l'égout, ni de l'eau courante, ni de l'électricité, ni du gaz.
Par la masse des électeurs qu'il représente, le monde rural constitue un enjeu considérable pour les responsables politiques, qui s'attachent à gagner l'adhésion des paysans au régime. De nombreux hommes politiques fondent alors leur action sur le maintien et le développement de la petite propriété paysanne, car ils y voient « une force de conservation » face à la montée des désordres ouvriers. Malgré la montée du socialisme et les difficultés rencontrées par le monde ouvrier, la conscience de classe est encore faible parmi la population française. Les ouvriers, en grande partie venus des campagnes, n'ont pas rompu avec l'idéal paysan du petit producteur largement soutenu par les républicains radicaux. En réalité, les différentes catégories sociales sont assez peu poreuses : l'endogamie sociale est généralisée, et si la bourgeoisie n'est pas une caste fermée, il est difficile d'y accéder, notamment en raison d'un système d'enseignement secondaire encore cadenassé et inaccessible aux petites fortunes. Pour autant la société française apparaît comme relativement unie, principalement sous l'effet de la ferveur patriotique et coloniale, ce que conteste Jean-Baptiste Duroselle, qui met l'accent sur une « diversité poussée à l'extrême ».
Outre la diversité des groupes sociaux, il met en avant le fait que la maîtrise de la langue française est très hétérogène. En 1911, 94 ‰ des hommes et 139 ‰ des femmes de dix ans et plus sont complètement illettrées, tandis que les langues régionales, les dialectes et patois sont encore largement répandus. Dans la majorité des villages français, principalement au sud de la Loire, les habitants communiquent encore de cette manière. Cette diversité est accentuée, selon Duroselle, par « l'extraodinaire morcellement géographique » du territoire, duquel résulte l'existence de nombreux « pays aux caractères géographiques originaux ».
Par ailleurs, la place des femmes dans la société est régulièrement questionnée, à une époque où les hommes détiennent toujours le pouvoir politique, économique et social. Si la condition féminine évolue favorablement dans les premières années du XXe siècle, cependant qu'un mouvement féministe se structure peu à peu, c'est encore une condition soumise par le droit, les mœurs et le poids des traditions.

### Population rurale nombreuse et peu homogène

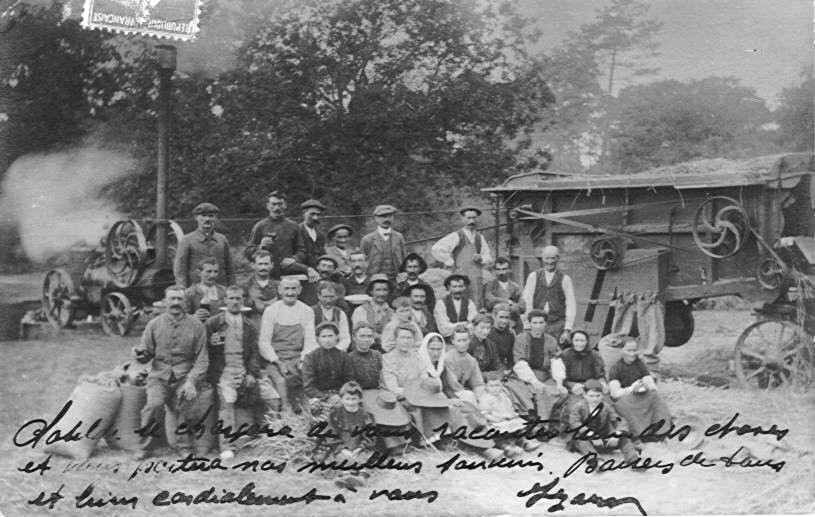
Une scène de battage dans les Landes de Gascogne au début du XXe siècle.

La société française de la Belle Époque est encore majoritairement rurale : en 1911, 22 millions de Français vivent à la campagne, contre 17,5 millions en ville. L'agriculture française se distingue par la prédominance des petites exploitations : en 1905, 85 % d'entre elles ont moins de dix hectares et, comme le souligne l'historien Éric Alary, « les nouvelles contraintes économiques liées au développement du capitalisme sont difficiles à accepter pour nombre de paysans qui vivent repliés dans leur ferme, au cœur d’un univers agricole traditionaliste ». Dans son ensemble, le monde rural se distingue par une grande pauvreté. Les faibles revenus des petits exploitants, en raison d'une productivité moindre et d’un prix de revient élevé, sont plus vulnérables à la conjoncture économique. Si le nombre d'ouvriers agricoles a fortement diminué vers la fin du XIXe siècle en raison de l'exode rural, ils sont encore 1,7 million en 1910 et composent, avec les domestiques et les journaliers, une forme de « prolétariat rural ». Pour autant, on assiste à la naissance d'une agriculture de type capitaliste, notamment dans les grandes plaines de la Beauce et du Soissonnais, où de grands propriétaires diversifient leurs productions et investissent dans des machines qui améliorent leur productivité.
Du fait de l'exode rural, les salaires des ouvriers agricoles s'accroissent sensiblement au tournant du XXe siècle. La hausse relative des revenus paysans entraîne une évolution des modes de vie. L'alimentation et le logement s'améliorent progressivement, les habitudes se transforment. Les paysans délaissent peu à peu la veillée pour se regrouper dans les cafés où les jeux de cartes, le billard et la lecture du journal renforcent leur socialisation et les relient à l'influence des villes. Comme le soulignent Jean Garrigues et Philippe Lacombrade, « la société villageoise prend une forme de plus en plus organisée sur le modèle urbain : les associations sportives ou musicales se multiplient, le village devient le lieu d'une véritable activité politique, décisive pour l'enracinement du régime républicain ». Pour autant, la vie de la plupart des paysans reste pénible. Mal nourris, mal logés, les paysans alternent les périodes de forte activité l'été avec de longues périodes d'inactivité l'hiver. Le manque d'hygiène est la cause d'une mortalité encore élevée par rapport aux autres groupes sociaux.

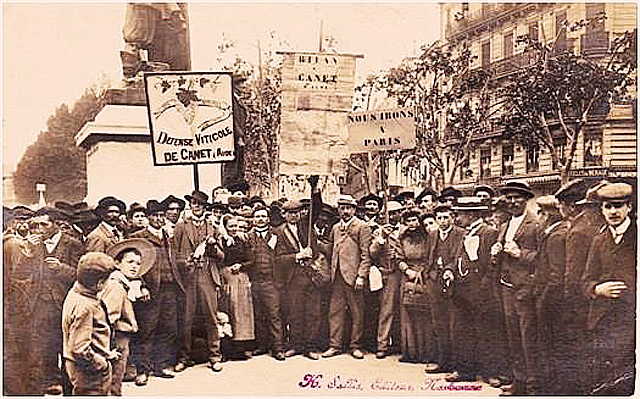
Manifestation de vignerons à Béziers en 1907.

Le monde rural présente une grande diversité politique. Sur le plan électoral, l'empreinte des cultures provinciales et des traditions religieuses marque une forte opposition entre les territoires où le christianisme est encore très ancré de ceux où l'anticléricalisme se répand plus largement. Par ailleurs, les années 1900 sont marquées par plusieurs crises agricoles, comme la révolte des vignerons du Languedoc en 1907, mené par Marcelin Albert, mais les mouvements de grève sont le plus souvent éphémères et peu organisés. En 1914, seuls 2 % des ouvriers agricoles sont syndiqués.

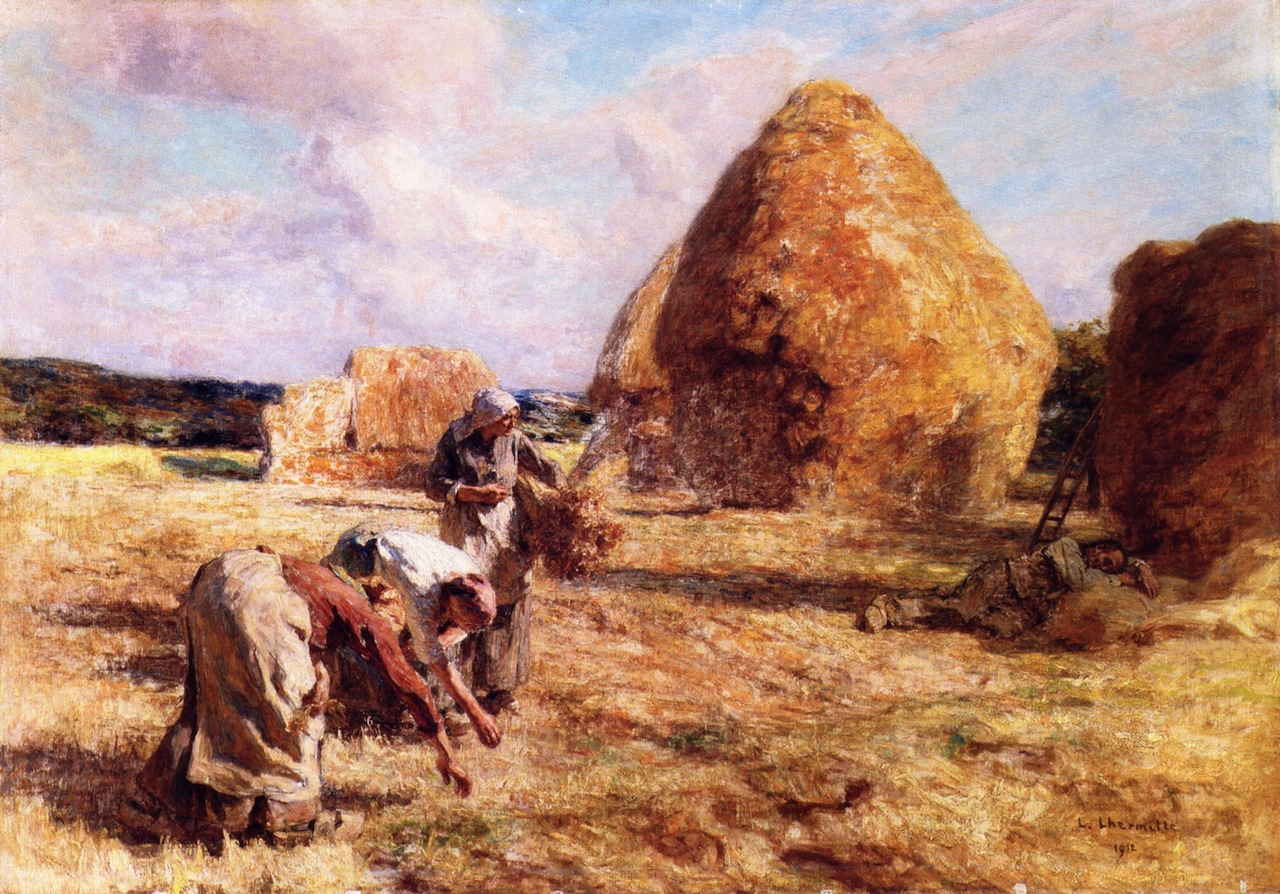
Glaneuses près des meules, de Léon Lhermitte, en 1912.

Selon Michel Winock, le monde rural trouve une certaine cohérence dans le sentiment d'appartenance commune, « suscité par la crainte et le mépris des citadins, au moment où le modèle citadin tend à s'imposer en norme ». À la fin du XIXe siècle, la volonté d'instruire les Français conduit les différents gouvernements à généraliser les obligations scolaires dans les campagnes avec l'espoir d'homogénéiser les mentalités et d'installer durablement l'esprit républicain, quitte à lutter contre les particularismes locaux, comme la restriction de l'usage des langues régionales qui est parfois vécu par les paysans comme une humiliation et une « dépossession culturelle ». En d'autres termes, un « complexe d'intériorité […] solidarise la paysannerie », d'autant plus qu'il est relayé dans la littérature de l'époque où les paysans, représentés comme « brutaux, cupides ou sournois », souffrent d'une image souvent négative. La description de la vie paysanne dans littérature de la Belle Époque est le plus souvent le fait d'écrivains bourgeois et intellectuels, à l'exception d'Émile Guillaumin, écrivain autodidacte, à la fois journaliste et cultivateur, qui met en lumière les conditions de vie parfois misérables des paysans du Bourbonnais.
De l'école au service militaire, les hommes issus des campagnes sont fréquemment moqués par leurs camarades citadins et, de fait, il existe selon Michel Winock « une légende noire du monde rural, regardé globalement comme retardé, réactionnaire, voire stupide », derrière laquelle se cache également l'image de « l'accapareur », qui tire son origine de la période révolutionnaire et refait surface par temps de pénurie ou de conflit social. L'historien Jean-Baptiste Duroselle évoque l'isolement des paysans du reste de la nation : « mode de vie, costumes, formes de politesse, distractions, tout cela, au début du siècle, permet au premier coup d’œil de les distinguer des ouvriers et des bourgeois ».

### Bourgeoisie citadine triomphante

#### Le règne de la famille bourgeoise
« Au tournant du siècle, le château ne régnait plus, l'usine s'organisait mais ne régnait pas : ce fut le bourgeois qui régna, presque sans partage. Ce fut lui qui donna son style, presque ses mœurs et ses goûts à son époque, qui l'imprégna de son idéologie et de sa culture. »

— Denis Bertholet, Le Bourgeois dans tous ses états : le roman familial de la Belle époque, 1897

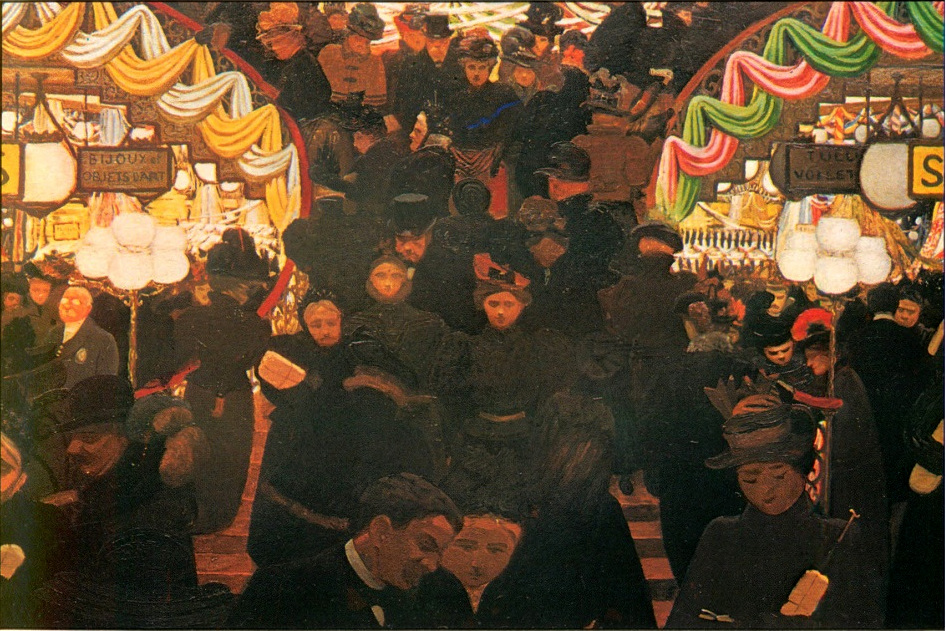
Le Bon Marché, Félix Vallotton, 1898.

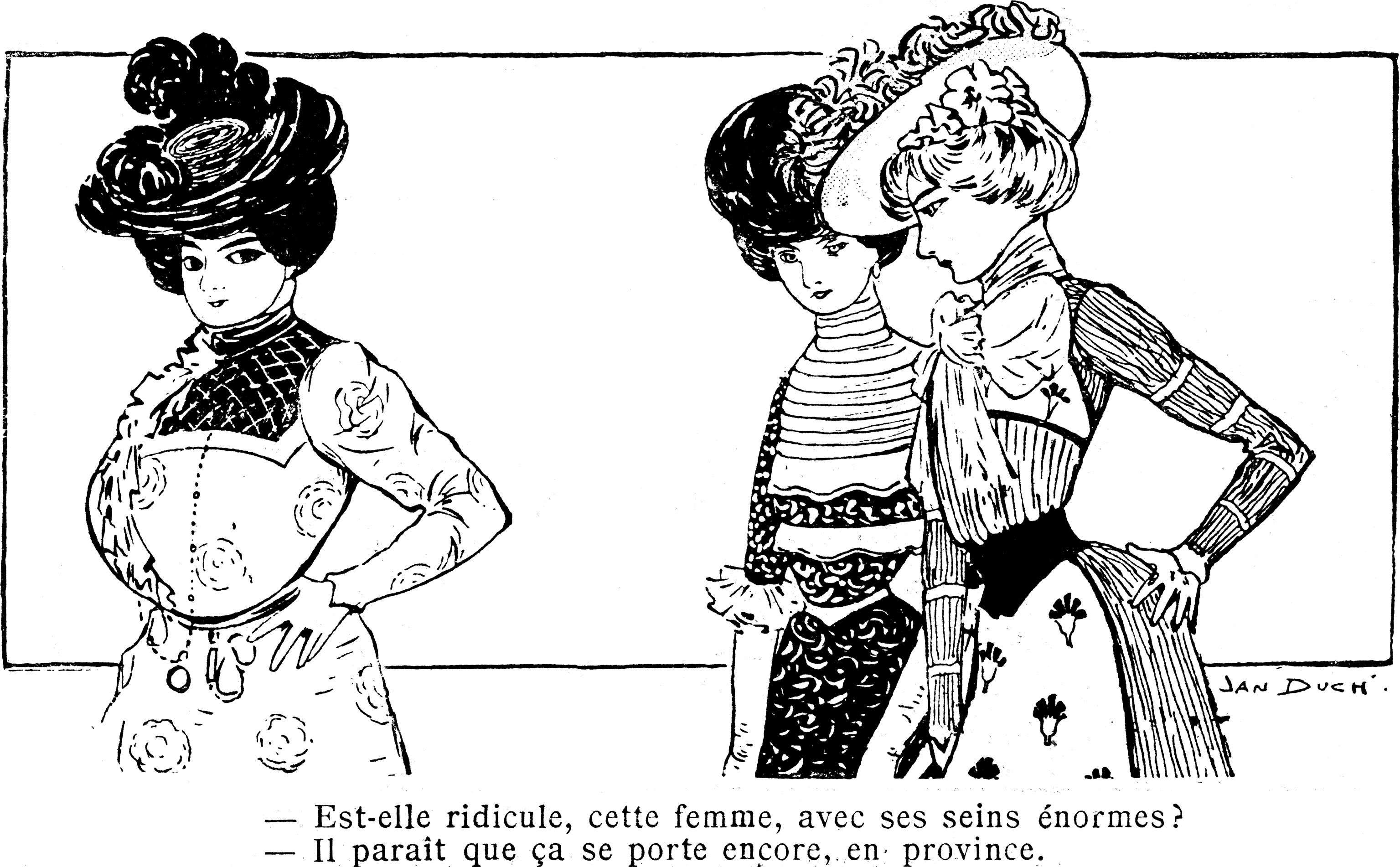
Femme de la Belle Époque bodyshamée pour sa forte poitrine par deux comparses aux petits seins (caricature parisianiste de Jan Duch dans l'hebdomadaire Le Frou-frou en 1900).

La Belle Époque est celle du triomphe de la bourgeoisie qui forme, selon l'historien Dominique Lejeune, « un monde étroit, distingué extérieurement par le mode de vie ». Pour Michel Winock, son unité « tient moins à sa place dans l'appareil productif qu'à la conscience de ses membres d'en faire partie ». Le terme bourgeoisie recouvre un ensemble relativement hétérogène, dans la mesure où une hiérarchie peut s'établir selon le capital financier, le capital social et le capital culturel des individus, mais la société bourgeoise conserve une certaine cohérence et se définit par le partage d'un système de valeurs et d'un style de vie, par opposition aux classes populaires, ce que le sociologue Edmond Goblot décrit dès 1925 comme « la barrière et le niveau », c'est-à-dire l'ensemble des stratégies de distinction et le sentiment d'appartenance qui permet à la classe bourgeoise de se démarquer des autres.
La grande bourgeoisie mêle l'ancienne aristocratie nobiliaire, bien implantée par ses propriétés rurales dans les provinces, l'aristocratie financière chargée des grands établissements bancaires, des capitaines d'industrie, des diplomates, des hauts fonctionnaires ou des hommes politiques. Tous constituent des élites qui partagent fortune, puissance et influence, au moment où Paris devient le lieu de toutes les spéculations internationales permettant un enrichissement rapide. Noblesse et grande bourgeoisie forment une haute société sensible au progrès technique, et qui manifeste son engouement pour les nouvelles entreprises que sont l'automobile et l'aviation.
Les traditions familiales varient pour chacun des groupes qui constituent la bourgeoisie mais ils partagent tous le même genre de vie et fréquentent les mêmes lieux. À Paris, les grands bourgeois vivent dans des hôtels particuliers servis par de nombreux domestiques et animent la « saison », c'est-à-dire la période des réceptions et des spectacles qui ont façonné le mythe de la Belle Époque. En été, ils s'installent dans leurs châteaux à la campagne ou dans les villas des stations balnéaires ou thermales.
La bonne bourgeoisie, telle que la définit l'historienne Adeline Daumard, rassemble des notables locaux qui possèdent une certaine richesse mais n'ont pas la surface nationale des grands bourgeois. Il s'agit avant tout de chefs d'entreprises, de rentiers, de notaires, de médecins, d'avocats, d'officiers, de magistrats ou d'universitaires qui participent activement à la vie politique locale, régionale voire nationale. La moyenne et la petite bourgeoisies regroupent la majorité de la population bourgeoise, dans laquelle on retrouve des commerçants, des boutiquiers, des artisans et de nombreux salariés de la fonction publique.

#### Aristocrates et grands bourgeois, la fusion des élites
À la Belle Époque, « la grande bourgeoisie d'affaires ou d'entreprises et la noblesse rentière continuent à former une élite fermée de l'argent, du pouvoir et de la culture ». Aristocrates et grands bourgeois forment un milieu social cohérent, tant à Paris qu'en province, ancré le plus souvent dans la droite catholique et conservatrice. La richesse nationale est détenue par une faible part de la population et seuls quelques milliers d'individus constituent ce qu'il est alors convenu d'appeler « le monde », le « Tout-Paris mondain des salons ». Les aristocrates, qui conservent leurs châteaux en province, partagent leur temps entre leurs terres et la capitale, où ils fréquentent les clubs huppés comme le Jockey Club, qui compte mille membres en 1914.
Ces clubs tout comme les grands salons parisiens, comme ceux de la comtesse Greffulhe ou de Boni de Castellane, véritable « symbole d'une aristocratie fortunée, archétype du dandy 1900 », permettent le mélange de la noblesse rentière et des grands bourgeois qui ont fait fortune dans les affaires ou dans l'entreprise. Tous figurent peu à peu parmi les membres des conseils d'administrations de la haute banque ou des grandes compagnies. Le patronat français de la Belle Époque est d'ailleurs très varié puisqu'il mêle de grandes dynasties de l'industrie métallurgique, comme les Schneider, Wendel, du textile, comme les Motte, Prouvost, Dollfus et Koechlin, de la finance, comme les Rothschild, Fould et Seillière, aux entrepreneurs pionniers de l'automobile et de l'aéronautique comme Louis Renault, André Citroën, Marius Berliet ou Jacques Breguet. Comme le souligne l'historien Jean-Baptiste Duroselle, la principale activité des salons demeure le bavardage, « la perte de temps étant le privilège des oisifs », et l'ambition de la plupart de leurs membres est d'être admis dans tel ou tel salon représentant un milieu fermé, « une sévère hiérarchie non écrite » découpant encore ce monde des notables à travers un phénomène longuement décrit par l'écrivain Marcel Proust notamment.
Bien que les grands bourgeois d'affaires abandonnent le pouvoir politique aux représentants de la classe moyenne qui constituent la majeure partie des députés de la République radicale, leur influence sociale est importante, que ce soit à travers la presse, les groupes de pression économiques ou les comités extraparlementaires.

Scènes de la vie bourgeoise par le peintre Jean Béraud.
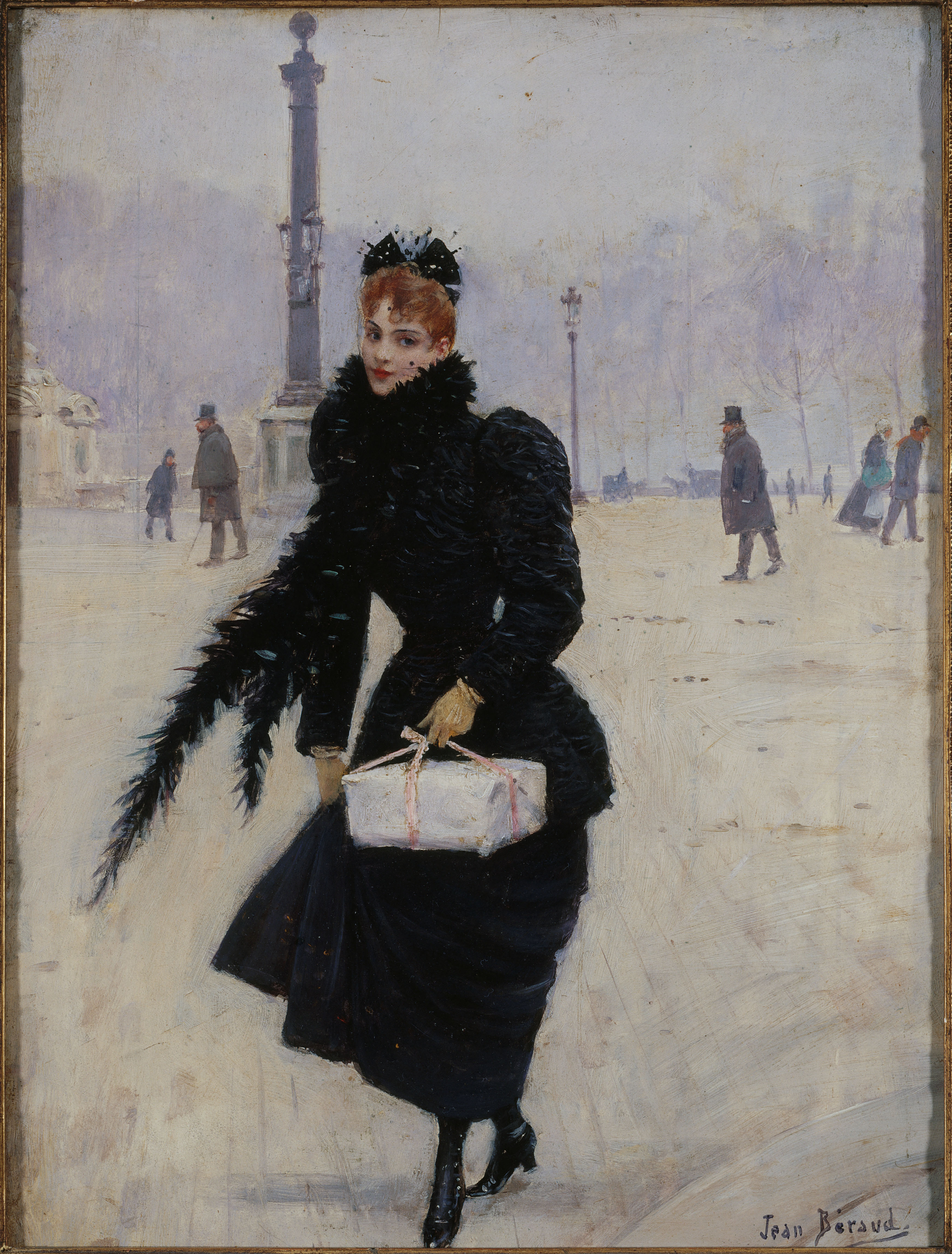
Parisienne sur la place de la Concorde, vers 1885.
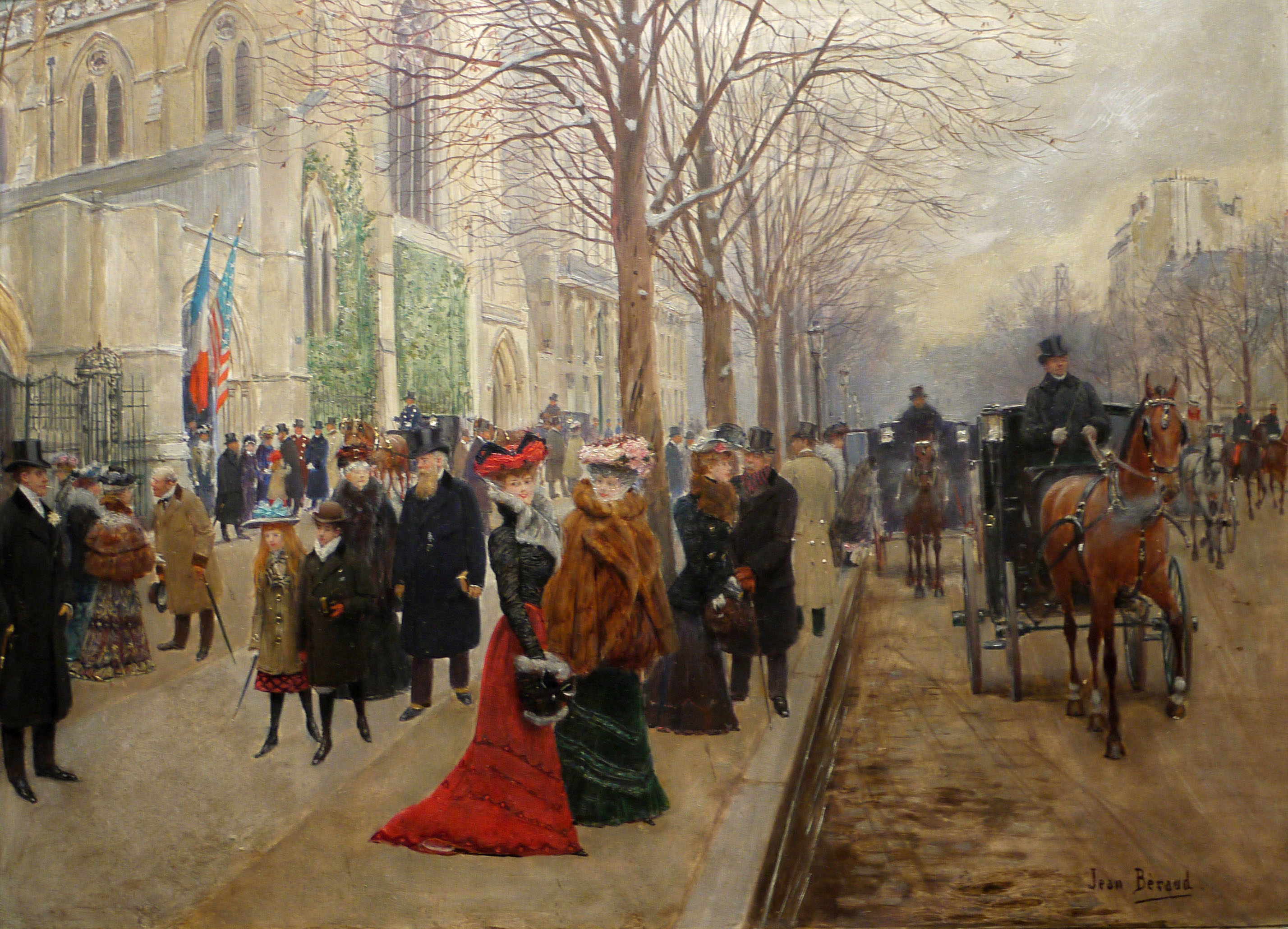
Après l'Office à l'Église de la Sainte-Trinité, 1900.
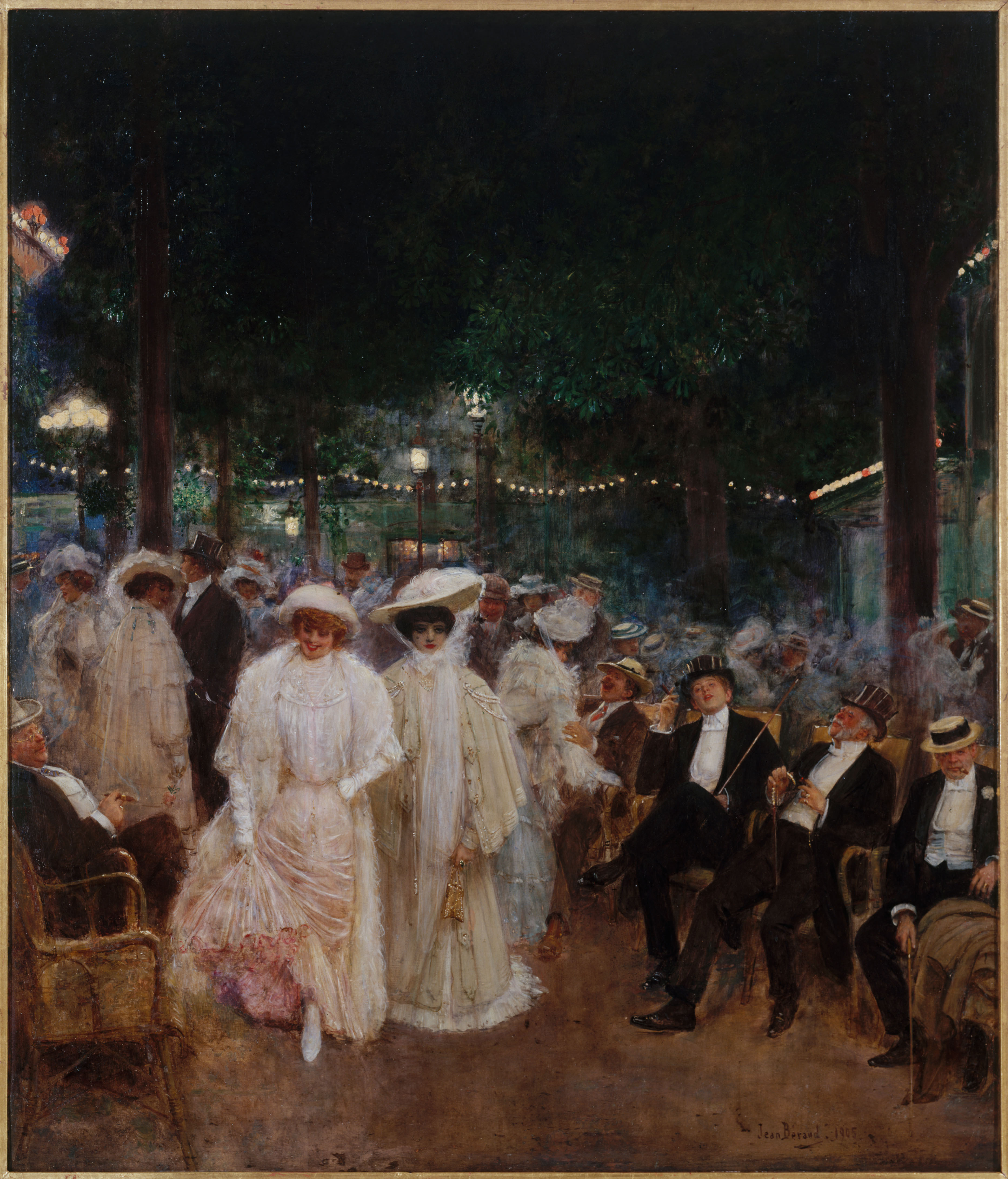
Les Belles de nuit, 1905.
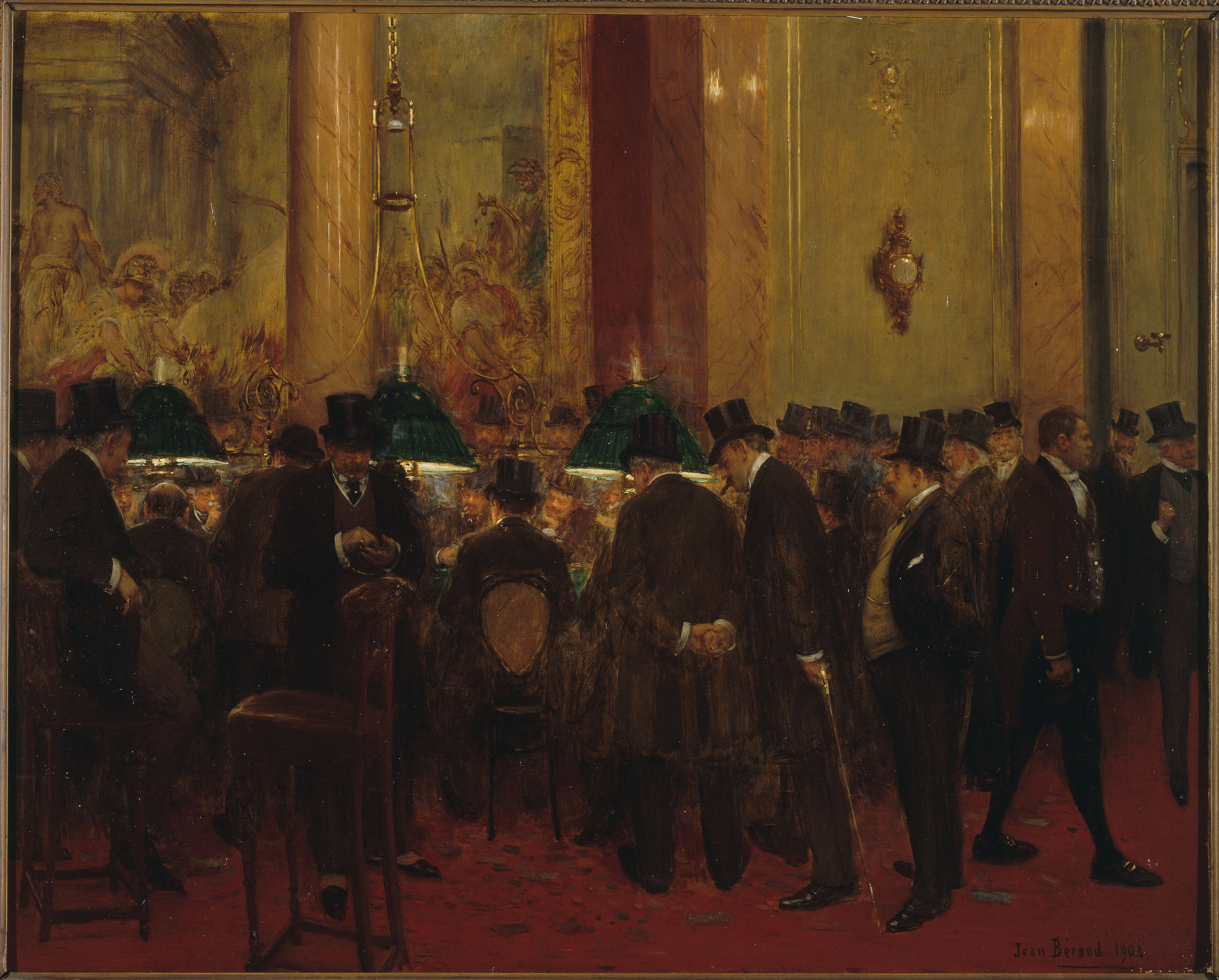
Au cercle, 1908.

#### La bourgeoisie, une classe de loisir

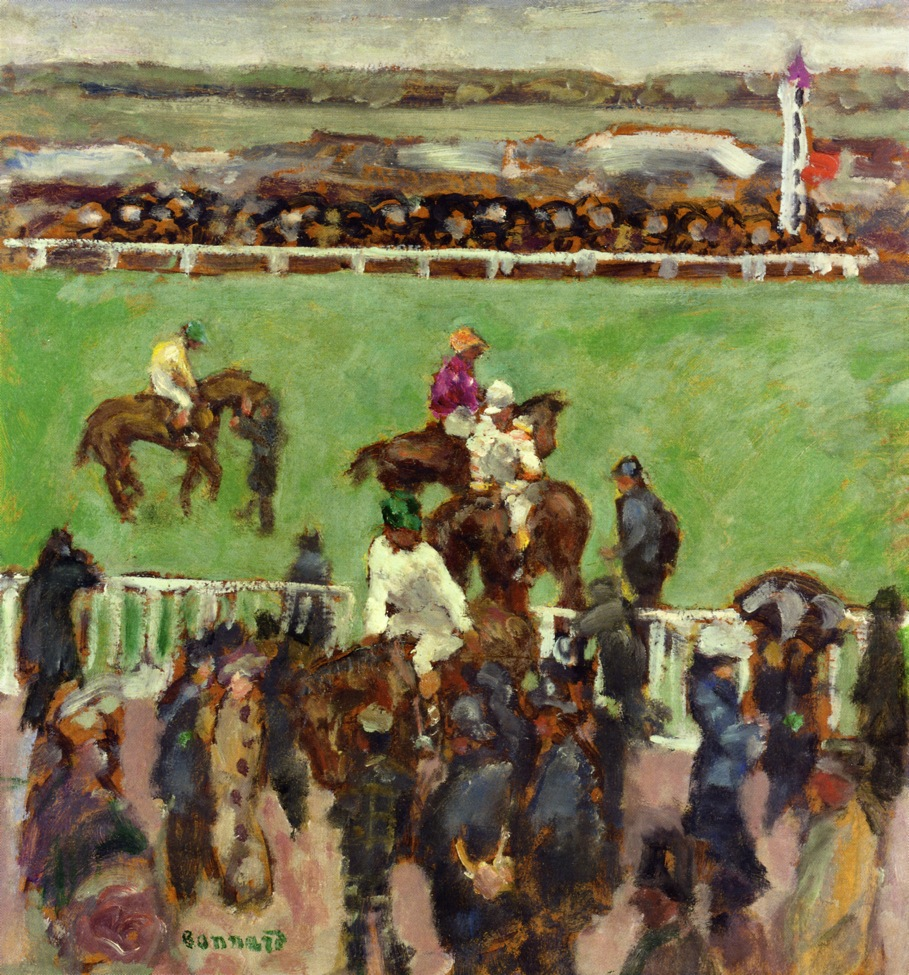
Aux courses de Pierre Bonnard, 1894.

Au tournant du siècle, la bourgeoisie incarne la « classe de loisir » par excellence. La pratique du sport, les loisirs, l'hédonisme et l'oisiveté sont avant tout des moyens de rendre visible, de manière ostentatoire, l'étendue de sa richesse. De fait, les bourgeois disposent d'un capital temps et de moyens que n'ont pas les classes populaires. Les vacances sont alors réservées à une élite. La villégiature, une pratique à l'origine aristocratique, est favorisée par développement de l'automobile et des chemins de fer. Le premier Guide Michelin est édité en 1900 et les premiers Guides Joanne le sont en 1907.
L'usage de la bicyclette, qui est avant tout un loisir bourgeois dans les années 1890, finit par se populariser au début du XXe siècle après la création des premières grandes épreuves cyclistes comme le premier Tour de France en 1903, mais la plupart des sports restent des marqueurs des loisirs bourgeois, comme le tennis, l'alpinisme, l'escrime ou le golf.
Même si de grands bourgeois ont encore des revenus patrimoniaux qui leur permettent une certaine oisiveté, qui donne son éclat à la vie mondaine de l'époque, le travail apparaît comme une valeur importante de la société bourgeoise, au contraire du modèle aristocratique qui prédomine jusqu'au milieu du XIXe siècle.

#### Essor de la classe moyenne
La Belle Époque marque l'essor de la classe moyenne, cette « couche sociale nouvelle » dont Léon Gambetta avait annoncé l'arrivée dès la naissance de la Troisième République et qui constitue les intermédiaires entre la France pauvre et la France riche. La classe moyenne se compose essentiellement d'employés du privé, de petits commerçants et d'artisans, mais également de fonctionnaires, dont le nombre a doublé depuis 1870 pour atteindre 450 000 fonctionnaires à la veille de la Première Guerre mondiale, dont un tiers dans l'Instruction publique et un quart dans les PTT. Les écarts de traitements sont considérables dans la fonction publique mais, bien qu'ils soient souvent mal payés, les petits fonctionnaires sont néanmoins respectés, à l'image des facteurs dans les campagnes. D'après l'expression de Jean Garrigues et Philippe Lacombrade, « le moindre chef de bureau de sous-préfecture est considéré comme un notable local ».

### Monde ouvrier aux visages multiples et à la recherche de structures

#### Conditions très diverses

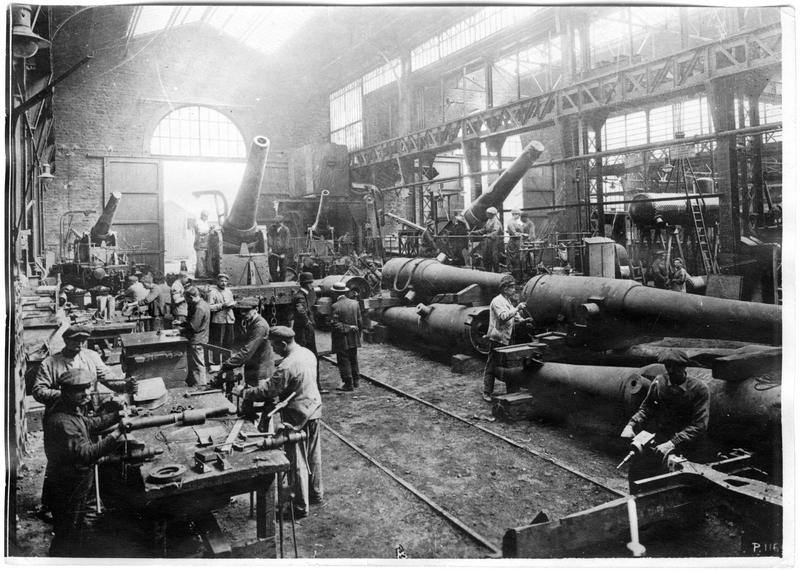
Ouvriers des usines Schneider au Creusot (1918).

Les ouvriers, dont l'historien Pierre Sorlin estime le nombre à près de 4.5 millions en 1914, tandis que Jean Garrigues et Philippe Lacombrade avancent le nombre de 6 millions, forment environ le tiers de la population active française. Le monde ouvrier présente une forte hétérogénéité. Dans leur majorité, les ouvriers travaillent encore dans des petites structures ou dans l'artisanat : en 1906, la moitié d'entre eux sont employés dans des entreprises qui ne comptent que de 1 à 5 salariés, tandis qu'en moyenne, on compte seulement 4,3 ouvriers par employeur. De fortes concentrations ouvrières existent cependant, principalement dans la métallurgie, et c'est avec elles que se forme une classe ouvrière industrielle moderne. La modèle de la petite entreprise reste majoritaire mais une forme de prolétariat d'usine se développe peu à peu, qui intègre principalement les populations issues de l'exode rural ou de l'immigration, de sorte que « la classe ouvrière est encore un puzzle géographique et social ».
Si, de façon générale, les conditions de vie des ouvriers s'améliorent pendant la Belle Époque, on constate une baisse du salaire réel entre 1905 et 1913 car le coût de la vie augmente alors plus rapidement que le salaire nominal, ce qui entraîne de vastes mouvements de grève et de nouvelles revendications. Les salaires varient également selon le sexe, le corps de métier ou les régions, les femmes percevant un salaire bien moindre que les hommes et les salaires étant plus élevés à Paris qu'en province. De même, les ouvriers qualifiés de la grande industrie voient leur niveau de vie augmenter quand les ouvriers non qualifiés restent proches de la misère. Dans son ensemble, le monde ouvrier demeure dans une condition de pauvreté et de précarité qui le distingue des autres groupes de la société, bourgeois et paysans. Le plus souvent, les ouvriers restent mal nourris et vivent dans des logements insalubres.
La dureté du travail des ouvriers est avant tout physique, et malgré l'instauration légale d'un jour de repos hebdomadaire en 1906, les conditions restent éprouvantes et les ouvriers meurent plus précocement que les membres des autres classes sociales. De même, le monde ouvrier se caractérise par une certaine violence des mœurs : l'alcoolisme et la délinquance y sont largement répandus au début du XXe siècle. Si, dans les villes, le contraste entre les quartiers riches du centre et les faubourgs ouvriers est encore très marqué, les cités ouvrières des villes-usines, comme Le Creusot, offrent un autre cadre. Les grandes entreprises cherchent à fixer une main-d'œuvre volatile tout en assurant sur elle un contrôle social de type paternaliste en permettant aux ouvriers d'accéder à une petite propriété avec jardin, tout en disposant des commodités de la vie quotidienne : une école, une église, des associations sportives et culturelles, voire un système de retraites lié à une caisse d'entreprise gérée par la compagnie.

#### Revendications ouvrières

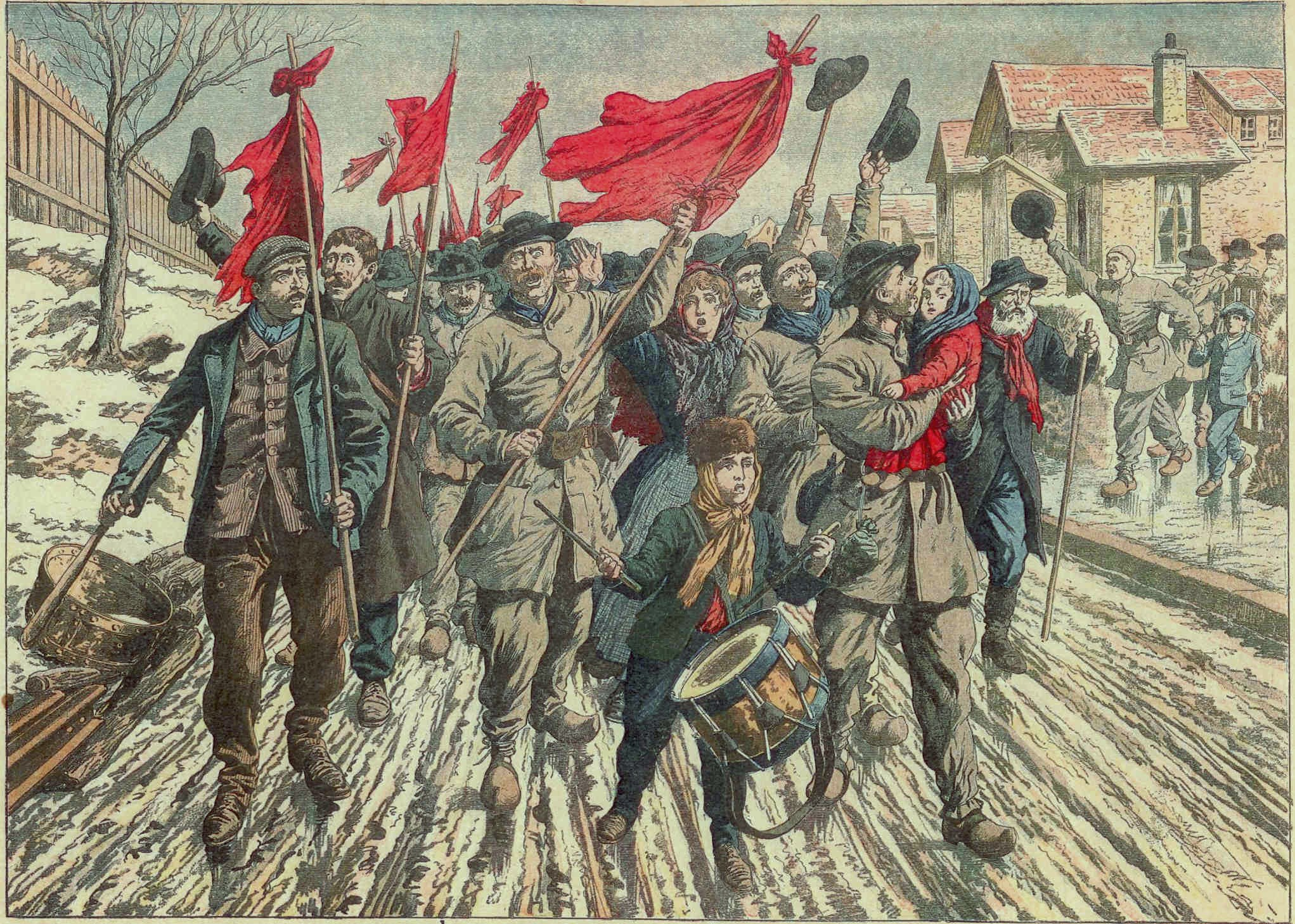
Mineurs du Pas-de-Calais en grève en une du Petit Journal, en 1906.

La relative faiblesse du mouvement ouvrier français s'explique notamment par la séparation entre socialisme et syndicalisme. Les syndicats ouvriers sont pourtant assez combatifs au sein de la CGT, fondée en 1895, mais la charte d'Amiens, rédigée en 1906, rappelle que le syndicalisme est indépendant des partis politiques, que les ouvriers entendent penser et agir par eux-mêmes dans le domaine social mais aussi sur le plan politique en s'affirmant plus « révolutionnaires » que la SFIO.
Les années 1906 à 1910 sont marquées de grands mouvements de grève. En mars 1906, la catastrophe de Courrières, qui coûte la vie de plus d'un millier de mineurs, entraîne un mouvement social sans précédent qui débouche sur la signature d'un compromis et des augmentations de salaires. Dans les années qui suivent, les grèves touchent quasiment tous les corps de métier, y compris les fonctionnaires. Malgré la faible proportion d'ouvriers syndiqués, qui ne sont encore que 9 % en 1913, certaines attentes sont en partie satisfaites : le repos hebdomadaire est acquis à partir de 1906 et les journées de travail sont réduites dans certaines entreprises. La législation sociale française reste néanmoins en retard par rapport à celle de ses voisins.
La création en 1906 du ministère du Travail, confié au socialiste indépendant René Viviani, marque une nouvelle étape dans l'intégration de la classe ouvrière au reste de la société républicaine. La loi sur les retraites ouvrières dont le projet, évoqué par le cabinet Combes et le Bloc des gauches avant d'être lancé en 1906, n'est finalement promulguée qu'en avril 1910. Elle affirme que tout salarié peut recevoir une allocation à partir de 65 ans, sous réserve que lui et son patron aient cotisé pendant au moins trente ans. Cette avancée sociale est aussi mal accueillie par les patrons que par les syndicats, ces derniers faisant valoir qu'en raison d'une plus faible espérance de vie, de nombreux ouvriers meurent avant l'âge de la retraite. De fait, les trois quarts des salariés refusent de cotiser, et seuls les systèmes de retraites particuliers des cheminots, des mineurs et des fonctionnaires sont réellement efficients.

### Condition féminine
« Les hommes dominent la société, non seulement par leur pouvoir politique exclusif, par leur pouvoir économique, mais aussi par leur influence culturelle, idéologique et intellectuelle. Les normes sociales sont dictées par les hommes, lesquels dirigent à la fois l'État, l'Église, le monde industriel et économique. »

— Michel Winock, La Belle Époque

#### Inégalités hommes-femmes encore très marquées

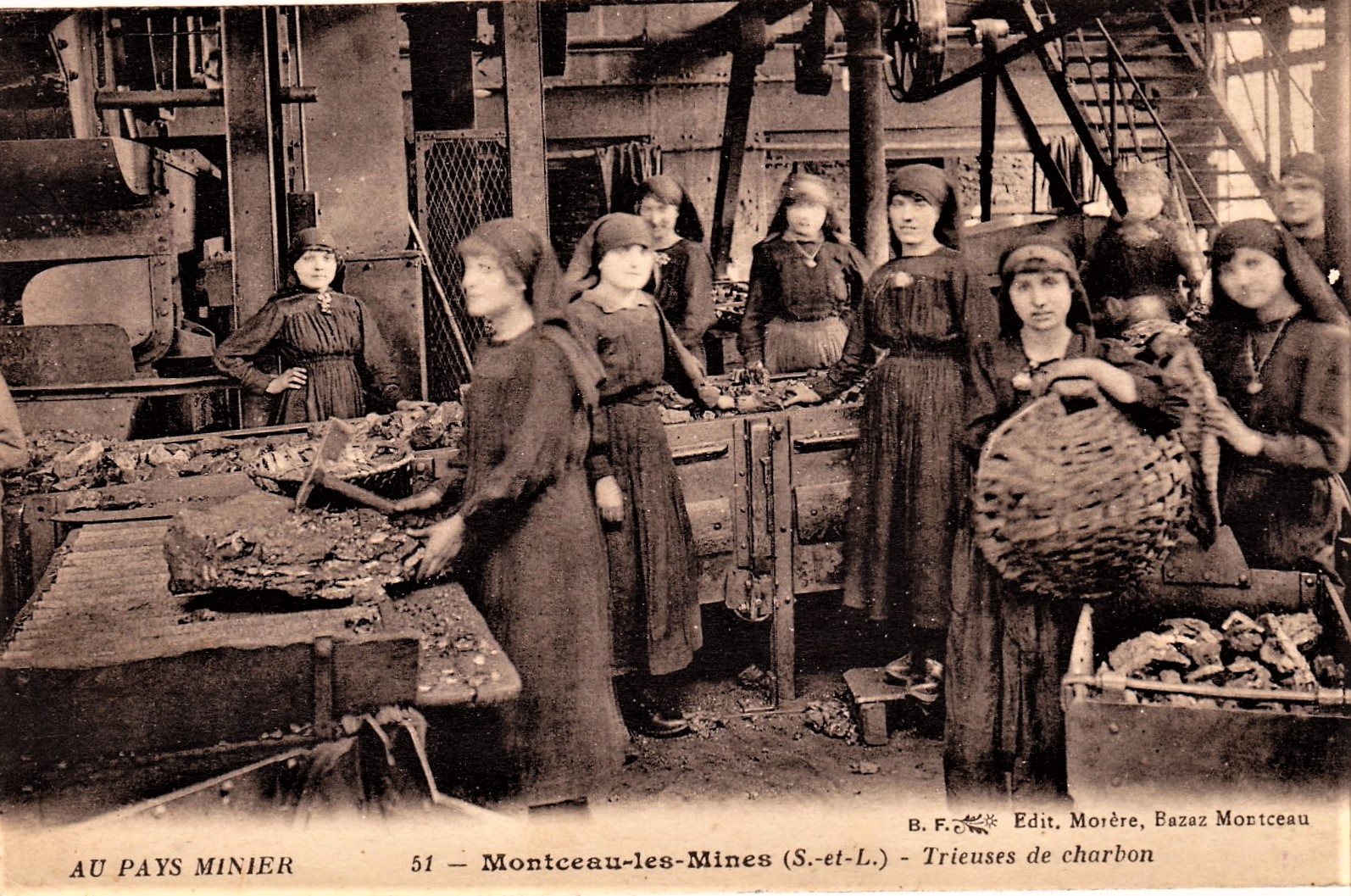
Femmes employées au tri du charbon à Montceau-les-Mines dans les années 1910.

Le travail des femmes est encore peu répandu à une époque où la majorité des idéologues, tant laïques que catholiques, maintiennent le culte de la femme au foyer. En 1896, 38 % des femmes mariées travaillent à plein temps, et l'idéal de la ménagère reste fort y compris dans le monde ouvrier. L'inégalité hommes-femmes est encore inscrite dans la loi, la femme étant dépendante de son mari et considérée comme une personne mineure, et ce cadre législatif évolue trop lentement pour favoriser l'acquisition de leur autonomie. Jusqu'en 1907, la loi n'autorise pas une femme à toucher son salaire ni à en disposer sans le consentement de son mari. Les premiers mouvements féministes réclament des lois sociales égalitaires et, de ce point de vue, la loi de 1906 sur le repos hebdomadaire peut être vue comme « le premier texte non discriminatoire du droit du travail ». En 1909, un congé de maternité sans rupture de contrat, mais sans traitement, est instauré. L'année suivante, les institutrices sont les premières à bénéficier d'un congé de maternité payé.

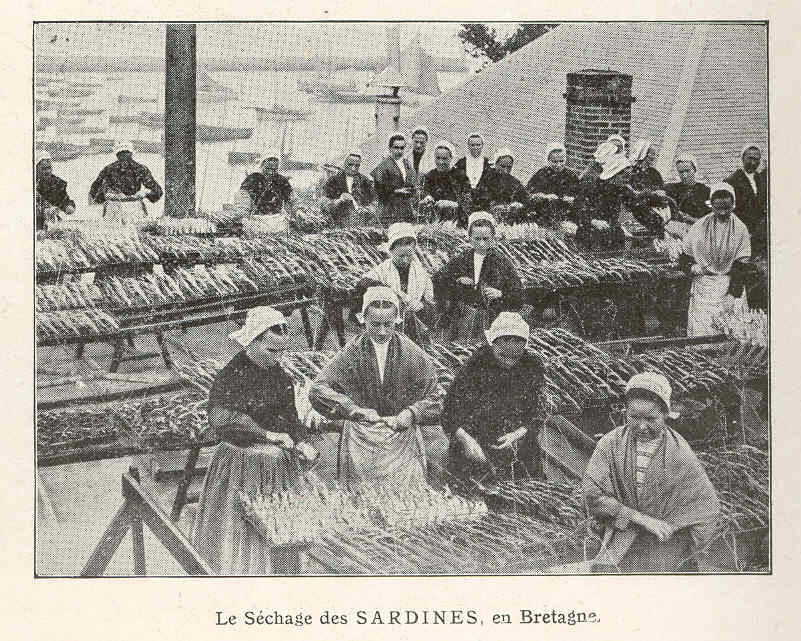
Femmes préparant des sardines pour le séchage en Bretagne, en 1913.

Les syndicats ouvriers défendent l'idée que le travail des femmes détruirait leur santé et les détournerait de la fonction essentielle qu'est la maternité, et le considèrent comme une concurrence qui risque de provoquer la baisse des salaires voire le chômage,. Les lois votées en faveur des femmes ont parfois des effets pervers : la loi de 1892 qui limite à onze heures la durée de leur travail effectif quotidien incite les patrons à leur préférer les hommes. Les salaires féminins sont encore largement inférieurs à ceux des hommes et les femmes sont moins organisées pour se défendre : en 1914, elles représentent 37 % du salariat ouvrier mais seulement 10 % des syndiqués. Le cas des domestiques n'est guère plus enviable : souvent recrutées à la campagne et donc éloignées de leur famille, elles sont maintenues jour et nuit « dans la sujétion du maître ». Le plus souvent mal logées et mal nourries, les domestiques ne bénéficient d'aucune protection légale et peuvent être renvoyées sans recours.

Au Salon de la rue des Moulins, par Henri de Toulouse-Lautrec.

La prostitution est un fait social largement répandu au tournant du XXe siècle, considéré par les hygiénistes et les moralistes comme « un mal nécessaire » : « Méprisées, les prostituées sont néanmoins peu ou prou admises par une société qui les juge comme une pièce du système social, une soupape nécessaire qui protège les femmes vertueuses et plus encore les jeunes filles, lesquelles doivent garder leur virginité jusqu'au mariage. » Elle revêt un caractère protéiforme, de la misère des relations tarifées de rue à la situation fastueuse, des « demi-mondaines » comme Caroline Otero ou Liane de Pougy,. La prostitution est à l'époque une activité réglementée et encadrée, notamment dans les « maisons de tolérance » : les prostituées sont tenues de s'inscrire auprès de la Préfecture de police de Paris et ont l'obligation de se soumettre à des visites médicales régulières.

#### Premiers signes d'émancipation

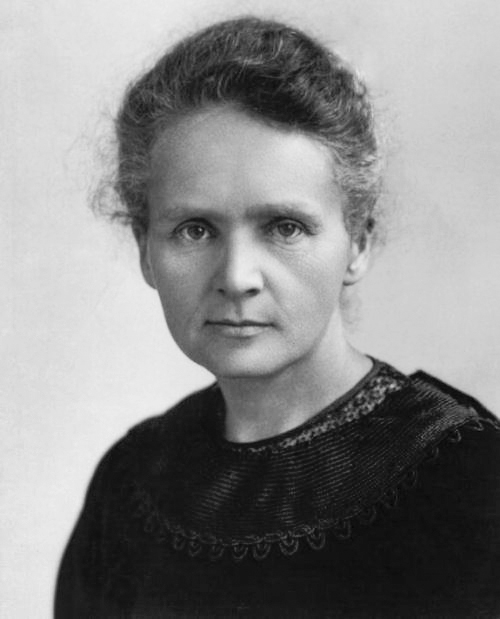
Marie Curie en 1900.

L'éducation est le premier facteur d'émancipation des femmes de la Belle Époque, qui reçoivent toutes un enseignement primaire après le vote des lois scolaires de Jules Ferry. La loi portée par Camille Sée en 1880 crée les lycées de jeunes filles dont l'objectif républicain est de détourner les femmes de l'influence jugée néfaste de l'Église, mais non pas de former des femmes savantes, de sorte que des matières comme la philosophie, le latin et le grec n'y sont pas enseignées. Le nombre de ces établissements passe de 23 en 1883 à 138 en 1913 mais ils sont rarement accessibles aux familles modestes et les filles issues de familles bourgeoises fréquentent le plus souvent des institutions privées, de sorte que ce sont principalement les filles de familles libérales ou progressistes qui les intègrent. L'impératif matrimonial demeurant la norme, ces établissements secondaires cherchent avant tout à préparer les femmes au rôle qu'elles tiendront dans leur futur foyer. De même, si les effectifs féminins restent marginaux sur les bancs des universités françaises, leur nombre passe de moins de 500 en 1900 à plus de 2 000 à la veille de la Première Guerre mondiale et des femmes comme Marie Curie, première femme titulaire d'une chaire à la Sorbonne en 1906 et première lauréate d'un prix Nobel trois ans plus tôt, ou des avocates comme Marguerite Dilhan et Maria Vérone, font figure de pionnières.
De nouveaux emplois apparaissent pour les femmes de la moyenne et petite bourgeoisie comme ceux du travail de bureau, en particulier dans la fonction publique (les PTT comptent notamment 95 000 femmes employées en 1906), ou d'institutrice à mesure que se développe l'enseignement des jeunes filles. En 1914, 10 % des femmes actives possèdent un emploi dans les services et la fonction publique comme demoiselles de bureau, télégraphistes, dactylographes ou institutrices.
La Belle Époque voit également l'essor du mouvement féministe. Un Conseil national des femmes françaises affilié au Conseil international des femmes est créé en 1901 dans le but de regrouper et de coordonner toutes les œuvres et sociétés féministes. D'inspiration philanthropique, l'association compte 28 000 membres peu après sa création. En parallèle, la presse féministe se développe peu à peu : en 1897, Marguerite Durand crée le quotidien La Fronde, dans lequel interviennent de grandes figures comme Séverine ou Lucie Delarue-Mardrus, puis en 1907, Madeleine Pelletier, la première femme médecin diplômée en psychiatrie, fonde la revue mensuelle La Suffragiste, avant de consacrer plusieurs ouvrages à la cause féministe comme L'Émancipation sexuelle de la femme en 1911 et Le Droit à l'avortement en 1913. Les revendications des femmes françaises s'inscrivent dans un mouvement international plus large : au Royaume-Uni, des femmes s'engagent en politique, comme les suffragettes qui militent pour l'obtention du droit de vote féminin, ou de manière plus radicale chez les socialistes comme Rosa Luxemburg en Allemagne.

### Les différentes religions

#### Catholicisme en déclin
Au tournant du siècle, la majorité des Français sont baptisés mais la pratique religieuse est en baisse. L'Église demeure une composante majeure de la société mais son influence se réduit dans un cadre républicain marqué par un fort anticléricalisme, une urbanisation et une industrialisation croissante. Le développement des sciences et de la philosophie contribuent à la remise en cause de l'enseignement traditionnel catholique. Dans certaines régions, la pratique religieuse demeure fortement ancrée, principalement dans l'Ouest de la France, de la Bretagne à la Vendée, le Pays basque, la bordure orientale du Massif central, la Savoie et les terres agricoles du Nord, mais elle disparaît progressivement de certains territoires. La déchristianisation de certaines couches sociales est avancée, en particulier celle des ouvriers qui, en quittant la campagne, abandonnent la pratique religieuse, comme le souligne l'historien Pierre Pierrard : « La misère endémique, à laquelle l'Église n'oppose, le plus souvent, que la résignation, ne prédispose pas à la réflexion spirituelle. » De façon générale, la population urbaine s'éloigne peu à peu de la religion, en premier lieu les professions libérales, les fonctionnaires, puis les commerçants, les artisans et les employés. Au début du siècle, le nombre d'enterrements civils est très important dans certains quartiers parisiens.

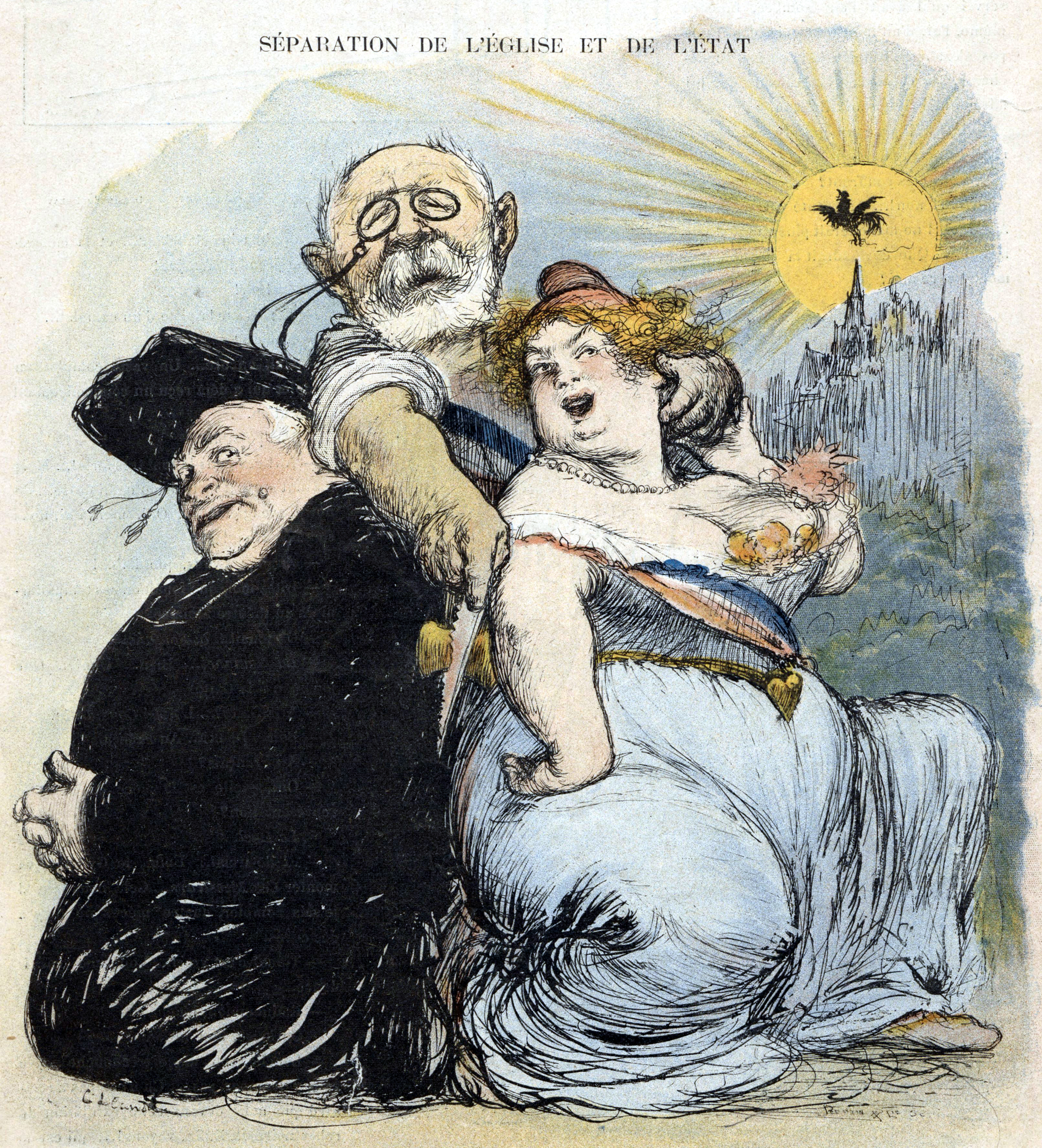
Caricature dénonçant la séparation des Églises et de l'État, parue dans Le Rire en 1905.

La Troisième République entraîne une sécularisation accélérée de la société, qui culmine dans le vote de la loi de séparation des Églises et de l'État en 1905. Une partie des catholiques vit cette loi comme une persécution d'État et se considère en situation « d'exil intérieur », et le rejet de cette loi devient un argument pour ceux qui dénoncent le « complot judéo-maçonnique » dont la France serait victime, l'antisémitisme étant alors largement répandu dans certains milieux catholiques, des revendications qui seront ensuite portées par l'Action française.
L'Église catholique apparaît néanmoins déchirée sur ces questions, comme en témoigne la crise moderniste. Des théologiens comme Alfred Loisy cherchent à concilier la pensée rationnelle et la foi catholique mais sont fermement condamnés par le pape Pie X qui rejette en bloc leurs théories : des publications sont mises à l'index et les prêtres sont tenus de prêter le serment antimoderniste à partir de 1910. La même année, Le Sillon, un mouvement fondé par Marc Sangnier qui cherche à promouvoir un catholicisme social, est dissous. Sur le plan politique, l'Action libérale populaire veut rassembler les catholiques ralliés à la République, mais son succès est limité : les catholiques intransigeants hostiles au régime la rejettent en bloc, quand les plus modérés, comme l'abbé Lemire, premier prêtre élu député en 1893, l'accusent de cléricalisme.
Si la place de l'Église catholique dans la société tend à diminuer, certains éléments démontrent qu'elle conserve un certain dynamisme, comme la réussite des patronages paroissiaux qui s'attachent à l'éducation populaire des jeunes gens des classes défavorisées, le succès des pèlerinages comme celui de Lourdes, ou le renouveau catholique dans la littérature française après la conversion de nombreux intellectuels.

#### Évolution des autres grandes familles spirituelles
En 1872, la France compte environ 580 000 protestants, soit 1,6 % de la population. Malgré leur faible nombre, ces derniers exercent une grande influence dans la société française de la Belle Époque, tant par le développement du christianisme social que par leur surreprésentation dans les fonctions publiques et les grades supérieurs de la hiérarchie,. La religion protestante étant parfaitement compatible avec les principes de la démocratie républicaine, la plupart des protestants deviennent des républicains convaincus et soutiennent les grandes lois comme celle de séparation des Églises et de l'État en 1905. À titre d'exemple, le gouvernement William Henry Waddington en 1879 est composé pour moitié de ministres protestants, et deux autres membres de cette religion exercent la fonction de président du Conseil sous la Troisième République, Charles de Freycinet et Gaston Doumergue, futur président de la République. Cette forte représentation des protestants dans l'appareil politique est dénoncée par le courant nationaliste, en particulier pendant la crise de l'affaire Dreyfus.
Environ 130 000 juifs vivent en France vers 1900, dont 60 000 en Algérie. La plupart d'entre eux, éloignés de la pratique religieuse, se sont complètement assimilés à la nation française et témoignent d'un fort attachement à la République, comme le montrent les nombreuses commémorations du centenaire de la Révolution organisées dans les synagogues en 1889, ce qui n'est pas le cas des juifs d'Europe orientale et centrale qui s'installent progressivement sur le territoire pour fuir les persécutions. Selon l'historien Michel Winock, ces derniers, souvent pauvres et s'exprimant dans un français très incorrect, suscitent ou renforcent la vague d'antisémitisme qui s'abat sur la France au tournant du XXe siècle et qui culmine avec le déclenchement de l'affaire Dreyfus. Pour autant, de nombreux intellectuels juifs, philosophes, écrivains, chercheurs ou acteurs, illustrent l'intégration réussie des populations juives.
Par ailleurs, les sociétés de libre-pensée se multiplient sous la Troisième République et s'attachent à remplacer les pratiques charitables de l'Église en organisant des sociétés de secours mutuel et en veillant au bon déroulement des enterrements civils. Composée en grande majorité d'hommes, et entretenant des liens avec la franc-maçonnerie et les partis de gauche, la libre-pensée a fortement contribué à la laïcisation de la société et de l'État selon Jacqueline Lalouette,. Pour autant, la fracture spirituelle entre catholiques et non-catholiques tend à se réduire face au danger extérieur et à mesure que le patriotisme s'affirme.

### Sentiment d'insécurité et criminalité

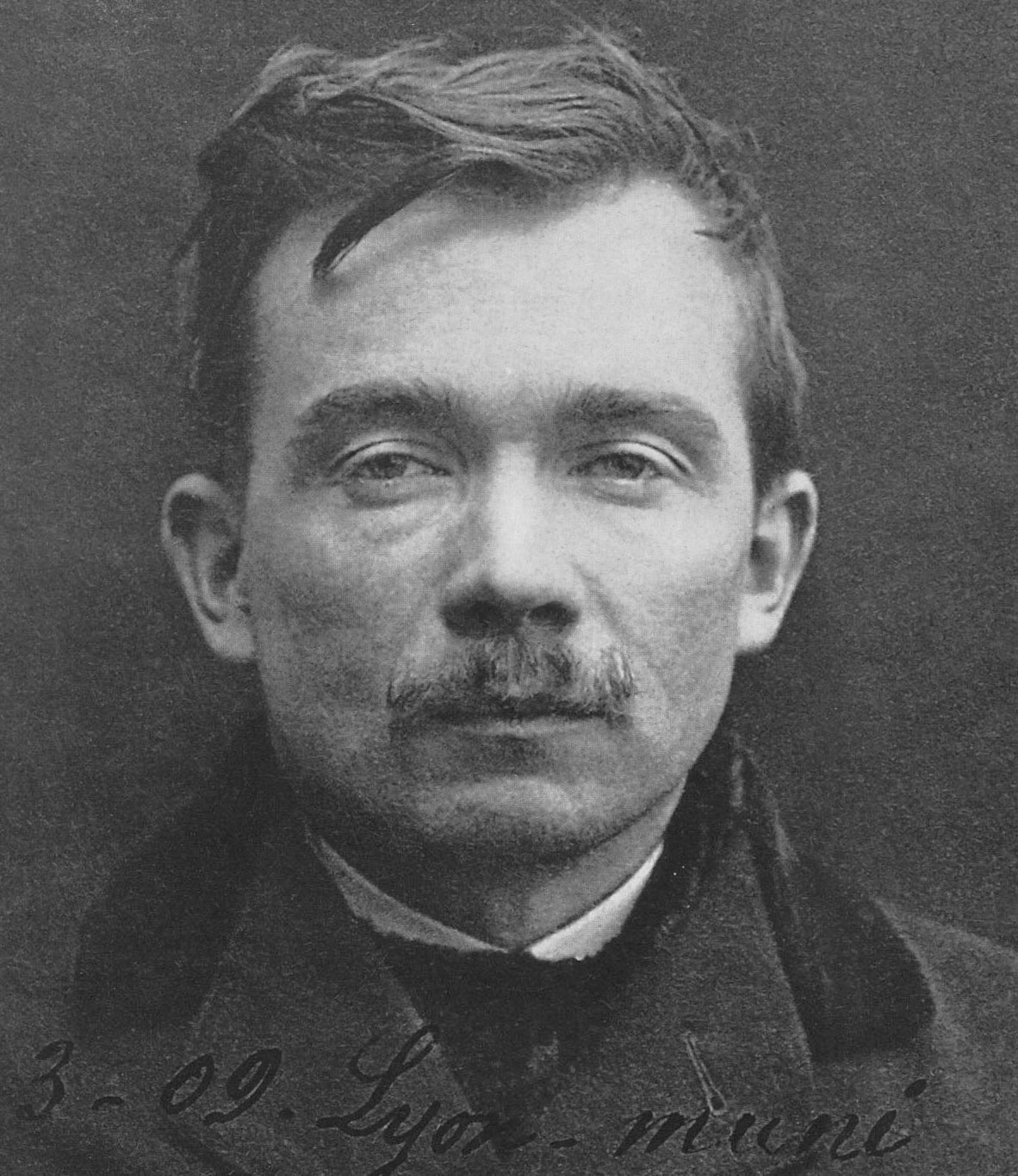
Le criminel Jules Bonnot.

La progression de la délinquance et de la criminalité est une opinion largement répandue au sein de la société française de la Belle Époque, une impression que les statistiques permettent de nuancer : si le nombre de meurtres et d'assassinats tend à s'accroître dans les premières années du XXe siècle, le nombre de décès consécutifs à des coups et blessures sans intention de donner la mort est en diminution, si bien que la criminalité n'accuse aucune augmentation sensible au cours de cette période.
Pour autant, de nouvelles formes de criminalité apparaissent. Au début des années 1910, une nouvelle méthode défraie la chronique, celle des bandits en automobile, dont la bande à Bonnot est le symbole. Par ailleurs, la délinquance juvénile est en forte augmentation et s'exprime le plus souvent par le phénomène de bandes. Des adolescents ou de jeunes adultes, le plus souvent désœuvrés et touchés par l'alcoolisme, multiplient les vols et les agressions dont la presse se fait l'écho : ceux que l'on surnomme les « apaches », « derniers rebelles à la discipline industrielle » selon l'expression de Michelle Perrot, incarnent une nouvelle forme de violence qui pousse une large partie de la société française à réclamer une plus grande sévérité de jugement. Au début du XXe siècle, cependant que le nombre d'exécutions diminue, le débat sur la peine de mort est relancé. Dans le même temps, Georges Clemenceau, ministre de l'Intérieur, charge Célestin Hennion de moderniser la police française pour la doter de moyens appropriés pour lutter contre les nouvelles formes de criminalité.

## Riche période culturelle, de divertissements et d'inventions

### Apogée de la culture écrite

#### Essor de la presse
La Belle Époque constitue le véritable âge d'or de la presse écrite, dans un contexte d'alphabétisation croissante de la population qui entraîne alors une forte demande. D'une part, l'essor de la presse écrite est encouragé par la loi du 29 juillet 1881 qui instaure la liberté de la presse. D'autre part, une série d'innovations techniques permettent d'importants gains de production, comme l'utilisation de la linotype, une machine de composition au plomb qui se développe en Europe dans les années 1890, le perfectionnement de la presse rotative ou le remplacement progressif des machines à vapeur par l'électricité. En même temps que les journaux s'étoffent, ils deviennent plus attrayants grâce aux nouveaux procédés d'illustration comme la photographie ou l'héliogravure, qui permet l'impression en couleurs. Dans le même temps, l'extension du réseau ferré rompt l'isolement de certaines régions et permet la diffusion des principaux titres de la presse écrite sur l'ensemble du territoire.

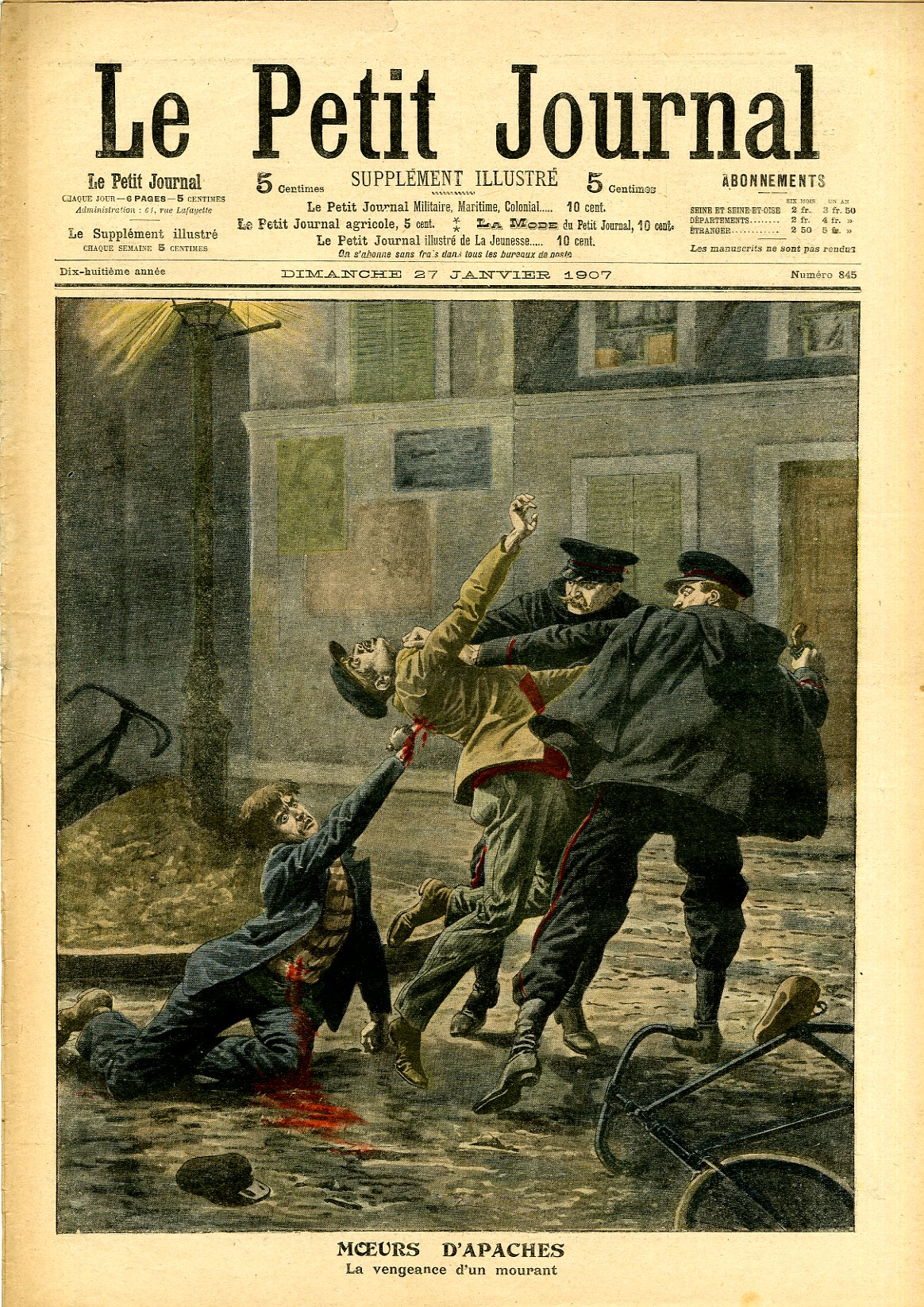
Une du Petit Journal en 1907.

Avant 1914, la presse française diffuse chaque jour près de 12 millions de journaux. Le Petit Parisien, dont les ventes passent de 770 000 exemplaires en 1899 à près de 1,5 million en 1913, devient le premier quotidien national pendant cette période. Dirigé par Jean Dupuy, il possède sa propre imprimerie, comme la plupart des grands journaux, mais aussi sa propre papeterie, ce qui lui permet de maîtriser l'ensemble du processus de fabrication. Leader à la fin du XIXe siècle, Le Petit Journal voit ses ventes décliner, en raison notamment de ses prises de position antidreyfusardes. Malgré son affaiblissement, il tire encore à 900 000 exemplaires avant le déclenchement de la Première Guerre mondiale, et se place avec Le Petit Parisien, Le Journal et Le Matin, comme l'un des quatre grands quotidiens nationaux de cette période. Aux côtés de ces titres populaires figure une certaine presse d'élite. L'Écho de Paris, dont le tirage atteint 135 000 exemplaires en 1912, est un titre apprécié du lectorat catholique et conservateur, tandis que Le Temps, un journal républicain modéré d'influence protestante, est largement répandu dans l'élite de centre gauche.
La Belle Époque marque également l'essor de la presse militante et engagée, parfois confiée à un polémiste comme L'Intransigeant d'Henri Rochefort ou La Libre Parole d'Édouard Drumont dont le ton est résolument antisémite. Dans le camp royaliste, Le Gaulois, dont le tirage oscille entre 20 000 et 30 000 exemplaires, est considéré comme le journal de la noblesse et de la haute-bourgeoisie, tandis que L'Action française, fondée en 1908, affiche ouvertement son opposition acharnée à la Troisième République et à la démocratie. Si le ralliement d'une partie des catholiques à la République entraîne une recomposition de la presse catholique française, La Croix en reste le premier quotidien, avec un tirage quotidien qui atteint 170 000 exemplaires vers 1900. Dans le sillage de La Justice de Georges Clemenceau, dont le tirage reste relativement modeste, la presse de gauche voit la naissance de plusieurs titres-phares comme L'Aurore, créé par Ernest Vaughan et célèbre pour avoir publié l'article J'accuse… ! d'Émile Zola en janvier 1898, ou L'Humanité, fondé en 1904 par Jean Jaurès. En 1897, le premier quotidien féministe, La Fronde, naît sous l'impulsion de Marguerite Durand.

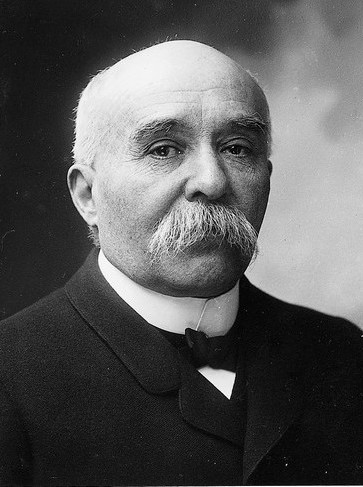
Georges Clemenceau en 1904.

Le néologisme « intellectuel » apparaît dans le contexte de l'affaire Dreyfus. Georges Clemenceau est le premier à utiliser ce substantif dans les colonnes de L'Aurore en janvier 1898 pour désigner les hommes de lettres et de sciences qui s'engagent pour défendre le capitaine dégradé, bien que tous ces « hommes de pur labeur intellectuel » ne figurent pas dans le camp dreyfusard. Le contenu politique n'est pas la seule caractéristique des journaux de l'époque et, comme le rappelle Pierre Albert, « ce sont des matières non politiques qui ont servi de moteur au journalisme du XXe siècle ». Les journaux affichent également leurs préoccupations littéraires et artistiques, si bien qu'il existe un lien manifeste entre la presse et la production littéraire. Arthur Meyer, fondateur du Gaulois, affirme que « le principal souci d'un lanceur de journal était de publier un roman sensationnel ».
La presse pour enfants connaît elle aussi un premier âge d'or : aux côtés de références comme le Magasin d'éducation et de récréation et Le Petit Français illustré, présents depuis la seconde moitié du XIXe siècle, de nouveaux titres apparaissent, parmi lesquels Les Belles Images et L'Épatant rencontrent un certain succès, grâce aux nombreuses illustrations qu'ils proposent aux lecteurs.

#### Renouveau de l'édition et création des prix littéraires

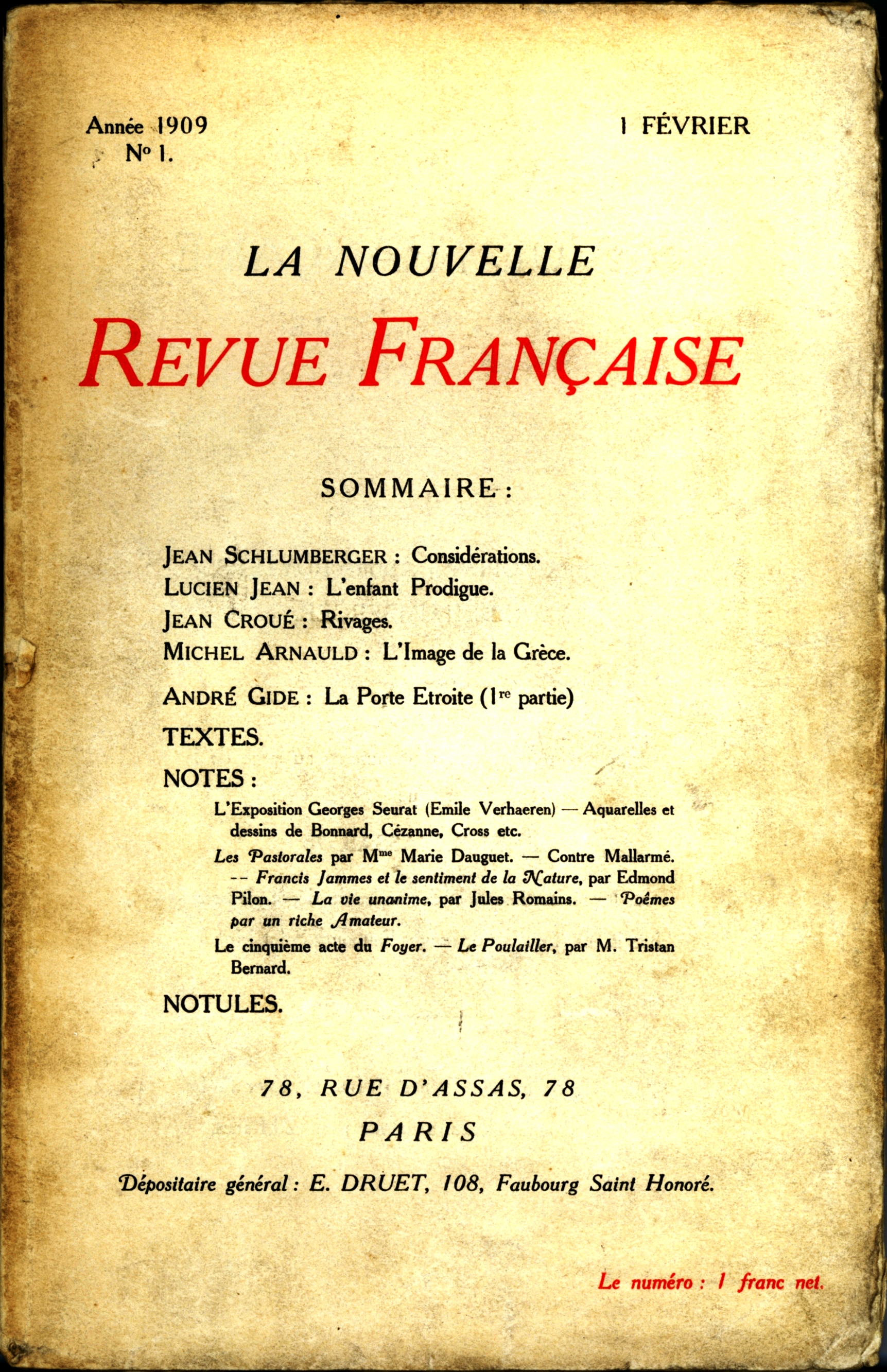
Premier numéro de la NRF en 1909.

La scolarisation de masse, l'essor de la presse écrite, tout comme l'urbanisation croissante du pays, dans la mesure où les incitations à la lecture sont plus nombreuses en ville et que l'accès au livre et au journal y est plus aisé qu'en milieu rural, ont favorisé une certaine « démocratisation de la lecture » dont a largement profité la production littéraire de la Belle Époque. L'historien Michel Winock qualifie la période d'« apogée de la culture écrite ».
L'édition scolaire représente un marché considérable pour l'industrie du livre, dont tirent parti les principales maisons de ce secteur comme Hachette, Larousse, Belin, Armand Colin, Delagrave, Hatier ou Nathan. Le monde de l'édition dans son ensemble connaît cependant un léger déclin, qui peut s'expliquer par la concurrence des journaux qui « tiennent le lecteur en haleine avec leurs feuilletons », au point que certains éditeurs choisissent de publier des journaux de lecture, comme Flammarion avec Le Bon Journal ou Hachette avec Lectures pour tous. Malgré ce « tassement » de l'activité éditoriale, certains genres comme les ouvrages de vulgarisation, les livres pratiques ou les romans populaires connaissent un certain succès. C'est la naissance des collections à bas prix mais à grands tirages, dans lesquelles paraissent des romans policiers à succès comme la série des Arsène Lupin ou des Fantômas, mais également des romans historiques comme Les Pardaillan de Michel Zévaco.
La Belle Époque est aussi celle de la création des premiers prix littéraires : le prix Goncourt est décerné pour la première fois en 1903, le prix Femina l'année suivante. La démocratisation de la lecture touche aussi les revues : la Revue des Deux Mondes, fondée en 1829, compte environ 40 000 abonnés pendant cette période, un chiffre jamais atteint par aucune autre revue intellectuelle. Des revues littéraires apparaissent qui rassemblent certains des plus grands écrivains de l'époque, comme le Mercure de France, La Revue blanche, et surtout La Nouvelle Revue française, qui deviendra une référence dans l'entre-deux-guerres sous l'impulsion de Gaston Gallimard.

#### Activité littéraire intense
La production littéraire de la Belle Époque est abondante et éclectique, entre traditions et modernité. Les poètes parnassiens, « qui cultivent l'esthétique de l'art pour l'art », sont très appréciés de l'élite bourgeoise qui lit notamment les œuvres de Leconte de Lisle (mort en 1894), José-Maria de Heredia, Sully Prudhomme et François Coppée, président d'honneur de la Ligue de la patrie française et antidreyfusard notoire.
Maurice Barrès, « écrivain des racines », figure du nationalisme français, est l'un des chefs de file du courant anti-moderne, qui regroupe des auteurs comme Henry Bordeaux, René Bazin ou Paul Bourget. Autre auteur à succès, Pierre Loti, qui « aborde le XXe siècle en nostalgique d'un passé révolu », rejette avec force la modernité pour se tourner vers un Orient consolateur : « Il est encore sur terre des lieux ignorant la vapeur, les usines, les fumées, les empressements, la ferraille. Et de tous ces recoins du monde, épargnés par le fléau du progrès, c’est la Perse qui renferme les plus adorables, à nos yeux d'Européens, parce que les arbres, les plantes, les oiseaux et le printemps y paraissent tels que chez nous ; on s'y sent à peine dépaysé, mais plutôt revenu en arrière, dans le recul des âges. » À l'inverse, d'autres écrivains exaltent les valeurs de la modernité et de la technique, comme Octave Mirbeau, qui publie en 1907 le premier récit de voyage en automobile, ou Filippo Tommaso Marinetti, dont le Manifeste du futurisme est publié dans Le Figaro en 1909.
La littérature anarchiste invite elle aussi à la rupture et au rejet de l'ordre, de l'autorité et des principes de la bourgeoisie. Dans le sillage d'auteurs révoltés et pamphlétaires comme Lucien Descaves, Laurent Tailhade ou Georges Darien, des revues anarchistes sont créées, dont la plus célèbre, L'Assiette au beurre, accueille les textes de nombreuses plumes célèbres, comme Anatole France. Auteur engagé en faveur de nombreuses causes sociales et politiques, libre-penseur, anticlérical, il fait figure d'autorité auprès des socialistes et devient à cette période « un écrivain officiel de la gauche ». Dans le même temps, des poètes comme Blaise Cendrars, Paul Fort ou Guillaume Apollinaire expérimentent de nouvelles formes et jettent les bases de la poésie moderne,.
L'historien Michel Winock évoque une « tentative de nouveau classicisme » dans les années qui précèdent la Première Guerre mondiale, autour d'auteurs qui refusent « cette alternative trop rigide entre la tradition et l'avant-garde ». C'est dans ce cadre qu'est lancée en 1909 La Nouvelle Revue française, qui regroupe des écrivains partageant « une même exigence, celle d'une littérature pure, indifférente aux goûts du public, refusant tout alignement politique ». Encore inconnu du grand public à cette époque, André Gide en est un des écrivains majeurs, mais la NRF publie aussi bien des auteurs établis que des écrivains prometteurs, parmi lesquels Paul Valéry, Alain-Fournier, Charles Vildrac, Léon-Paul Fargue, Paul Fort, Roger Martin du Gard ou encore Jules Renard.

Écrivains célèbres de la Belle Époque (sélection).
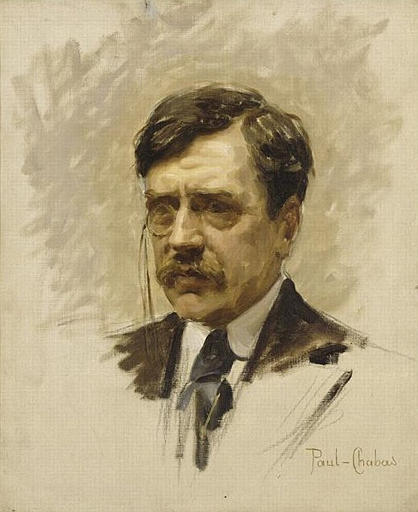
Paul Bourget
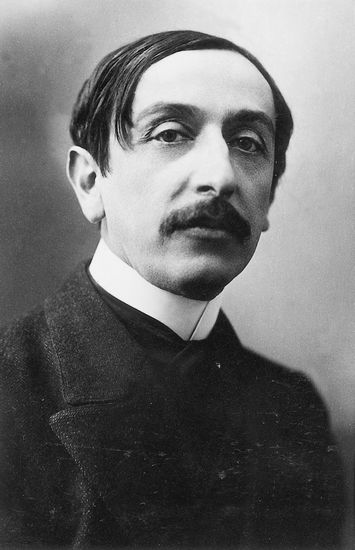
Maurice Barrès
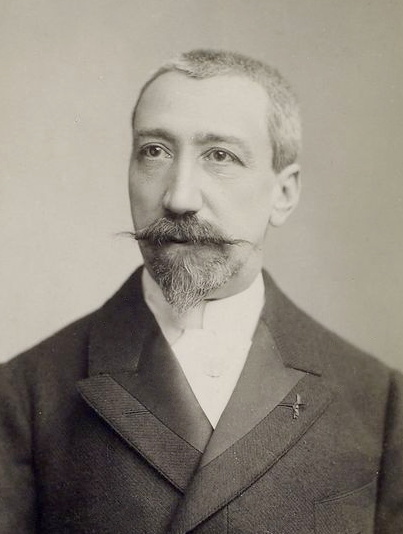
Anatole France
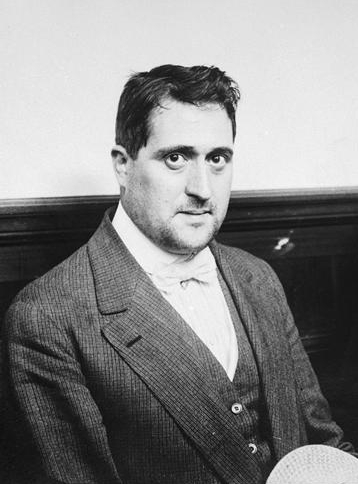
Guillaume Apollinaire
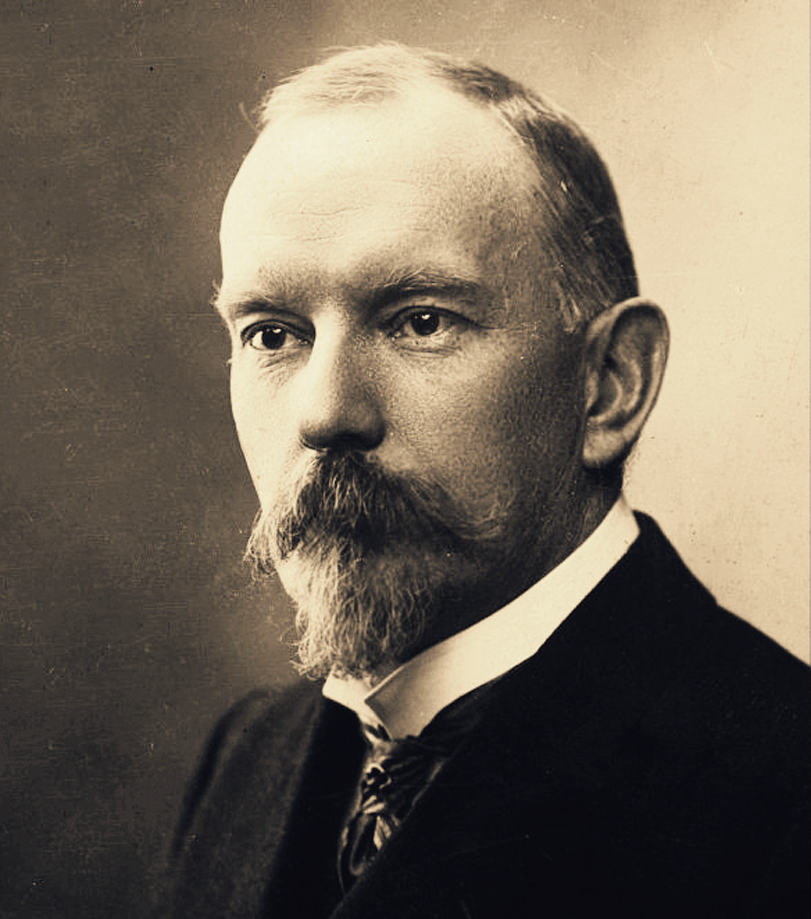
Jules Renard

### La Belle Époque dans les Arts
Selon Michel Winock, la Belle Époque se présente comme une période de rupture et de modernité dans le domaine des arts, et cette modernité, célébrée par l'Exposition universelle de 1900, repose sur trois piliers principaux : la technique, l'urbanisation et la sécularisation de la société française. Le début du XXe siècle apparaît comme une période de créativité intense dans tous les domaines, et Paris devient le carrefour du mouvement artistique international,.

#### Création artistique foisonnante

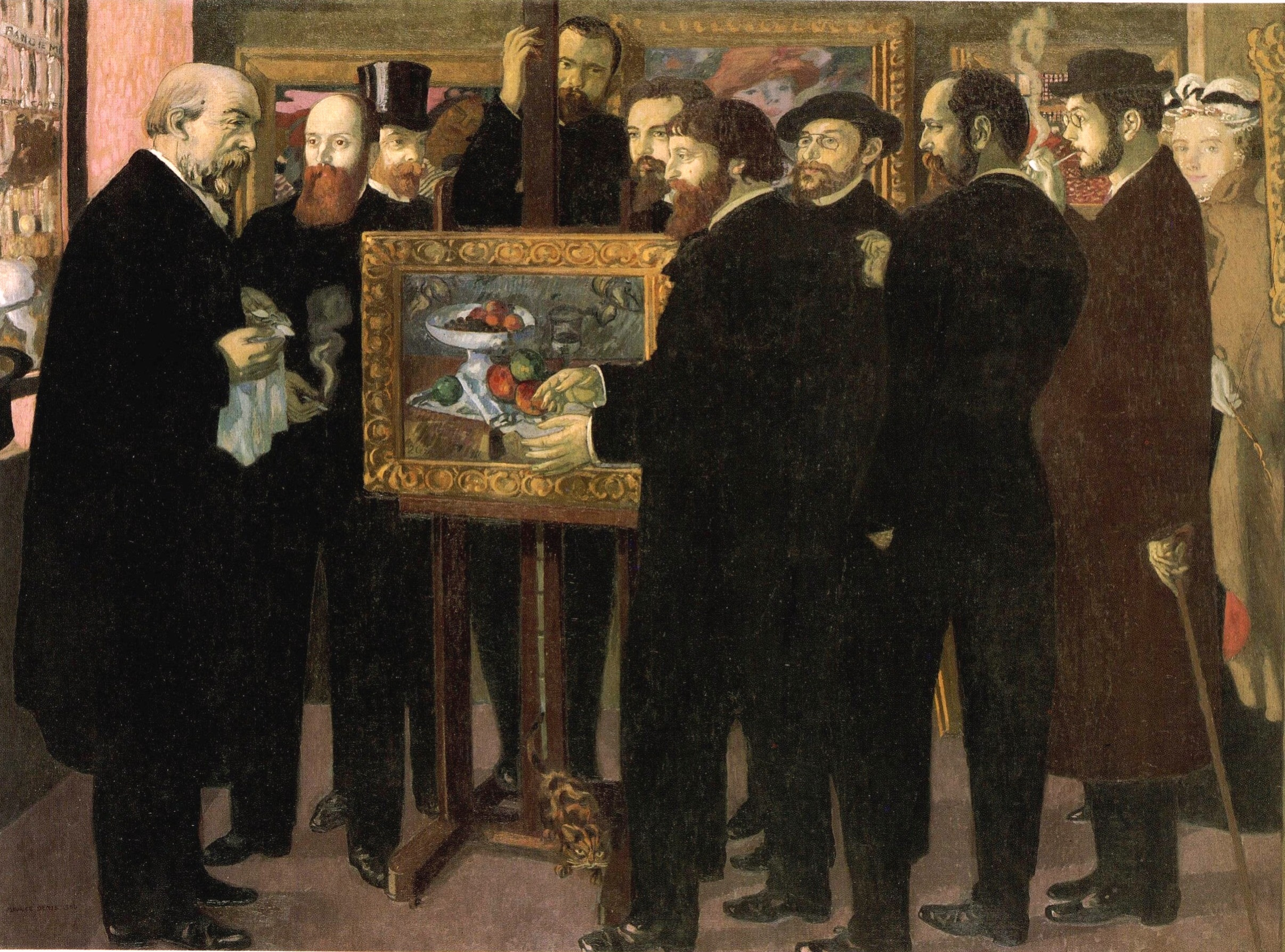
Hommage à Cézanne, par Maurice Denis, 1900.

La production artistique connaît une abondance sans précédent dans les premières années de XXe siècle, qui font de Paris un véritable « aimant artistique ». Bien que la capitale accueille de nombreux peintres engagés dans la voie d'un art moderne, la peinture officielle, académique, mise en avant par l'Académie des beaux-arts, contrôle encore les principaux salons, le prix de Rome, et ses représentants monopolisent les commandes publiques, à l'image de Jean-Paul Laurens ou Carolus-Duran. Les peintres d'avant-garde dépendent quant à eux de collectionneurs et de marchands d'art comme Leo Stein, Victor Chocquet ou Ambroise Vollard, et voient leurs œuvres exposées dans de rares salons artistiques comme celui des indépendants, créé en 1884, ou le Salon d'Automne, créé en 1903.
Doyen des impressionnistes, qui triomphent dans une exposition au Grand Palais lors de l'exposition universelle de 1900, Claude Monet est au sommet de sa gloire dans le Paris de la Belle Époque : il commence sa série des Nymphéas, dont plusieurs tableaux sont exposés chez le marchand Paul Durand-Ruel et rencontrent un franc succès. Pour autant, les artistes des générations suivantes s'écartent de l'impressionnisme et subissent l'influence d'autres peintres qui ouvrent de nouvelles voies de recherche. Ainsi Paul Gauguin, qui choisit l'exil aux îles Marquises, juxtapose des aplats de couleurs vives et simplifie à l'extrême le tracé pour faire ressortir l'authenticité des scènes. Il inspire de nombreux peintres comme Félix Vallotton, Pierre Bonnard, Maurice Denis, Édouard Vuillard ou Paul Sérusier, qui se regroupent au début des années 1890 sous le nom de nabis. Autre figure majeure de la peinture de cette époque, Paul Cézanne intègre des formes géométriques à ses paysages et abandonne la convention du point de vue unique, ce qui fait de lui le précurseur des peintres cubistes.

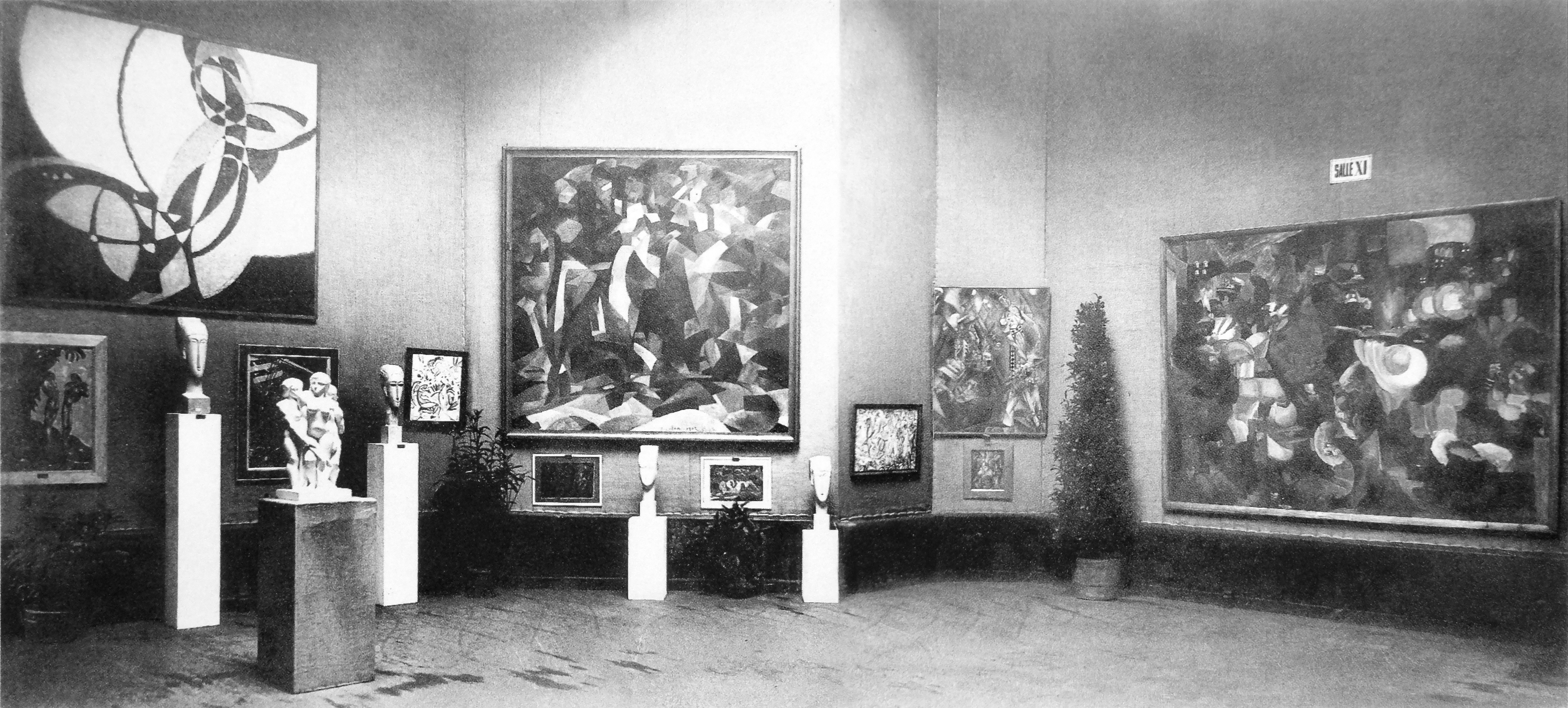
Exposition cubiste au Salon d'automne de 1912, au Grand Palais.

Pablo Picasso et Georges Braque sont les maitres de ce nouveau mouvement dont Les Demoiselles d'Avignon, une œuvre qui puise autant dans les nouvelles références artistiques que dans l'art primitif, achevée en 1907, sont considérées comme le premier manifeste. L'art de Picasso est un art de rupture, « affranchi de plusieurs siècles d'imitation de la nature ». En cela, il dépasse les audaces des représentants du fauvisme comme Henri Matisse, qui se distingue par l'utilisation de couleurs violentes qui sont « plus expressives que descriptives ».
Carrefour des arts et des lettres, Paris concentre alors des artistes venus d'Europe et d'Amérique « pour y trouver une atmosphère propice à l'épanouissement de leur talent », à l'image d'Amedeo Modigliani, Marc Chagall, Eugène Zak, Léopold Gottlieb ou Moïse Kisling.
Le sculpture est alors dominée par la figure d'Auguste Rodin, qui organise sa propre exposition dans un pavillon édifié à ses frais place de l'Alma lors de l'exposition universelle de 1900 et présente à cette occasion 168 œuvres en plâtre, en bronze ou en marbre. Ses premières œuvres sont assez classiques dans leur facture, mais, des Bourgeois de Calais au Penseur, elles deviennent de plus en plus expressives. Des sculpteurs comme Antoine Bourdelle, Aristide Maillol ou Camille Claudel se distinguent également à cette époque.

#### Renouveau de l'architecture et des arts décoratifs

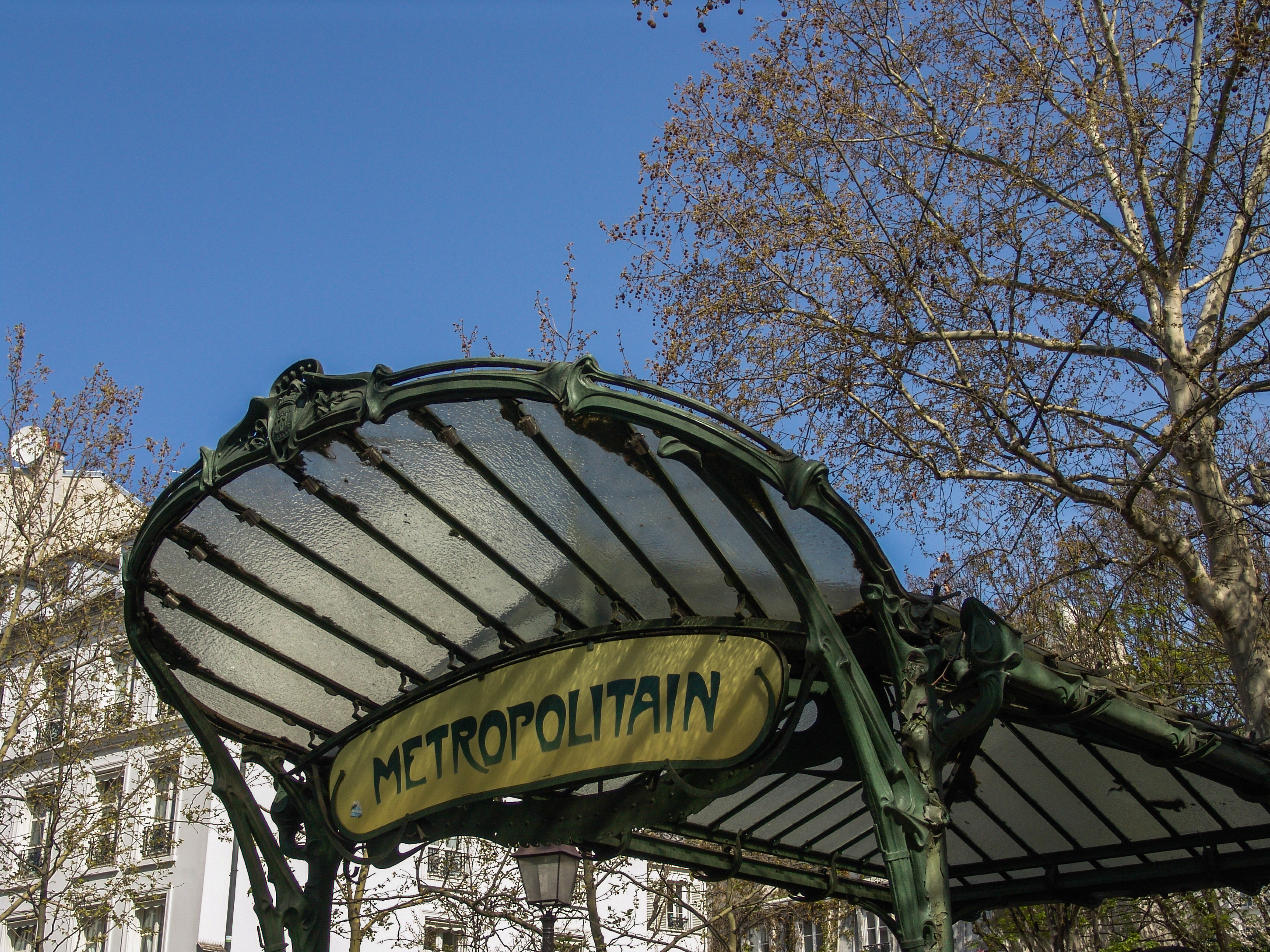
Une entrée de métro dessinée par Hector Guimard à la station Abbesses.

Dans les domaines de l'architecture et des arts décoratifs, la France de la Belle Époque est marquée par l'apogée de l'Art nouveau, un style qui apparaît comme « la première tentative de conciliation entre les aspirations artistiques héritées du passé et les nouvelles réalisations de l'ère industrielle ». Dans le sillage d'Hector Guimard, qui conçoit de nombreux immeubles ainsi que les entrées du métro parisien, une nouvelle génération d'architectes emploient des matériaux industriels comme le fer ou le verre, faciles à travailler et peu onéreux.
Les arts décoratifs adoptent les motifs végétaux mis en avant par l'Art nouveau pour créer des objets utilitaires (mobilier, vaisselle) traités comme des œuvres d’art, sous l'impulsion notamment d'Émile Gallé et de l'École de Nancy, du céramiste Alexandre Bigot ou du joaillier René Lalique. Par ailleurs, Paris devient la capitale de la mode féminine, autour de couturiers comme Paul Poiret, Jean-Philippe Worth, Jeanne Paquin ou Mariano Fortuny y Madrazo.

#### Théâtre et autres arts de la scène

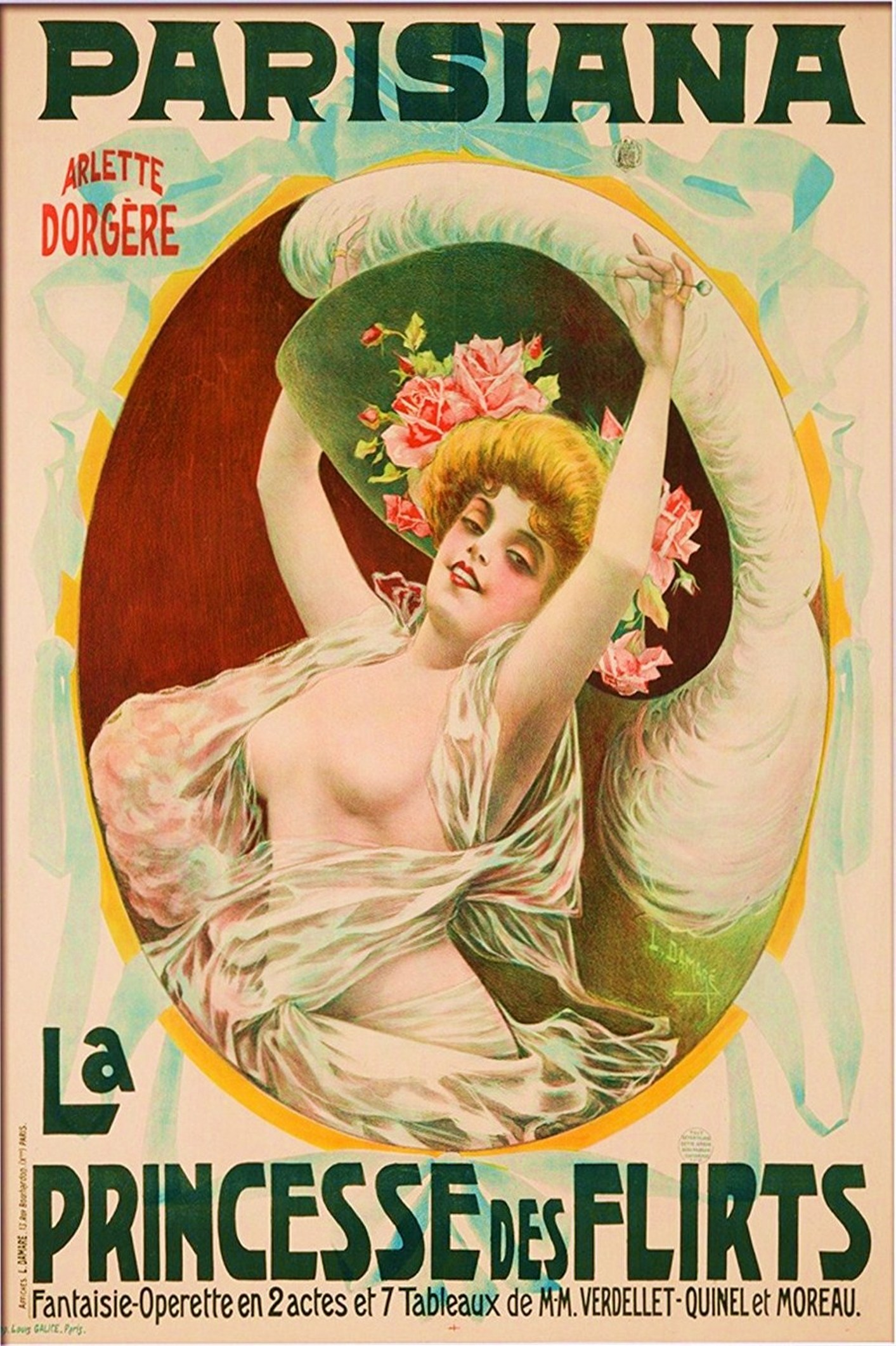
La comédienne Arlette Dorgère en tête d'affiche dans la fantaisie-opérette, La Princesse des Flirts (1906).

Le théâtre connaît une période faste : le nombre de salles augmente considérablement entre 1860 et 1913 et le théâtre s'adresse désormais à un large public. Le succès de certaines pièces assure une gloire authentique aux auteurs comme aux comédiens : Sarah Bernhardt est considérée dans le monde entier comme la reine des comédiennes, et l'auteur de Cyrano de Bergerac, Edmond Rostand, reçoit la Légion d'honneur devant l'enthousiasme que soulève son œuvre. Paul Claudel, qui « conçoit son œuvre comme un témoignage spirituel et engagé », multiplie les succès.
Alors que la Comédie-Française propose un théâtre ambitieux dans des salles de haut rang comme l'Odéon et le théâtre Antoine, d'autres scènes font la part belle à des genres populaires comme le théâtre de boulevard et le vaudeville, dont des auteurs remarquables comme Georges Feydeau s'assurent une très grande fortune. Tristan Bernard et Georges Courteline s'affirment également comme des références du théâtre comique.

Œuvres du peintre Jean Béraud sur le thème du théâtre à la Belle Époque.
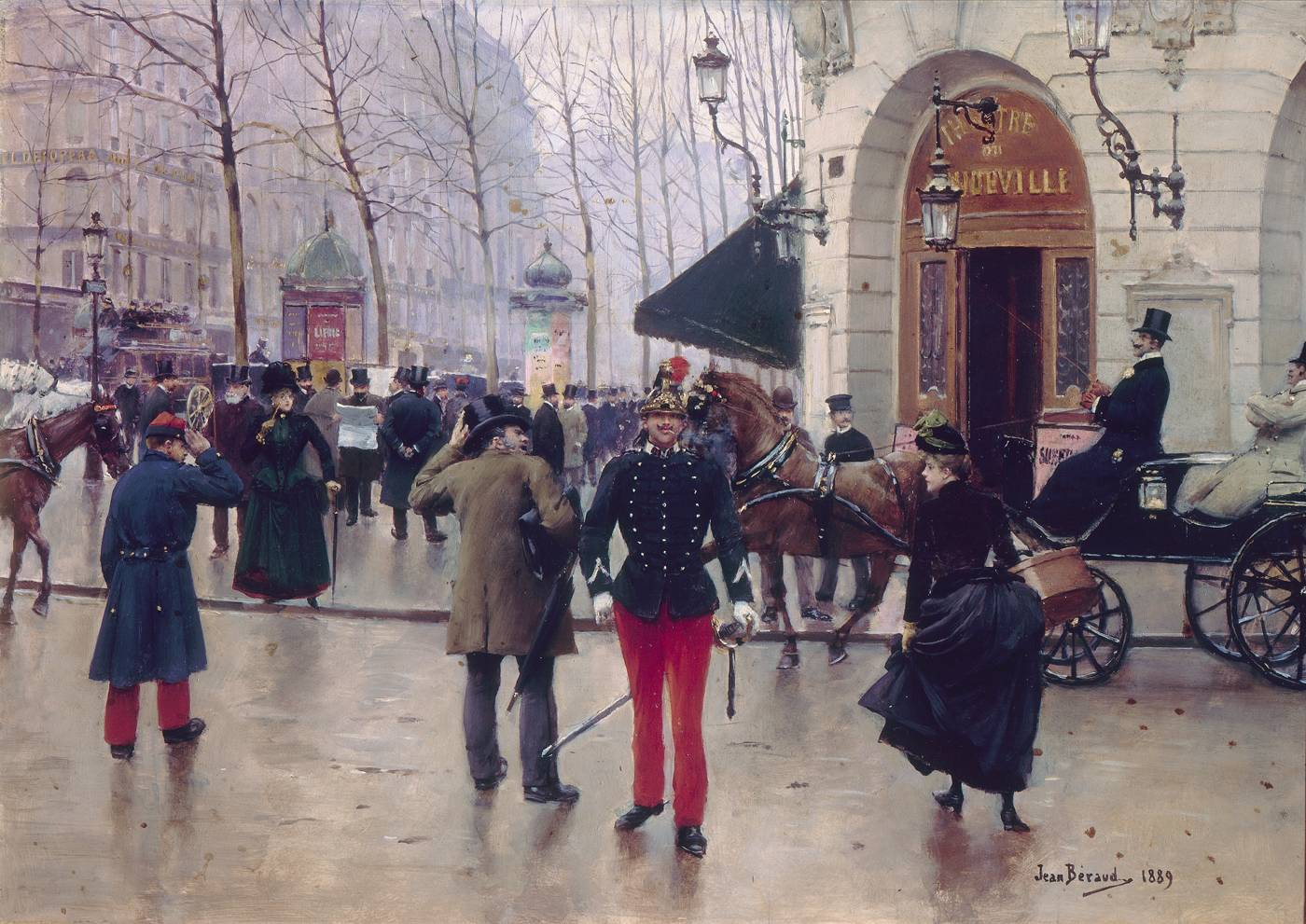
Le théâtre du Vaudeville, 1889.
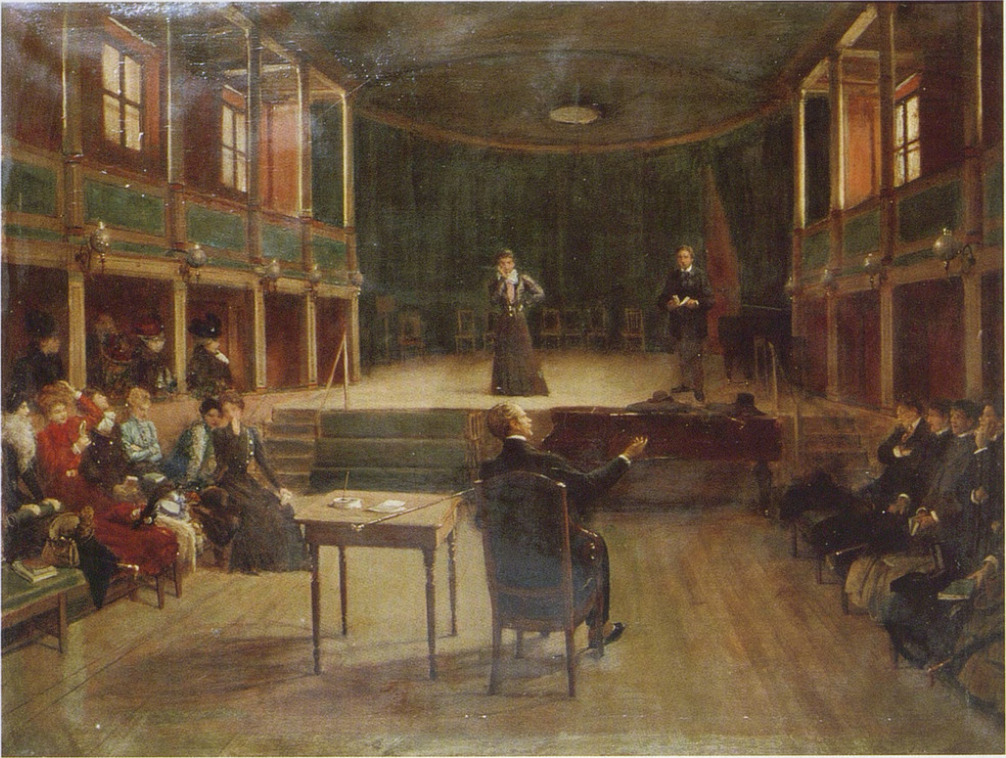
La classe de Le Bargy au Conservatoire, 1899.
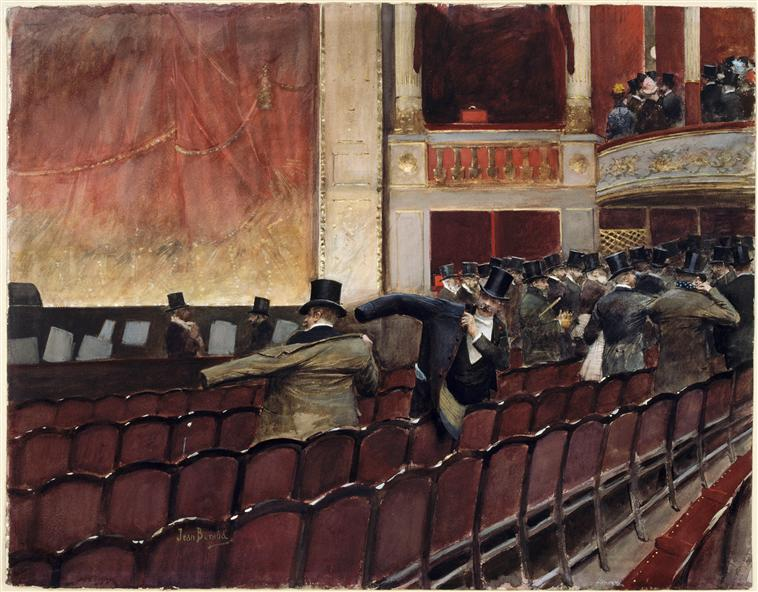
La sortie de théâtre, vers 1900.

#### Musique qui rompt avec le passé
« Chaque époque a ses grands excitants, ses sujets dominants d'intérêt […]. Or le grand excitant de cette époque, ce fut la musique — de cette époque presque religieuse à l'égard du beau, que nous avons vécue au temps de notre jeunesse. »

— Paul Valéry
La vie musicale française est d'une très grande richesse mais reste concentrée sur Paris, reflétant autant le rayonnement international de la « Ville Lumière » que la centralisation politique, administrative et culturelle de la France. Michel Winock affirme que la France de la Belle Époque « voue une sorte de culte » à la musique, comme en témoigne l'exposition universelle de 1900 : entre avril et novembre, outre la trentaine de concerts officiels, 360 séances de musique symphonique sont données, et près de 1 200 représentations d'opéra,.

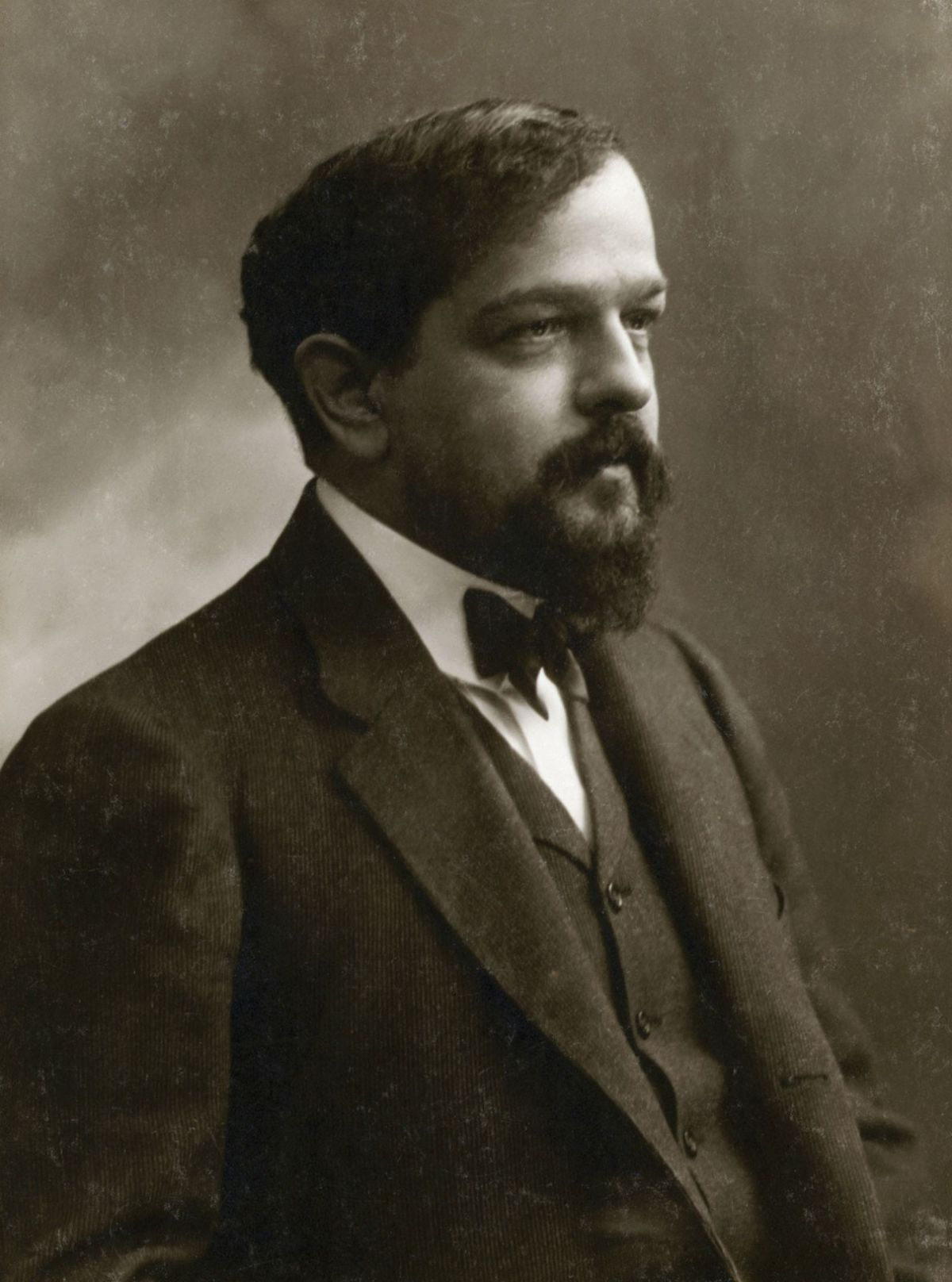
Claude Debussy, compositeur phare de la Belle Époque.

Les premières années du XXe siècle sont marquées par la prépondérance en matière de création musicale. Gabriel Fauré et Camille Saint-Saëns figurent parmi les principaux compositeurs de cette époque, tandis que Jules Massenet accumule les triomphes avec ses opéras Sapho (1897), Cendrillon (1899) et Le Jongleur de Notre-Dame (1902). En parallèle, une nouvelle esthétique musicale se développe, dans le sillage de Claude Debussy dont les compositions, influencées par les musiques orientales, suscitent l'incompréhension de la critique tout autant qu'elles séduisent les jeunes mélomanes. Son opéra Pelléas et Mélissande, dont la première a lieu en 1902, est joué dans le monde entier. À la même période, Maurice Ravel rencontre ses premiers succès et se distingue par un certain éclectisme tout autant que par sa grande fécondité.

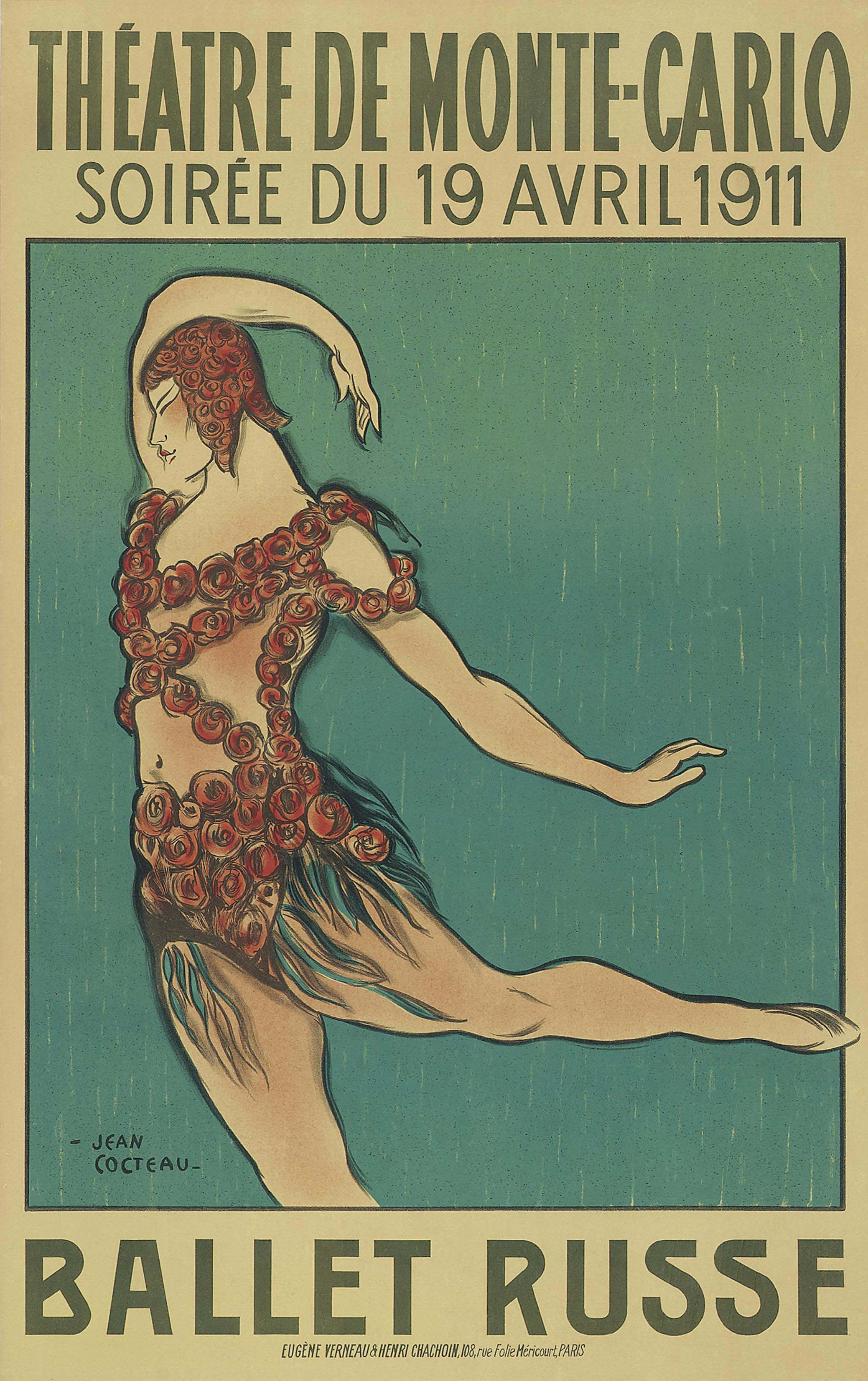
Affiche de Jean Cocteau pour la création du Spectre de la rose par les Ballets russes.

De même qu'en peinture, le Paris de la Belle Époque attire compositeurs et musiciens du monde entier. Serge de Diaghilev fonde les Ballets russes, compagnie dans laquelle se distingue le danseur Vaslav Nijinski et dont la première saison a lieu au théâtre du Châtelet en 1909. Le compositeur Igor Stravinsky acquiert une immense renommée dans les années qui précèdent la Première Guerre mondiale. Son ballet L'Oiseau de feu est joué pour la première fois à l'Opéra de Paris en 1910, et trois ans plus tard, Le Sacre du printemps déclenche le scandale : d'abord rejetée par le public et par la critique, tout en étant défendue par quelques intellectuels comme Guillaume Apollinaire, l'œuvre rencontre finalement le succès et s'impose comme l'une des plus importantes de l'histoire musicale du XXe siècle,. Paris accueille également des compositeurs espagnols comme Isaac Albéniz, Enrique Granados et Manuel de Falla. Le pianiste Ricardo Viñes est l'un des interprètes majeurs de cette époque et contribue à faire connaître les grandes œuvres créées à Paris dans toute l'Europe et l'Amérique latine.
Les grands salons parisiens donnent le ton de cette intense vie artistique, comme ceux de la comtesse Greffuhle, des princesses de Polignac et de Cystria, de Misia Sert ou encore de Madame de Saint-Marceaux. Les premiers festivals de musique se développent dans le sud de la France, au théâtre antique d'Orange pour les Chorégies et aux arènes modernes de Béziers, où Fernand Castelbon de Beauxhostes monte des spectacles grandioses, tels la Déjanire de Camille Saint-Saëns (1897), Parysatis (1902) ou l'Héliogabale de Déodat de Séverac (1910).

### Progrès, découvertes scientifiques et technologies nouvelles
Selon l'historien Jean-Marie Mayeur, la France connaît entre 1896 et 1913 une deuxième révolution industrielle, qui s'appuie sur le développement de l'automobile et de l'électricité. De nouvelles industries de pointe, hautement innovantes, se développent alors. En Europe comme aux États-Unis, le nombre de brevets croît fortement. Comme le souligne l'historien François Jarrige, « l'alliance de l'électricité, de la chimie organique et du moteur à explosion annonce l'avènement d'une nouvelle ère ».

#### Sciences et techniques

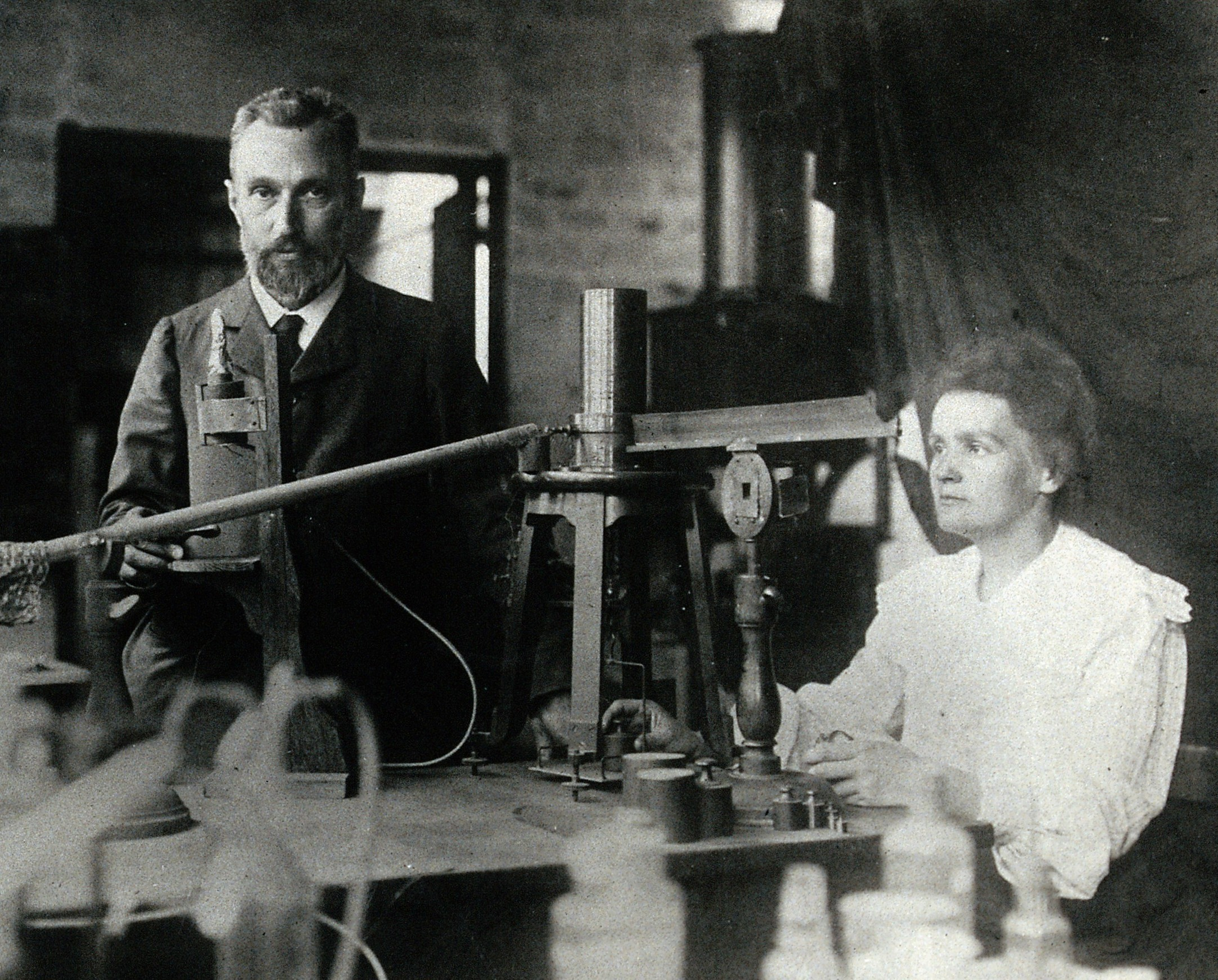
Pierre et Marie Curie dans leur laboratoire, vers 1904.

Dans le domaine des sciences, l'historien Dominique Lejeune présente la Belle Époque comme celle d'un « scientisme triomphant », l'état d'esprit de foi optimiste en la science se diffusant assez largement au sein de la société dans les premières années du XXe siècle, mais il rappelle également que dans le sillage du philosophe Henri Bergson, qui devient le maître à penser d'une large part de l'élite intellectuelle française, apparaît une critique du scientisme au profit de « l'exaltation de l'intuition », tout autant qu'une « protestation contre l'esprit fin de siècle, un constat de faillite de la science ».
Si les travaux de recherche et les découvertes se multiplient sur le plan international, la France n'est pas en reste : entre 1901 et 1913, les scientifiques français reçoivent deux prix Nobel de physique et trois de chimie. Les découvertes de la radioactivité par Henri Becquerel en 1896 puis du radium par Pierre et Marie Curie en 1898 entraînent une révolution dans les domaines de la physique, de la médecine ou de la chimie : « l'explication newtonienne du monde, la géométrie euclidienne, le déterminisme mathématique, sur lesquels vivait encore le XIXe siècle savant, s'effondrent ». Les recherches entreprises à l'étranger se diffusent également en France : le physicien Paul Langevin y introduit notamment la théorie de la relativité d'Albert Einstein, tandis que les progrès de la télégraphie sans fil bénéficient largement des travaux d'Édouard Branly.
Les progrès techniques permettent à la France d'accélérer sa transition économique et industrielle. Aux industries anciennes que sont le textile, le charbon et la sidérurgie viennent s'ajouter de nouveaux secteurs dynamiques comme la chimie, la production d'aluminium et l'électricité. Après l'ouverture des Écoles nationales supérieures d'arts et métiers de Lille en 1900, de Cluny en 1901 et de Paris en 1912, la figure de l'ingénieur se développe en même temps qu'apparaît une nouvelle élite scientifique et commerciale qui renforce les liens entre science et industrie. Sous l'impulsion d'Alexandre Millerand, ministre du Commerce et de l'Industrie entre 1899 et 1902, de nouvelles structures sont créées pour encourager l'innovation, comme le Laboratoire national d'essais du CNAM et l'Office national de la propriété intellectuelle. En dehors des grands laboratoires scientifiques, l'historien Arnaud-Dominique Houte affirme que « l’époque semble surtout propice aux bricoleurs et inventeurs qui incarnent une forme de génie national, par opposition aux structures réputées pesantes et hiérarchisées de la science allemande ».

#### Automobile et aéronautique

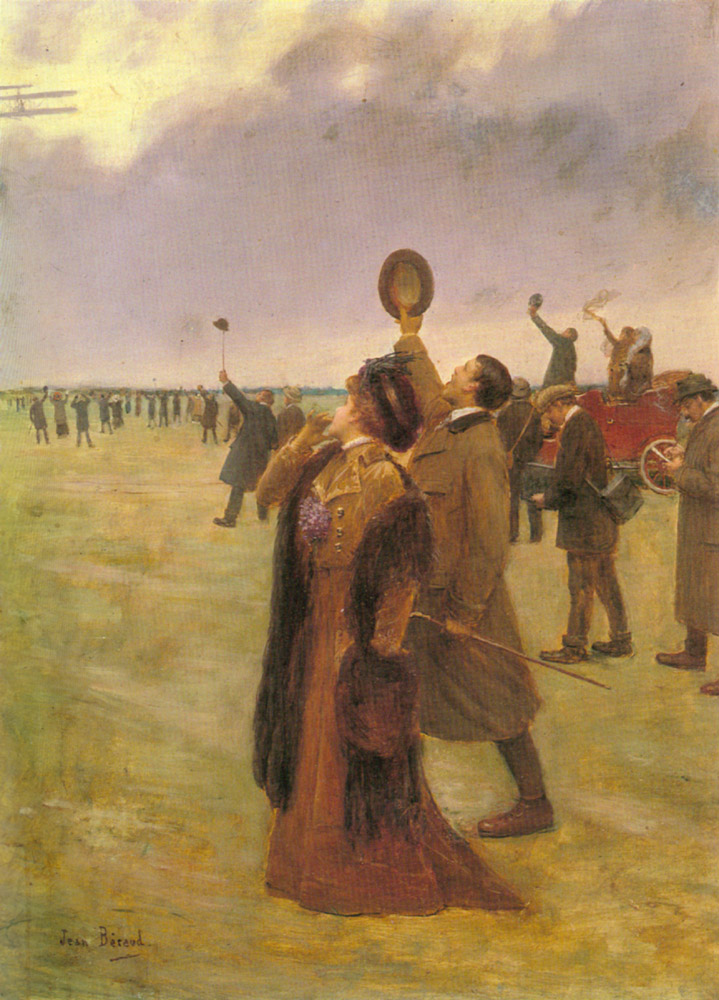
Envol d'un biplan type Wright, tableau de Jean Béraud, vers 1909.

Pionnière de l'industrie automobile, la France demeure la premier producteur européen et le premier exportateur mondial jusqu'en 1914. La production française de véhicules est multipliée par 20 entre 1900 et 1913, pour atteindre 45 000 voitures en une année. Comme le soulignent Jean Garrigues et Philippe Lacombrade, l'industrie automobile « profite à plein des structures artisanales de la production française, car elle s'appuie sur le savoir-faire de petites unités maîtrisant les techniques de pointe ». L'industrie automobile française est portée par des entrepreneurs de pointe comme Louis Renault, qui obtient notamment le marché des taxis parisiens et londoniens. Pour autant, la production est dispersée : d'une trentaine de constructeurs au début du siècle, la France passe à 155 sociétés avant la Première Guerre mondiale, parmi lesquels Berliet, Citroën, Peugeot, Panhard et Levassor.

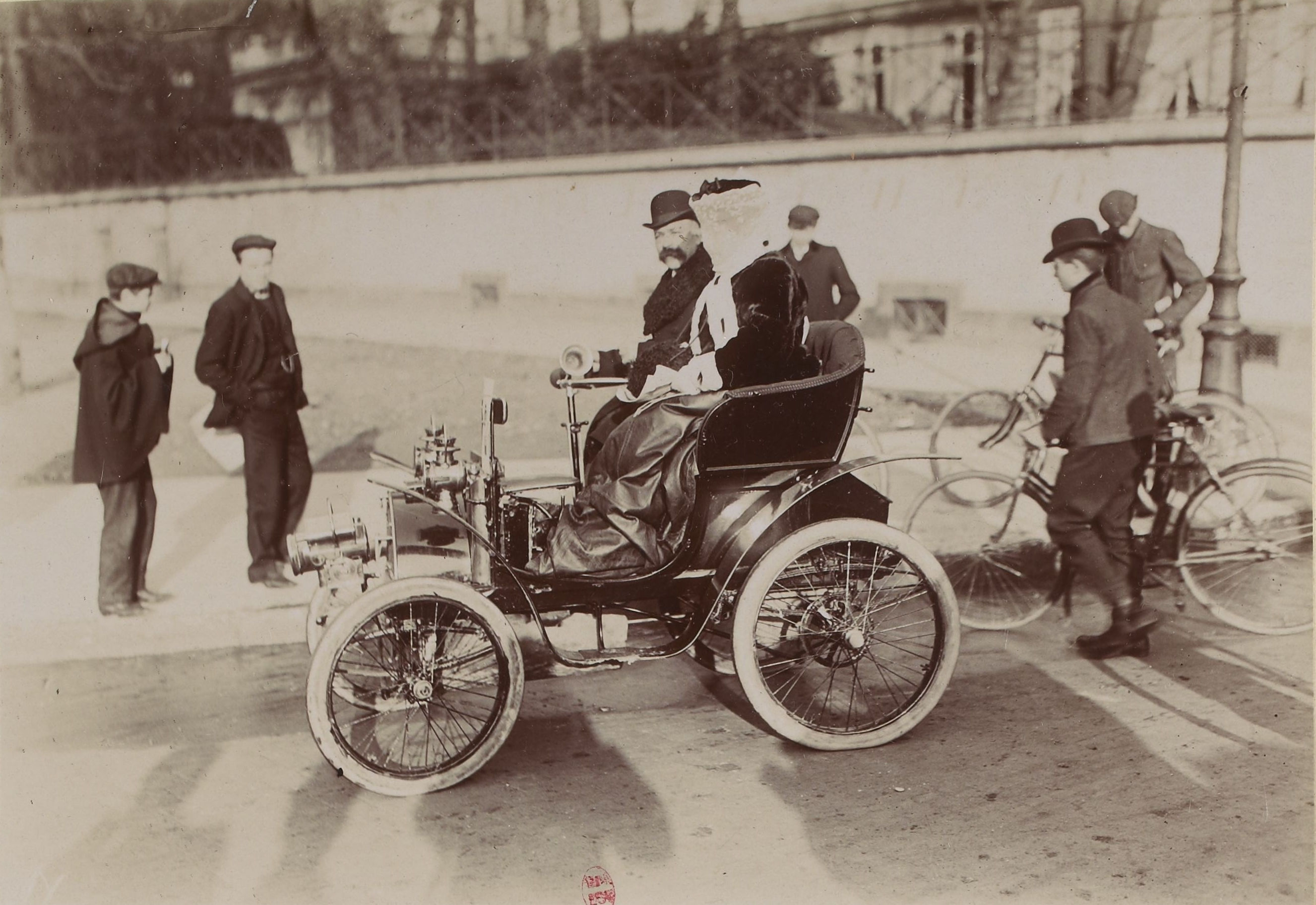
Une voiture Renault en 1906 ou 1907.

D'abord vue comme un produit de luxe, l'automobile se diffuse plus largement à mesure que son prix baisse. Le premier salon de l'automobile est organisé à Paris en 1898, cependant que se développent une presse spécialisée (L'Auto) et des associations consacrées, comme l'Automobile Club de France, encourageant la création des premières courses. Ces grandes compétitions automobiles contribuent à la renommée et au prestige de la production française. Dans le même temps, l'usage de l'automobile comme moyen de tourisme se répand : les premières cartes Michelin au 1/200 000 sont éditées dans les années 1910, tandis que les routes des Alpes et des Pyrénées sont desservies par des compagnies d'autocar.
Dans l'aéronautique, qui conserve « un caractère d'aventure sportive » selon Dominique Lejeune, certaines découvertes comme celles de Clément Ader et des frères Wright permettent aux aviateurs d'accomplir de nombreux exploits, comme la première traversée de la Manche par Louis Blériot en 1909 et celle de la Méditerranée par Roland Garros en 1913. Comme dans la filière automobile, l'industrie aéronautique française est dispersée, avec près d'une centaine d'entreprises, dont les plus renommées sont Blériot et Breguet.

#### Cinéma
En 1895, les frères Lumière déposent le brevet du cinématographe, un « appareil servant à l'obtention et à la vision des épreuves chronophotographiques ». À la fin de cette même année, la première séance publique payante se déroule à Paris, au Salon indien du Grand Café. Si l'incendie du Bazar de la Charité, en 1897, met un frein à l'expansion du cinéma, celle-ci reprend de plus belle dans les années qui suivent, au point que le cinéma apparaisse comme l'une des principales attractions de l'exposition universelle de 1900. En 1899, Georges Méliès réalise 33 films et domine la production en artiste, apportant des innovations sur le plan de la mise en scène et des truquages. Le cinéma devient une industrie et évolue peu à peu des scènes de la vie réelle vers le vaudeville, la féérie et le grand spectacle, avec la création des premiers films dramatiques, fantastiques ou de science-fiction,. Des hommes comme Charles Pathé et Léon Gaumont créent leur propre société de cinéma et font construire de nouvelles salles richement décorées, comme le Gaumont-Palace. En 1909, Pathé Journal devient le premier journal d'actualités hebdomadaires diffusé sur grand écran.

Les débuts du cinéma.
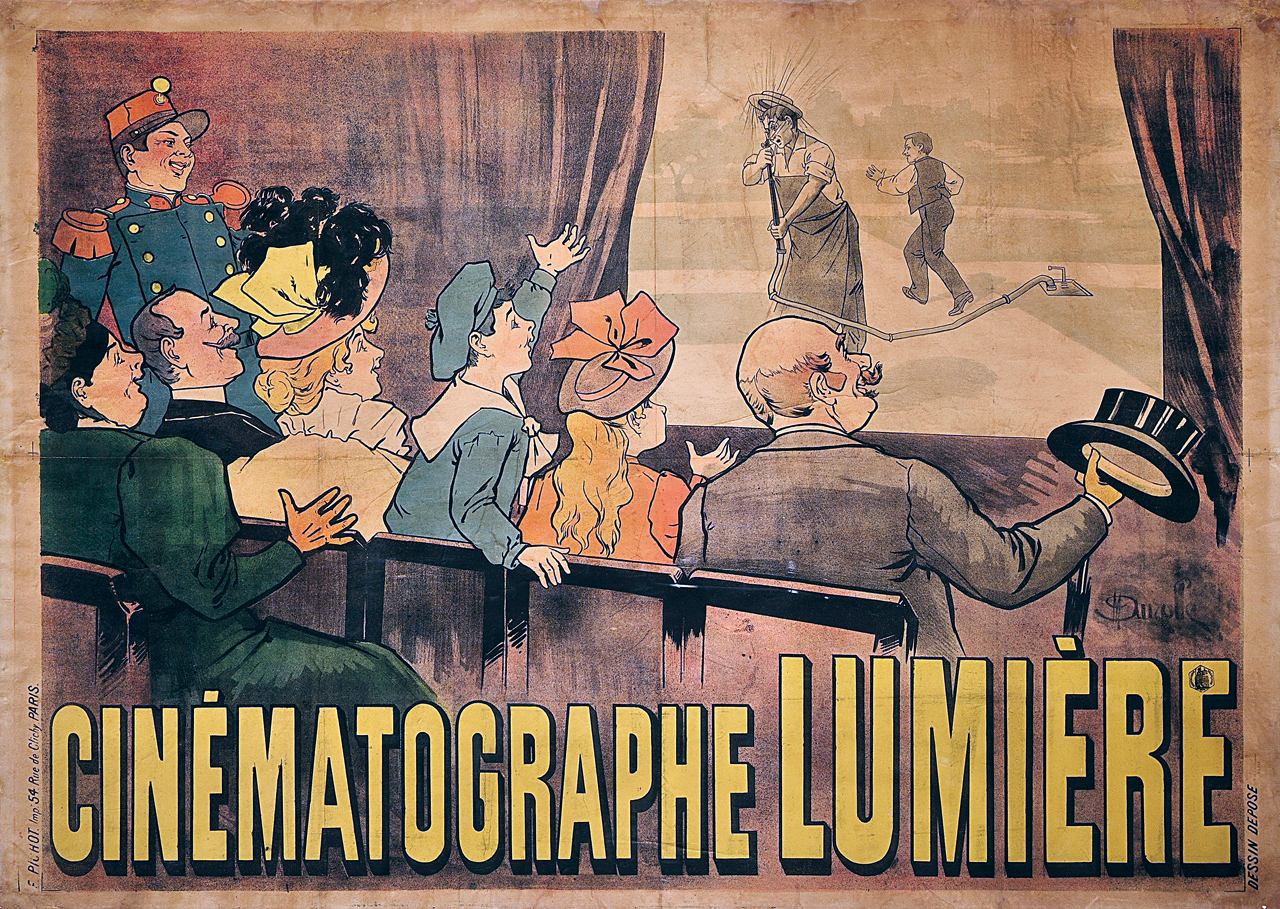
Affiche pour L'Arroseur arrosé, en 1896.
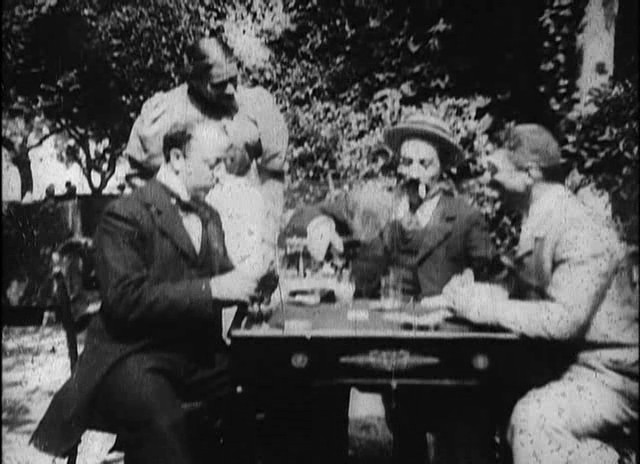
Une partie de cartes, premier film de Georges Méliès, en 1896.
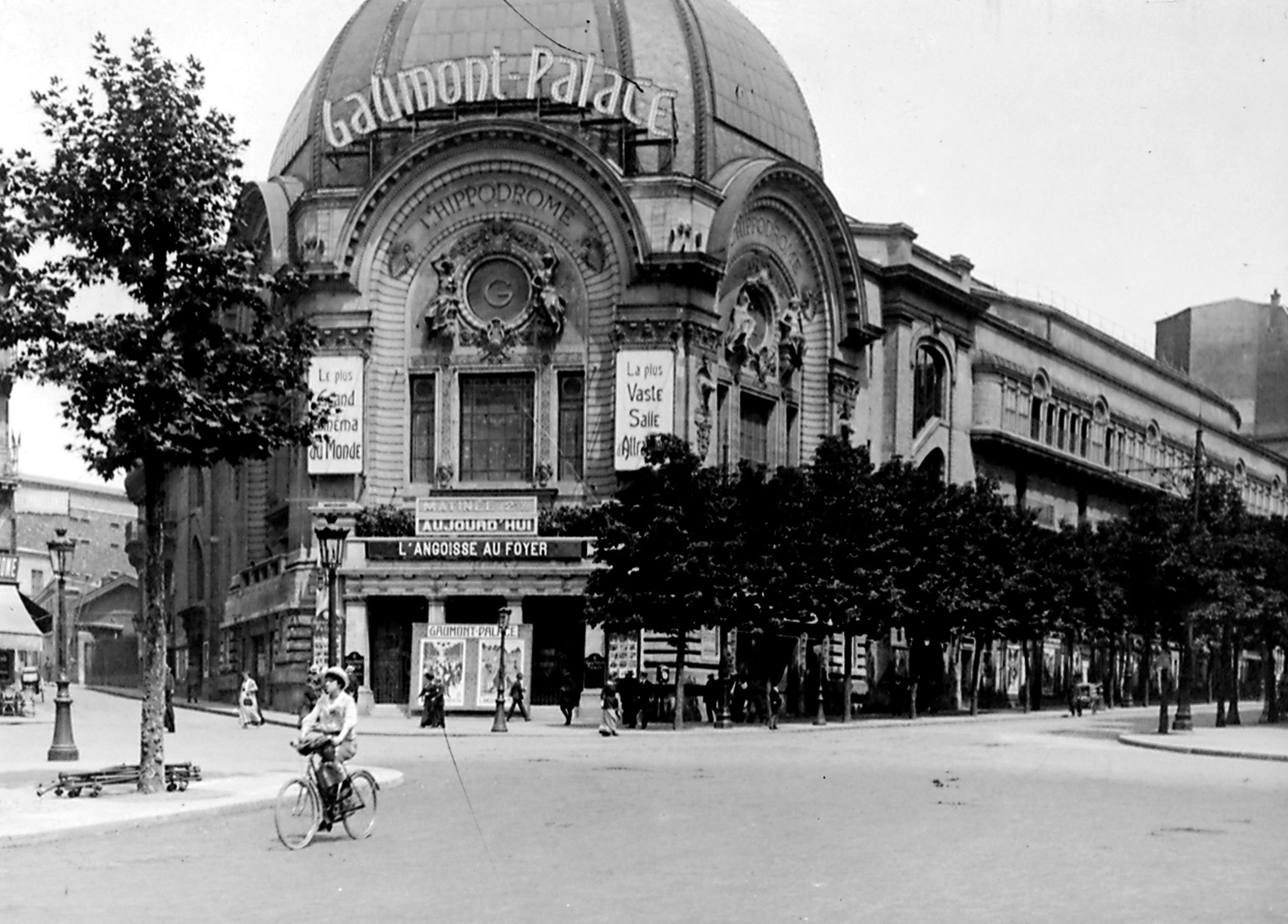
Le Gaumont-Palace, dans les années 1910.

### Développement de la pratique sportive et des loisirs

#### Pratique sportive et culte du grand air

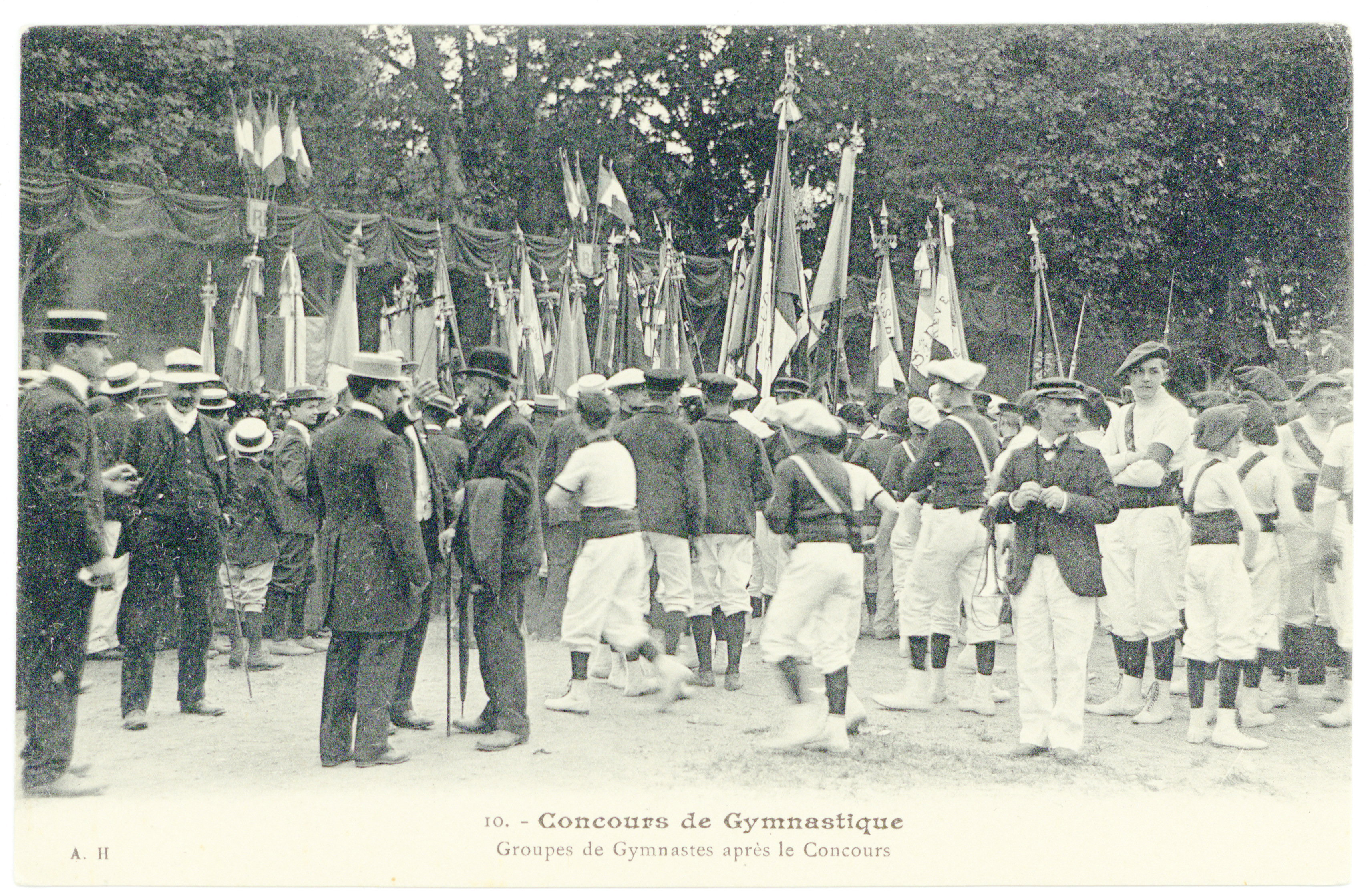
Un concours de gymnastique organisé par la FGSPF en 1907.

La pratique du sport, plus tardive en France que dans les pays voisins, se répand massivement à la Belle Époque, encouragée par la loi du 1er juillet 1901 sur les associations : sur l'ensemble du territoire national, il y a deux fois plus d'associations sportives en 1907 qu'en 1902, et leur nombre est multiplié par trois entre 1907 et 1913. Les sociétés de jeux traditionnels foisonnent, tout comme les sociétés vélocipédiques, les cercles, clubs et associations de culture physique, de natation, de gymnastique, de tir et de préparation militaire. L'encouragement de la pratique sportive au début du XXe siècle n'a pas seulement une visée sanitaire et ludique : la préparation des corps revêt parfois des allures paramilitaires et patriotiques.
À titre d'exemple, plusieurs circulaires sont publiées par le ministère de l'Instruction publique en 1907 pour encourager la création de sociétés scolaires de tir. Parmi les nombreuses fédérations créées à cette époque, la Fédération gymnastique et sportive des patronages de France (FGSPF), fondée en 1898, rencontre un certain succès, avec près de 1 500 sociétés affiliées en 1914, et participe de ce que l'historien Pierre Arnaud définit comme la seconde phase du nationalisme sportif, un nationalisme affinitaire dans l'union symbolique autour du patriotisme défensif, après le nationalisme conscriptif, patriotique et revanchard des débuts de la Troisième République,. De grandes compétitions de gymnastique sont organisées, comme autant de fêtes patriotiques.

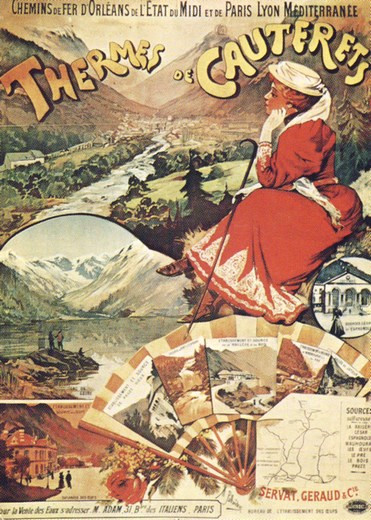
Une affiche vantant le thermalisme à Cauterets.

À cette époque, le sport est d'abord pratiqué par les bourgeois et les aristocrates, qui ont à la fois du temps libre pour les loisirs et les moyens financiers d'acheter des tenues de sport, tandis que la pratique sportive se diffuse lentement vers les classes populaires jusqu'à la Première Guerre mondiale, l'accès à l'éducation et le brassage social imposé par le service militaire jouant un rôle en ce sens. C'est le cas des sports individuels comme des sports collectifs, tel le rugby.
Ainsi, la pratique du sport se répand d'abord massivement parmi les classes aisées de la société, cependant que se développe un certain culte du grand air et de la nature, l'élite mondaine française prenant modèle sur le mode de vie anglo-saxon. Bourgeois et aristocrates se tournent vers le sport, la promenade et les bains de mer, considérés par la médecine comme des remèdes thérapeutiques. C'est l'âge d'or des stations balnéaires de la côte normande (Cabourg, Deauville, Dieppe), bretonne (Dinard) et atlantique (Arcachon), mais également des stations thermales,,,, dont les plus fréquentées se situent principalement au centre de l'Auvergne (Vichy, Châtel-Guyon), dans le nord-est de la France (Vittel, Plombières-les-Bains), les Pyrénées (Cauterets, Luchon) et la Savoie (Aix-les-Bains, Évian-les-Bains). Dès 1900, la France compte près de 700 000 curistes.
Les associations d'alpinistes rencontrent elles aussi un grand succès, les effectifs du Club alpin français atteignant 7 500 membres avant la guerre. Par ailleurs, les années 1910 marquent l'émergence des premiers mouvements scouts.

#### La naissance du «sport-spectacle»
La Belle Époque est également celle du sport-spectacle, comme en témoignent le développement d'une presse spécialisée et l'organisation d'événements de grande ampleur, comme le premier Tour de France en 1903, la course automobile Paris-Madrid la même année, interrompue avant son terme en raison du grand nombre d'accidents, ou le grand raid Pékin-Paris en 1907. C'est aussi le temps des premières rencontres internationales : l'équipe de France de football dispute son premier match le 1er mai 1904 à Bruxelles, contre la Belgique, tandis que le XV de France affronte la Nouvelle-Zélande le 1er janvier 1906 au Parc des Princes, devant 3 000 spectateurs.
Les Jeux olympiques de 1900, deuxième olympiade de l'ère moderne, sont organisés dans le cadre de l'exposition universelle de Paris, sous la forme de concours internationaux organisés sur cinq mois. Leur succès est limité, ces concours n'étant pas même nommés « Jeux olympiques » ni dans les documents officiels ni sur les affiches de promotion de l'événement.

Développement du sport à la Belle Époque.
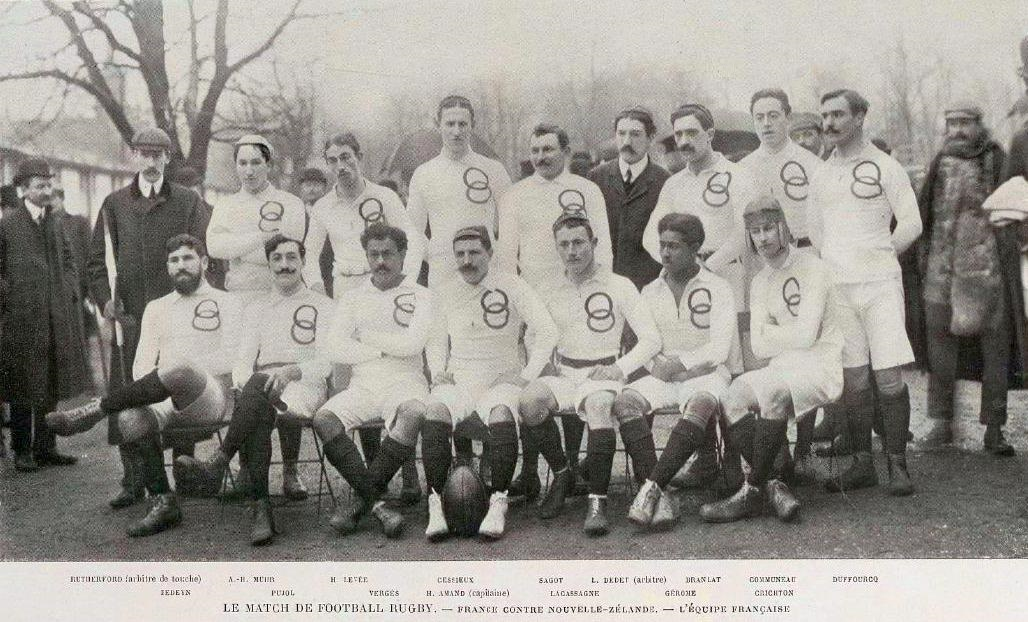
L'équipe de France de rugby avant son match face à la Nouvelle-Zélande, en 1906.
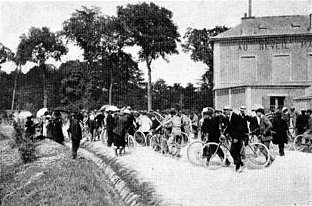
Départ du premier Tour de France en 1903.
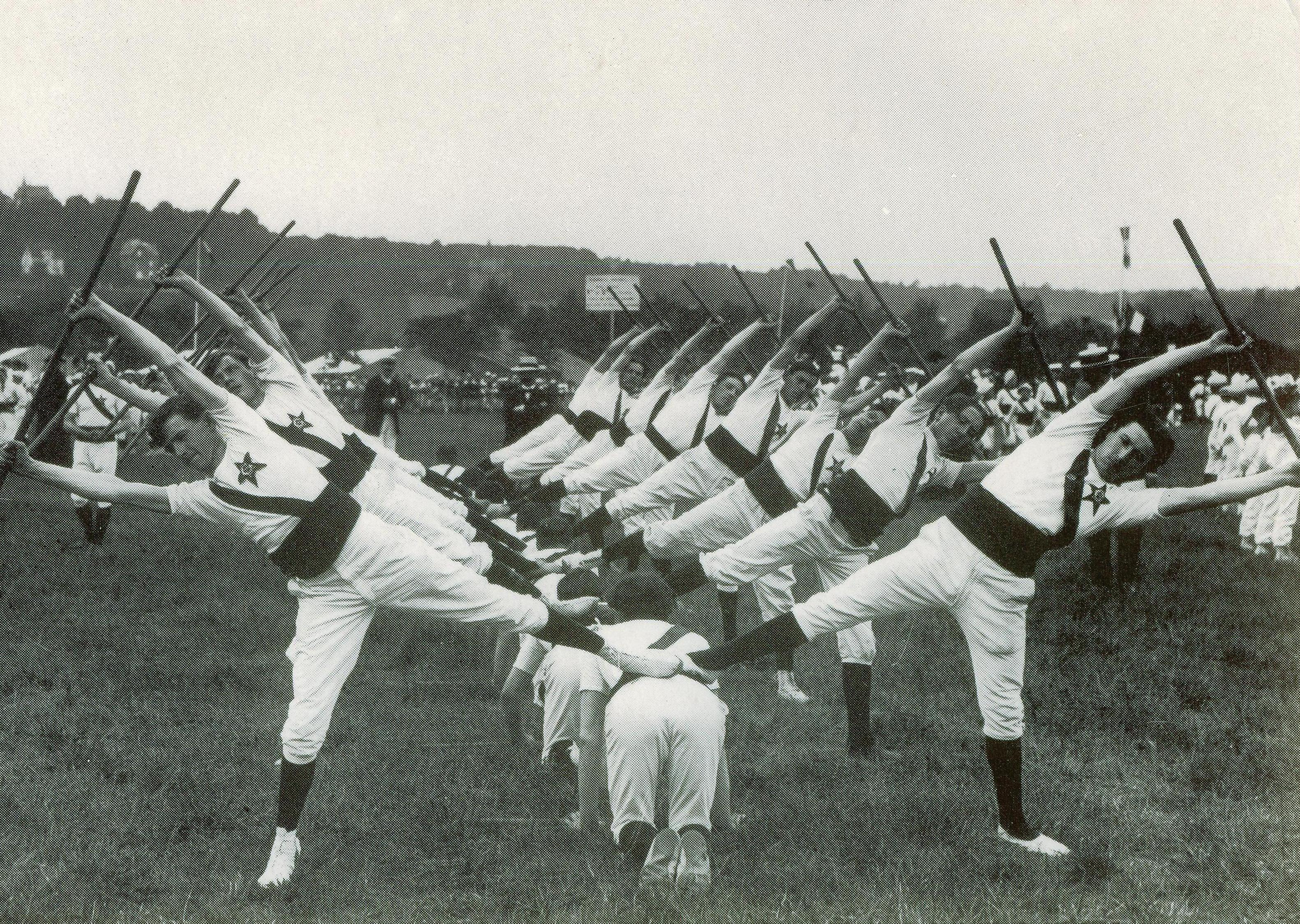
Concours régional de Seine-et-Oise de la FGSPF en 1914.
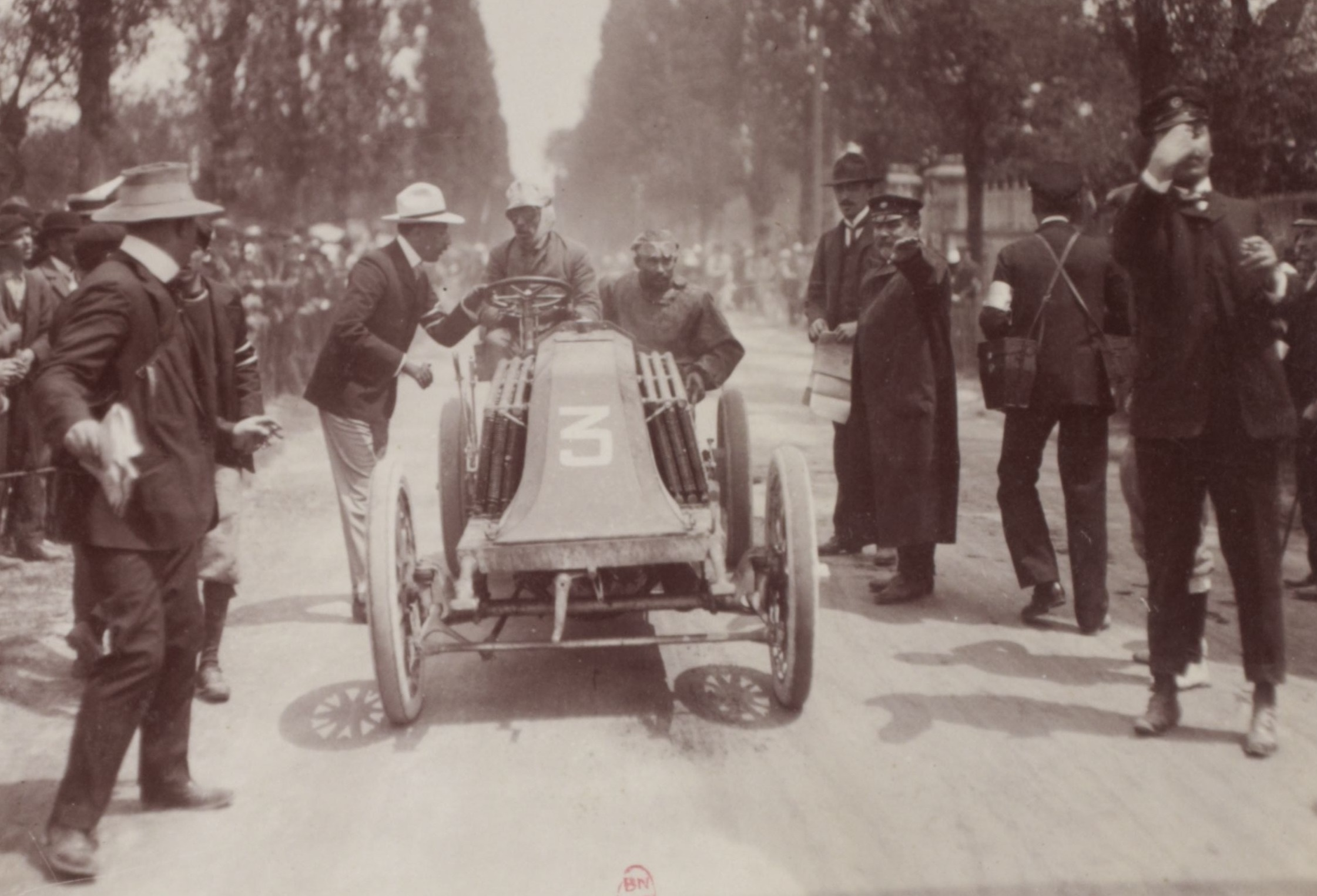
La voiture de Louis Renault sur la course Paris-Madrid.

#### Autres formes de divertissements
Bien que la population française soit encore majoritairement rurale à la Belle Époque, la ville exerce une certaine fascination et, comme le soulignent Pascale Goetschel et Emmanuelle Loyer, « Paris est devenu un lieu privilégié de flânerie pour ses habitants, les provinciaux et les étrangers ». La bourgeoisie se presse aux hippodromes et sur les grands boulevards, tandis que les forêts situées à la périphérie de la capitale, comme le bois de Boulogne ou le bois de Vincennes, voient affluer les promeneurs le dimanche.
Les ouvriers disposent eux aussi de temps supplémentaire pour leurs loisirs, que permet la réduction progressive de la journée de travail et l'obligation du repos hebdomadaire, votée en 1906. Les loisirs individuels, comme la pêche, la colombophilie, le bricolage ou la culture des jardins familiaux, se développent en même temps que les loisirs collectifs : jeux de billard, de cartes, de boules et de quilles dans les cafés, mais également concours de pêche, carnavals, loteries, harmonies, fanfares ou chorales organisés jusque dans les plus petits bourgs,. Pour les historiennes Pascale Goetschel et Emmanuelle Loyer, ces pratiques sont « [les] preuves d'un individualisme croissant comme d'une massification des loisirs », un phénomène encore plus manifeste durant l'entre-deux-guerres.

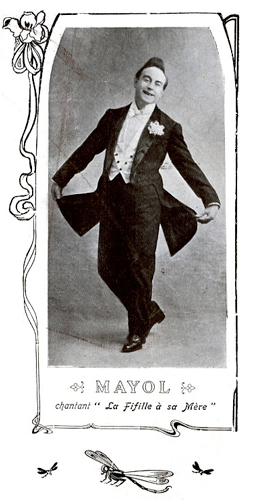
Félix Mayol, chanteur populaire de la Belle Époque.

La culture, d'abord réservée à l'élite, se démocratise largement. De nombreuses formes de spectacle connaissent le succès à la Belle Époque, comme le music-hall et le café-concert, le cirque, mais également les célèbres revues des Folies Bergère et du Moulin-Rouge : « Caf'concs luxueux ou bastringues plus populaires attirent les pousseurs d'airs d'opérette, de chansons coquines, de romances sentimentales, de chansons réalistes, coloniales, exotiques ou de refrains patriotiques ». Les airs des artistes les plus célèbres de cette époque, Félix Mayol, Paulus, Dranem, Polaire, Yvette Guilbert, Fréhel, ou encore Jane Avril, sont vendus à la criée à plusieurs centaines de milliers d'exemplaires, mais également reprises par des chansonniers de rue. Les affiches comme les photographies des spectacles sont largement reproduites et annoncent l'ère du vedettariat d'après-guerre. Des chants revendicatifs sont également popularisés, comme L'Internationale, chant révolutionnaire d'Eugène Pottier mis en musique par Pierre Degeyter.

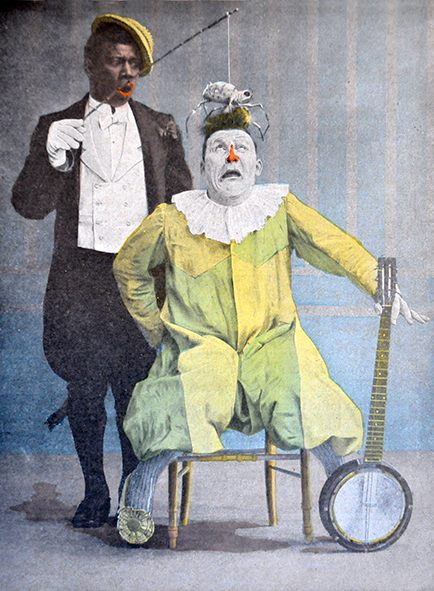
Les clowns Foottit et Chocolat, illustration en couleurs de René Vincent.

Ainsi, le spectacle populaire se diffuse à Paris, où règne encore le théâtre bourgeois. De petites salles s'établissent dans les quartiers pauvres et périphériques, où les hommes de cirque attirent les foules, à l'image des célèbres clowns Foottit et Chocolat. La Belle Époque est aussi celle des théâtres d'acrobates et de marionnettes, qui divertissent les enfants. Certains établissements deviennent des hauts lieux du divertissement et proposent au public des spectacles de toutes sortes : des salles comme le Casino de Paris ou l'Olympia présentent tour à tour des spectacles musicaux, mais également du patinage, des bals et des projections cinématographiques.
La multiplication des lieux de spectacle s'accompagne du développement de nouveaux lieux de divertissement permis par l'utilisation de l'électricité. Les attractions foraines se modernisent et prennent exemple sur le Luna Park, inspiré des parcs d'attractions américains, ou la Foire du Trône, véritable institution parisienne.
Le développement des spectacles populaires n'est pas le fait de la seule capitale : dans les villes de provinces, même les plus petites, des kiosques à musique et des salles de bal sont construits.

### Paris, «Ville Lumière» en pleine mutation

#### L'exposition universelle de 1900
« L'Exposition de 1900 fut une merveille. Le Champ-de-Mars avait son château d'eau et ses fontaines lumineuses qui, le soir, transformaient cette partie de l'Exposition en une véritable féerie, les quais de la rive gauche de la Seine étaient occupés par les palais des nations, chacun dans son architecture nationale. »

— Jeanne Bouvier, Mes mémoires

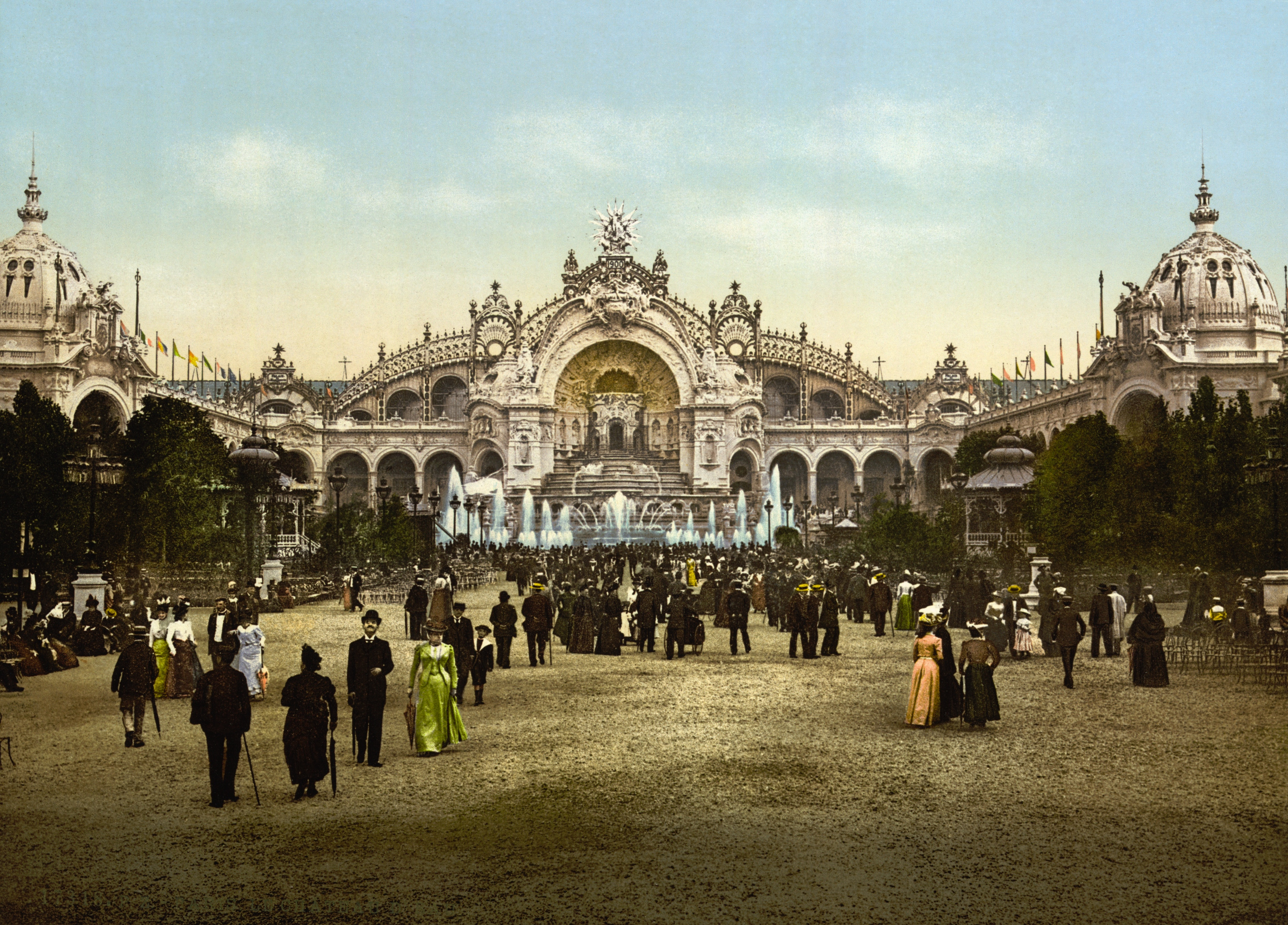
L'Exposition universelle de Paris, en 1900.

L'exposition universelle de 1900 est organisée à Paris onze ans seulement après celle de 1889, marquée par l'inauguration de la tour Eiffel. Voulue comme la synthèse et le bilan d'un siècle de prodigieux efforts scientifiques et économiques, elle célèbre la modernité de la France et son renouveau économique. Organisée pendant deux-cents jours, elle rassemble environ 83 000 exposants et près de 50 millions de visiteurs venus du monde entier. Dans son discours d'inauguration, le ministre du Commerce et de l'Industrie Alexandre Millerand célèbre les progrès du siècle qui s'achève : « Nous avons vu les forces de la nature s’asservir et se discipliner ; la vapeur et l’électricité, réduites au rôle de servantes dociles, ont transformé les conditions de l’existence. »

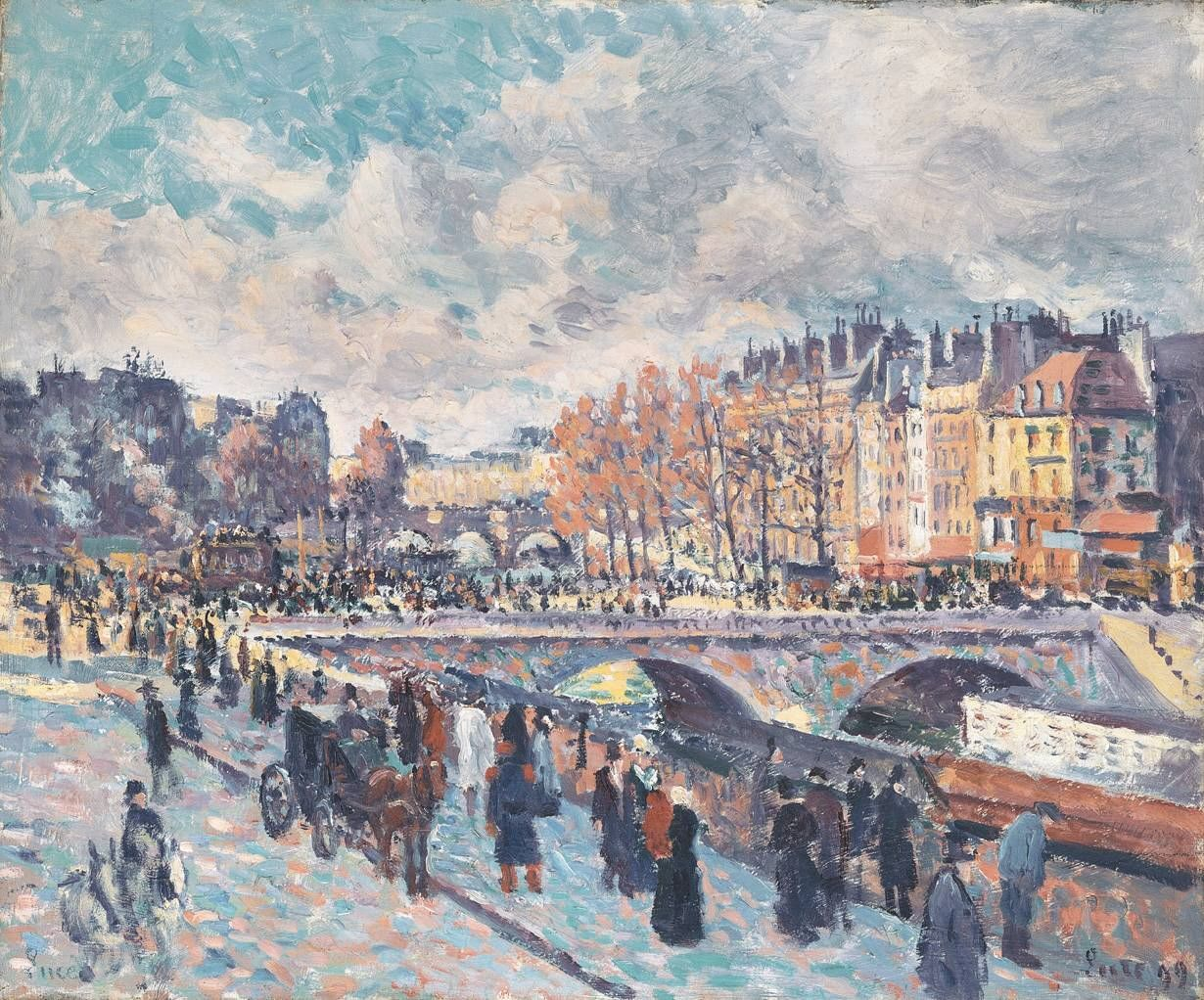
Les Quais de la Seine, tableau de Maximilien Luce, en 1899.

L'exposition universelle laisse une empreinte sur la ville de Paris. Outre l'agrandissement de nombreux hôtels pour accueillir les visiteurs, les Invalides et les Champs-Élysées sont reliés par le nouveau pont Alexandre-III, en acier moulé, et l'avenue Nicolas-II, de part et d'autre de laquelle sont édifiés le Grand Palais et le Petit Palais. La gare d'Orsay est elle aussi construite pour l'événement,.
L'exposition consacre l'électricité, à travers un palais qui lui est entièrement dédié, illuminé par plus de 10 000 lampes. La première ligne du métro de Paris, entre la porte de Vincennes et la porte Maillot, est inaugurée le 19 juillet, pendant l'exposition, qui accorde également une large place au cinéma, avec dix-huit emplacements différents qui lui sont dédiés. Symbole parisien de la révolution des transports avec l'automobile, le métro rencontre un grand succès : dès 1900, 48 millions de voyages sont recensés, un nombre qui dépasse 250 millions en 1910.

#### Transformation de la ville

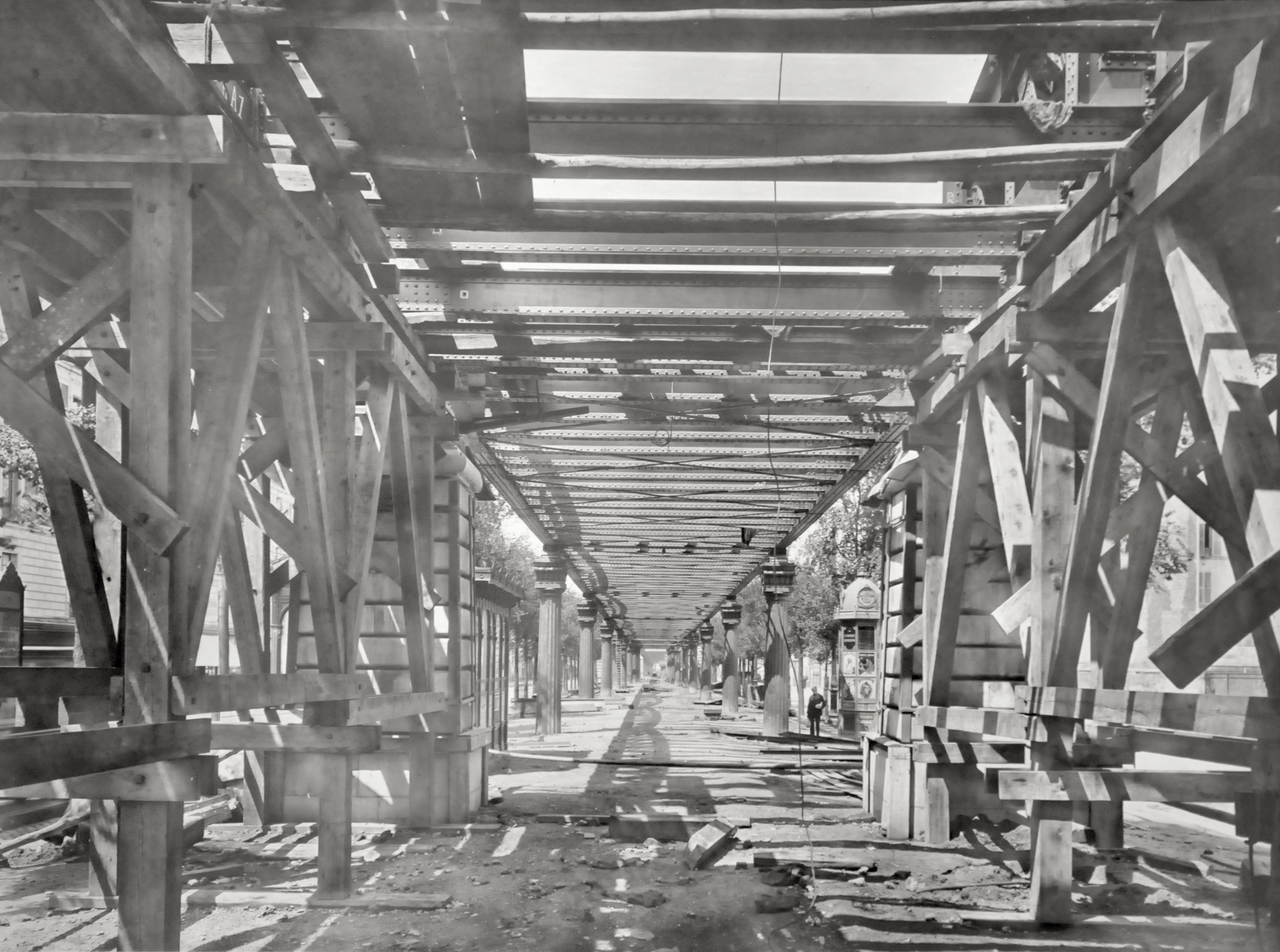
Construction du métro aérien, en 1905.

Le nombre d'habitants à Paris est multiplié par cinq entre 1800 et 1900, ce qui en fait la troisième ville du monde après Londres et New York à l'aube de la Première Guerre mondiale. Cette forte croissance de la population entraîne une extension de l'habitat à Paris et dans sa banlieue qui exige de nouveaux transports, permis par les progrès techniques de la fin du XIXe siècle. Inauguré en 1900, le métro de Paris se développe rapidement avec 63 km de voies en 1909. Le dernier omnibus et le dernier tramway à chevaux disparaissent de la circulation en 1913. L'automobile se diffuse et le lancement du premier autobus en 1905 aboutit l'année suivante à la création de la première ligne régulière entre Montmartre et Saint-Germain-des-Prés.
Outre les transports motorisés, la bicyclette connaît elle aussi un fort développement, consacré par la tenue de grands événements sportifs comme le premier Tour de France en 1903, qui permet à l'industrie du cycle de bénéficier d'une vitrine pour ses différents produits. La démocratisation de ce moyen de transport est fulgurante : en 1913, il faut seulement 357 heures de travail ouvrier pour en acheter une, contre 1 655 heures en 1893. De fait, le nombre de bicyclettes en circulation augmente considérablement, passant d'environ un million en 1900 à 3,5 millions en 1913, ce qui participe à l'émancipation des classes populaires qui voient leur temps de transport diminuer et leur rayon d'embauche s'élargir.
Le développement de l'électricité, tout autant que son rayonnement artistique et culturel, confère à Paris le surnom de « Ville Lumière » : les lampadaires électriques remplacent peu à peu les becs de gaz dans les rues de la ville, tandis que les enseignes lumineuses se multiplient.

## Historiographie
« Il existe deux clichés sur les années de la « Belle Époque » : l'un est que ce fut une belle époque ; l'autre est que cette époque prétendue belle ne fut pas belle du tout, en tout cas certainement pas pour tout le monde. »

— Michel Winock, La Belle Époque
C'est dans les années 1950 que l'imaginaire de la Belle Époque, considérée en tant que période historique, se répand largement. Selon Dominique Kalifa, dans le contexte international d'après-guerre où la France devient une puissance secondaire, « la République triomphante de la Belle Époque, à la fois radicale, dreyfusarde, parlementaire, anticléricale et coloniale, constitue un référent de premier ordre pour ressourcer un régime que Vichy et la Collaboration ont mis à mal ». Célébrer la France du début du XXe siècle tend alors à rassurer la population en rappelant sa grandeur, son rôle et son rayonnement culturel à cette époque. Le nombre d'ouvrages consacrés à la séquence se multiplie, qu'il s'agisse de livres « d'histoire anecdotique et pittoresque » comme La France de M. Fallières, de l'historien Jacques Chastenet en 1949, d'études historiques centrées sur le triomphe de la Troisième République ou bien d'ouvrages biographiques, de mémoires et de souvenirs. Les images de la Belle Époque intègrent les manuels scolaires et la première exposition dédiée à la période est organisée à Bordeaux en 1957. La production cinématographique n'est pas en reste avec près de soixante films consacrés entre 1943 et 1960.
Dans les années 1960, la Belle Époque n'est plus un imaginaire de référence, principalement sous l'effet des transformations voulues par le président Georges Pompidou pour la capitale : « Cette France moderne, libérée de sa ville-musée et de son fardeau colonial, tourne le dos à la nostalgie d'un passé ringard ». Dans le même temps, les travaux des historiens abandonnent la « naïveté rayonnante » de la Belle Époque pour se concentrer sur les tensions, les conflits et les inégalités qui la jalonnent. Ainsi, les nombreux témoignages de Français ayant vécu l'époque et publiés dans les années 1970 montrent souvent « l'image d'une société impitoyable ».
Dominique Kalifa explique que dans le dernier quart du XXe siècle, « la Belle Époque qui était jusque-là presque exclusivement parisienne et mondaine […] se découvre tout à coup provinciale, paysanne, artisane ». En même temps que le mouvement de décentralisation culturelle se met en marche, le phénomène « rétro » valorise un patrimoine de proximité de plus en plus « porté par l'émotion ». La Belle Époque s'impose comme le temps des grands-parents, celui des greniers et des brocantes « qui portent mémoire d'un monde rural préindustriel » et « les anciens trous perdus se posent en entités remplies de signification rayonnante ». Cette vague est portée par le nouveau marché que constitue les millions de cartes postales imprimées au début du XXe siècle et de nombreux éditeurs se spécialisent dans la publication d'ouvrages retraçant l'histoire d'une région, d'une ville ou d'un village à la Belle Époque. Dans le même temps, la Belle Époque s'internationalise et l'expression commence à s'appliquer à d'autres histoires nationales. C'est le cas en Italie mais également en Amérique du Sud, où certains auteurs brésiliens soulignent des similitudes entre la rénovation de Rio de Janeiro à compter de 1903 et les grands travaux de Paris.
Au tournant du XXIe siècle, les travaux d'historiens cherchent à dresser un portrait plus nuancé de la Belle Époque en relativisant le mythe de « l'âge d'or » que sous-tend l'expression sans chercher à masquer les indicateurs d'une vie meilleure pour l'ensemble des Français. C'est le cas de Jean-Baptiste Duroselle qui publie en 1992 La France de la Belle Époque, un ouvrage didactique et appuyé par de nombreuses statistiques, ou de Michel Winock, qui édite en 2002 une somme d'analyses tirée de son cours d'histoire contemporaine à l'Institut d'études politiques de Paris. Plus d'un siècle après la fin de la période, la Belle Époque est encore un sujet d'actualité. En 2019, l'historien Antoine Prost en propose une « histoire sociale synthétique », tandis que « le cinéma et la télévision manifestent leur intérêt renouvelé pour cette quinzaine d'années qui précéda la Grande Guerre ». Cette même année, le réalisateur Roman Polanski transpose l'affaire Dreyfus dans le film J'accuse, France 3 diffuse un documentaire réalisé à partir d'images colorisées du début du XXe siècle, Une si belle époque !, et la mini-série Le Bazar de la Charité relate l'incendie survenu dans cette salle en 1897.

#### Ouvrages généraux
- [Duroselle 1992] Jean-Baptiste Duroselle, La France de la Belle Époque, Paris, Presses de la Fondation nationale des sciences politiques, coll. « Références » (no 31), 1992, 2e éd., 377 p. (ISBN 2-7246-0614-0, présentation en ligne).
- [Garrigues et Lacombrade 2019] Jean Garrigues et Philippe Lacombrade, La France au XIXe siècle, 1814-1914, Paris, Armand Colin, coll. « Collection U », 2019, 310 p. (ISBN 978-2-200-62259-6).
- [Hobsbawm 2012] Eric J. Hobsbawm (trad. de l'anglais par Jacqueline Carnaud et Jacqueline Lahana), L'Ère des empires, 1875-1914 [« The Age of Empire, 1875-1914 »], Paris, Pluriel, 2012 (1re éd. 1989), 495 p. (ISBN 978-2-8185-0162-7).
- [Houte 2014] Arnaud-Dominique Houte, Histoire de la France contemporaine, t. 4 : Le triomphe de la République, 1871-1914, Paris, Éditions du Seuil, coll. « L'Univers historique », 2014, 461 p. (ISBN 978-2-02-100102-0, présentation en ligne), chap. IX (« Le nouveau siècle »), p. 321-359.
- [Kalifa 2016] Dominique Kalifa, « « Belle Époque » : invention et usages d'un chrononyme », Revue d'histoire du XIXe siècle, no 52 « Chrononymes. Dénommer le siècle »,‎ 2016, p. 119-132 (ISSN 1265-1354, DOI 10.4000/rh19.4997, lire en ligne).
- Dominique Kalifa, La véritable histoire de la « Belle Époque », Paris, Fayard, 2017, 296 p. (ISBN 978-2-213-65529-1, présentation en ligne), [présentation en ligne].
- Jacqueline Lalouette, La France de la Belle Époque, Paris, Tallandier, coll. « Dictionnaire de curiosités », 2013, 285 p. (ISBN 979-10-210-0120-6, présentation en ligne).
- [Lejeune 2011] Dominique Lejeune, La France de la Belle Époque, 1896-1914, Paris, Armand Colin, coll. « Cursus Histoire », 2011, 6e éd., 237 p. (ISBN 978-2-200-24892-5, présentation en ligne).
- Antoine Prost, Les Français de la Belle Époque, Paris, Gallimard, 2019, 383 p. (ISBN 978-2-07281893-6, présentation en ligne).
- [Winock 2022] Michel Winock, La Belle Époque : La France de 1900 à 1914, Paris, Perrin, coll. « Tempus », 2022 (1re éd. 2002), 512 p. (ISBN 978-2-262-10128-2).

#### Économie, politique et société
- Serge Berstein (dir.) et Michel Winock (dir.), Histoire de la France politique, vol. 4 : La République recommencée de 1914 à nos jours, Paris, Éditions du Seuil, coll. « L'Univers historique », 2004, 597 p. (ISBN 2-02-033251-5). Réédition : Serge Berstein (dir.) et Michel Winock (dir.), Histoire de la France politique, vol. 4 : La République recommencée de 1914 à nos jours, Paris, Éditions du Seuil, coll. « Points. Histoire » (no H370), 2008, 740 p., poche (ISBN 978-2-7578-0227-4).
- Jean Bouvier, René Girault et Jacques Thobie, La France impériale 1880-1914, Mégrelis, 1982.
- Fernand Braudel et Ernest Labrousse (dir.), Histoire économique et sociale de la France, t. 4 : années 1880-1914, Presses universitaires de France, 1979.
- Christophe Charle, La Crise des Sociétés impériales (1900-1914), Seuil, 2001.
- Jacques Droz (dir.), Histoire générale du socialisme, t. 2 : De 1875 à 1918, Presses universitaires de France, 1974.
- Vincent Duclert, La République imaginée : 1870-1914, Paris, Belin, coll. « Histoire de France » (no 11), 2010, 861 p. (ISBN 978-2-7011-3388-1, présentation en ligne).
- Bruno Fuligni, Les Frasques de la Belle-Époque : Les plus belles unes du Petit journal, Paris, Albin Michel, coll. « Beaux livres », 2012, 240 p. (ISBN 978-2226208187).
- Raoul Girardet, Le nationalisme français : anthologie, 1871-1914, Paris, Seuil, coll. « Points. Histoire » (no 68), 1983 (1re éd. 1966), 275 p. (ISBN 2-02-006570-3, présentation en ligne).
- Arnaud-Dominique Houte, Les Peurs de la Belle Époque : crimes, attentats, catastrophes et autres périls, Paris, Tallandier, 2022, 330 p. (ISBN 979-10-210-5170-6, présentation en ligne).
- Michel Leymarie, De la Belle Époque à la Grande Guerre (1893-1918) : Le triomphe de la République, Livre de poche, 1999.
- Pierre Milza et Raymond Poidevin, La Puissance française à la « Belle Époque » : Mythe ou réalité ?, Éditions Complexe, coll. « Questions au XXe siècle », 1992, 242 p. (ISBN 2-87027-450-5).
- Madeleine Rebérioux, Nouvelle histoire de la France contemporaine, t. 11 : La République radicale ? 1899-1914, Paris, Éditions du Seuil, coll. « Points histoire » (no 111), 1975, 256 p. (ISBN 978-2-02000-671-2, présentation en ligne), [présentation en ligne].
- Anne Steiner, « Les Militantes anarchistes individualistes : des femmes libres à la Belle Époque », Femmes et militantisme, no 8,‎ 2008 (lire en ligne).
- Anne Steiner, Le Goût de l'émeute : Manifestations et violences de rue dans Paris et sa banlieue à la Belle Époque, Montreuil, L'Échappée, 2012, 206 p. (ISBN 9782915830392).
- Anne Steiner, Le Temps des révoltes : histoire en cartes postales des luttes sociales à la « Belle Époque », Paris, L'Échappée, 2015, 176 p. (ISBN 9782915830903).
- Zeev Sternhell, La Droite révolutionnaire, 1885-1914 : les origines françaises du fascisme, Paris, Fayard, 2000 (1re éd. 1978, Éditions du Seuil), 436 p. (ISBN 2-213-60581-5, présentation en ligne), [présentation en ligne], [présentation en ligne], [présentation en ligne], [présentation en ligne], [présentation en ligne].

#### Vie artistique et culturelle
- Claude Bellanger (dir.), Histoire générale de la presse française, t. III : De 1871 à 1914, Presses universitaires de France, 1972.
- Christophe Charle, Paris fin de siècle : culture et politique, Paris, Éditions du Seuil, coll. « L'Univers historique », 1998, 319 p. (ISBN 2-02-031246-8, présentation en ligne).
- Antoine Compagnon, La Troisième République des lettres, Seuil, 1983.
- (en) Jean-Luc Daval, Modern Art : The Decisive Years : 1884-1914, Londres, 1977.
- Mario d'Angelo (dir.), La Musique à la Belle Époque : Autour du foyer artistique de Gustave Fayet (Béziers, Paris, Fontfroide), Narbonne, MAGFF, 2010.
- Vincent Bouvet, Paris, de la Belle Époque aux Années folles, Paris, Place des Victoires, coll. « Livres d'art », 2012, 576 p. (ISBN 978-2809907025).
- Myriam Chimènes, Mécènes et musiciens : Du salon au concert à Paris sous la IIIe République, Paris, Fayard, 2004, 776 p. (ISBN 2213616965).
- Benoît Duteurtre, Dictionnaire amoureux de la Belle Époque et des Années folles, Paris, Plon, 2022, 656 p. (ISBN 978-2259218221).
- [Goestchel et Loyer 2018] Pascale Goetschel et Emmanuelle Loyer, Histoire culturelle de la France : De la Belle Époque à nos jours, Armand Colin, coll. « Cursus », 2018 (ISBN 9782200622862), chap. I (« La Belle Époque »), p. 9-41. .
- Olivier Goetz, Le Geste Belle Époque, Strasbourg/impr. en Allemagne, ÉLiPhi, coll. « Arts et spectacle », 2018, 410 p. (ISBN 9782372760232).
- [Leroy et Bertrand-Sabiani 1998] Géraldi Leroy et Julie Bertrand-Sabiani, La Vie littéraire à la Belle Époque, Paris, Presses universitaires de France, coll. « Perspectives littéraires », 1998, 383 p. (ISBN 978-2130495079).
- Wendy Prin-Conti, Femmes poètes de la Belle Époque : heurs et malheurs d'un héritage, Paris, Honoré Champion, 2019, 230 p. (ISBN 9782745352026).
- Christophe Prochasson, Les Années électriques 1880-1910, Paris, La Découverte, 1991.
- Christophe Prochasson, Paris 1900 : Essai d'histoire culturelle, Paris, Calmann-Lévy, 1999, 348 p.
- Joseph Reinach, Histoire de l'Affaire Dreyfus, Robert Laffont, coll. « Bouquins », 2006, 2316 p. (ISBN 978-2221913895).
- Anne-Marie Thiesse, Le Roman du quotidien, lecteurs et lectures populaires à la Belle Époque, Chemin vert, 1984.
- Stefan Zweig, Le Monde d'hier. Souvenirs d'un Européen, Belfond, 1982, 503 p. (ISBN 978-9652270047).

### Documentaires
- 2019 : Une si belle époque ! La France d'avant 1914 d'Hugues Nancy sur France 3.

### Émissions de radio
- Jean-Noël Jeanneney, « La Belle Époque : optimiste, vraiment ? » [audio], émission Concordance des temps, France Culture, 2 septembre 2017.
- Jean-Noël Jeanneney, « La Belle Époque angoissée aussi ? » [audio], émission Concordance des temps, France Culture, 22 octobre 2022.

### Filmographie
- 1948 : Paris 1900 de Nicole Vedrès.
- 1952 : Casque d'Or de Jacques Becker.
- 1952 : Le Plaisir de Max Ophüls.
- 1954 : La Belle Otero de Richard Pottier.
- 1955 : French Cancan de Jean Renoir.
- 1955 : Les Grandes Manœuvres de René Clair.
- 1958 : Gigi de Vincente Minnelli.
- 1962 : Jules et Jim de François Truffaut.
- 1968 : La Bande à Bonnot de Philippe Fourastié.
- 1970 : Les Aristochats de Wolfgang Reitherman (Walt Disney).
- 1974-1983 : Les Brigades du Tigre, série télévisée de Claude Desailly et Victor Vicas
- 1984 : Un amour de Swann de Volker Schlöndorff.
- 1984 : Un dimanche à la campagne de Bertrand Tavernier.
- 1990 : La Gloire de mon père d'Yves Robert.
- 1990 : Le Château de ma mère d'Yves Robert.
- 1990 : Jean Galmot, aventurier d'Alain Maline.
- 1997 : Titanic de James Cameron.
- 2000 : Les Destinées sentimentales d'Olivier Assayas.
- 2001 : Moulin Rouge de Baz Luhrmann.
- 2001 : Vingt-quatre Heures de la vie d'une femme de Laurent Bouhnik.
- 2004 : Un long dimanche de fiançailles de Jean-Pierre Jeunet.
- 2006 : Le Grand Meaulnes de Jean-Daniel Verhaeghe.
- 2006 : Les Brigades du Tigre de Jérôme Cornuau.
- 2009 : Chéri de Stephen Frears.
- 2009 : Coco avant Chanel d'Anne Fontaine.
- 2010 : Les Aventures extraordinaires d'Adèle Blanc-Sec de Luc Besson
- 2011 : Un monstre à Paris de Éric Bergeron.
- 2016 : Chocolat de Roschdy Zem.
- 2018 : Colette de Wash Westmoreland.
- 2018 : Dilili à Paris de Michel Ocelot.
- 2019 : Edmond d'Alexis Michalik.
- 2019 : J'accuse de Roman Polanski.
- 2019 : Radioactive de Marjane Satrapi.
- 2019 : Le Bazar de la Charité de Catherine Ramberg et Alexandre Laurent
- 2021 : Paris Police 1900 de Fabien Nury, Frédéric Balekdjian et Julien Despaux
- 2022 : Paris Police 1905 de Fabien Nury, Frédéric Balekdjian et Julien Despaux
- 2023 : Une affaire d'honneur de Vincent Perez
- 2024 : Louise Violet d'Éric Besnard